# Les Huguenots
Représentations notables
- 20 juillet 1848  : Covent Garden de Londres (version italienne révisée)
- 26 avril 1875 : première représentation au palais Garnier (Opéra de Paris)
- 19 avril 1881 : 700e représentation à l’Opéra de Paris
- 26 décembre 1894  : Metropolitan Opera de New York (« Nuit des sept étoiles »)
- 21 mars 1903 : 1000e représentation à l’Opéra de Paris

Personnages
- Marguerite de Valois, reine de Navarre (soprano)
- Valentine, fille du comte de Saint-Bris (soprano)
- Urbain, page de la reine (soprano)
- Raoul de Nangis, gentilhomme protestant (ténor)
- Marcel, soldat huguenot, serviteur de Raoul (basse)
- Le comte de Nevers, gentilhomme catholique (basse)
- Le comte de Saint-Bris, gentilhomme catholique (basse)
- Bois-Rosé, soldat huguenot (ténor)
- Maurevert,  gentilhomme catholique (basse)
- Tavannes,  gentilhomme catholique (ténor)
- Cossé,  gentilhomme catholique (ténor)
- Thoré,  gentilhomme catholique (basse)
- De Retz,  gentilhomme catholique (basse)
- Méru,  gentilhomme catholique (basse)
- Deux dames d’honneur (sopranos)

Airs
- Air de Raoul « Plus blanche que la blanche hermine » (acte I)
- Chanson huguenote « Piff, paff, piff, paff » (acte I)
- Air de Marguerite « Ô beau pays de la Touraine » (acte II)
- Rondeau d'Urbain « Non, non, non, vous n’avez jamais, je gage » (acte II)
- Duo « Ah ! si j’étais coquette ! » (acte II)
- Duo « Tu ne peux éprouver ni comprendre » (acte III)
- Ensemble « Conjuration et bénédiction des poignards » (acte IV)
- Duo « Tu l’as dit : oui tu m’aimes »  (acte IV)
- Trio « Savez-vous qu'en joignant vos mains » (acte V)

Les Huguenots est un grand opéra en cinq actes et trois tableaux de Giacomo Meyerbeer, sur un livret en français d’Eugène Scribe et Émile Deschamps, créé le 29 février 1836 à l’Opéra de Paris, salle Le Peletier, avec les plus grands chanteurs de l’époque : les sopranos Dorus-Gras et Falcon, le ténor Nourrit et la basse Levasseur, sous la direction de François-Antoine Habeneck.
Onzième opéra du compositeur et le deuxième écrit pour l’Opéra de Paris (après le triomphe rencontré par Robert le Diable), il s'inspire des événements ayant conduit au massacre de la Saint-Barthélemy le 24 août 1572.
« Seul opéra de Meyerbeer à s’accrocher au répertoire », Les Huguenots constitue le « prototype du grand opéra à la française » et connut « une gloire sans précédent », « offrant au public étonné un spectacle dramatique et musical sans précédent, sur un sujet non conventionnel, dont la modernité faisait alors tout l’attrait ».
Considéré comme le chef-d’œuvre de Meyerbeer, l’œuvre a influencé les plus grands compositeurs lyriques, à commencer par Richard Wagner (des réminiscences du duo d’amour entre Raoul et Valentine au quatrième acte se font entendre dans Tristan et Isolde), mais aussi Giuseppe Verdi (notamment dans les Grands opéras qu’il compose pour l’Opéra de Paris), avant de devenir « un prototype, voire un poncif », aux yeux d'une critique (d’origine principalement wagnérienne) de plus en plus sévère.
Les contraintes artistiques, impliquant qu'« un directeur d’opéra qui voudrait monter l’œuvre de façon satisfaisante devrait pouvoir trouver sept interprètes de tout premier plan pour les rôles principaux, capables, de plus, de suivre le style lyrique de cet opéra », et la longueur de la partition (près de quatre heures de musique), expliquent également que l’opéra ait été peu représenté au XXe siècle. La montée des nationalismes et de l'antisémitisme en Europe ont également contribué à ce que les opéras de Meyerbeer, en général, soient moins joués dès la fin du XIXe siècle.
Depuis quelques années cependant, les maisons d’opéra le reprogramment, permettent ainsi la réévaluation d'une œuvre qui n’est pas, pour reprendre l’analyse de Renaud Machart, « un gros machin moralisant et ringard » mais « une œuvre totale, complexe mais accessible, qui montre que le compositeur allemand, passé par l’Italie et la France, connaissait ses classiques : la partition est fondée sur des archaïsmes nombreux et cite des périodes musicales qui vont de la musique médiévale au Don Giovanni de Mozart, tout en annonçant Verdi (qui y fera son miel) et, dans son ballet, les musiques pimpantes du groupe des Six ».

## Sources
Après avoir remporté un triomphe avec Robert le Diable, premier opéra à s’inspirer des thèmes du Romantisme noir des romans gothiques alors à la mode, Meyerbeer décide de mettre en musique un drame historique ayant pour sujet un amour impossible sur fond de guerre de religion à la veille du massacre de la Saint-Barthélemy.
Un trait majeur du romantisme est l’intérêt manifesté pour les périodes du Moyen Âge ou de la Renaissance, illustré par le succès remporté par les romans de Walter Scott et la redécouverte des pièces de théâtre de William Shakespeare. De nombreux opéras historiques ont déjà été couronnés de succès : La Muette de Portici de Daniel-François-Esprit Auber créé en 1828, Les Puritains, dernier opéra composé par Vincenzo Bellini (1835) ou La Juive de Jacques-Fromental Halévy (1835 également).

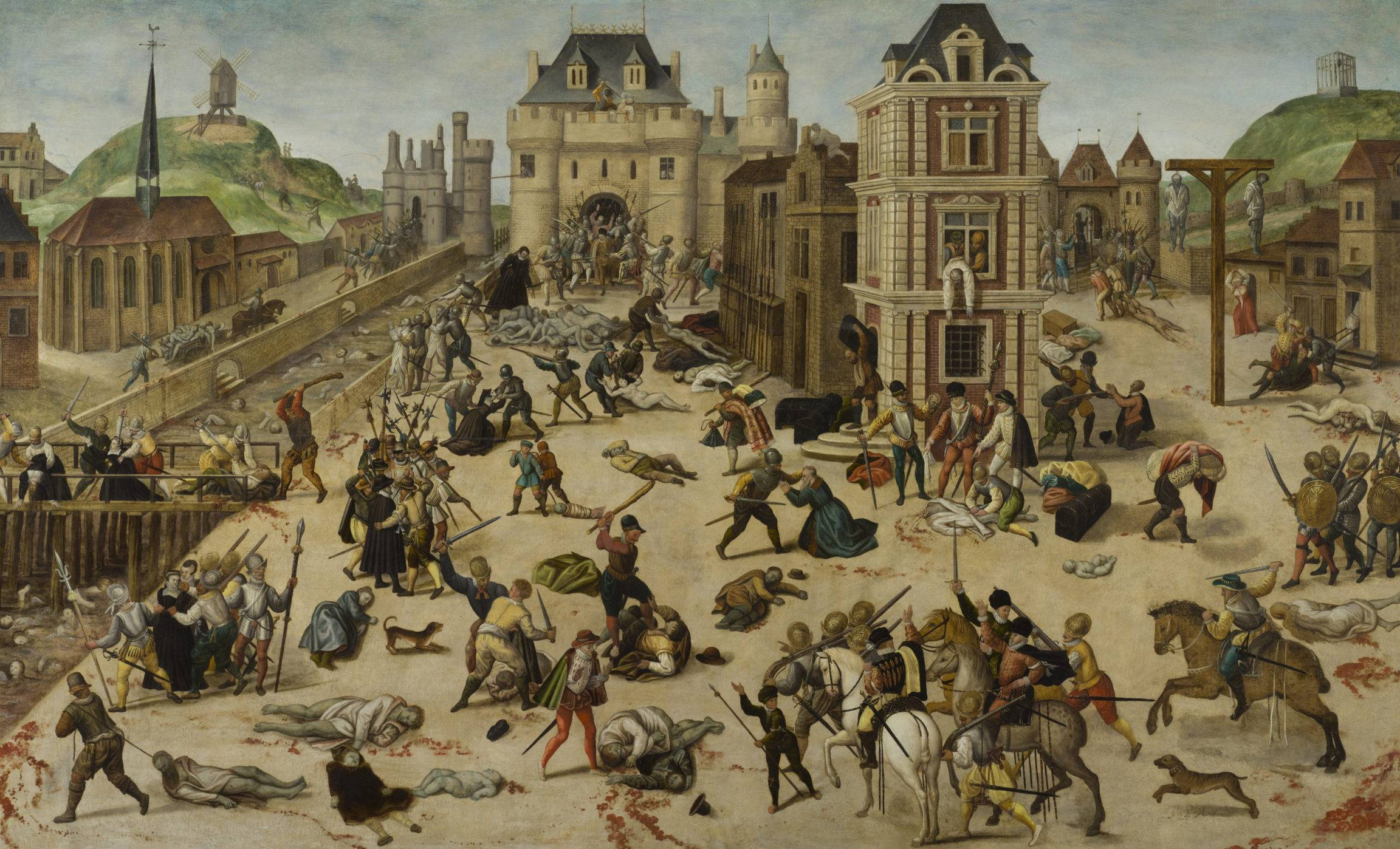
Le Massacre de la Saint-Barthélemy, d'après François Dubois

Les guerres de religion et le massacre de la Saint-Barthélemy sont en outre des thèmes à la mode dans les années 1830. Ils sont le sujet de plusieurs œuvres dramatiques, dont La Saint-Barthélemy de Charles de Rémusat (1828) ou Aoust 1572, ou Charles IX à Orléans de Jean-Pierre Lesguillon (1832). Alexandre Dumas remporte quant à lui un triomphe avec sa pièce Henri III et sa cour créée à la Comédie-Française le 11 février 1829. Jean-Michel  Brèque rappelle également que dans Le Rouge et le Noir paru en 1830, Stendhal fait référence à plusieurs reprises à l’époque de Charles IX. Publié en 1829, le roman de Prosper Mérimée Chronique du règne de Charles IX inspire à Ferdinand Hérold son dernier opéra, Le Pré-aux-clercs (1832), mais aussi en partie l’œuvre de Meyerbeer (voir ci-dessous).

## Argument
En France, au cours de l’été 1572,  à la veille du massacre de la Saint-Barthélemy, une catholique et un protestant vivent un amour impossible.

### Acte I
Une salle du château du comte de Nevers, en Touraine.
- No 1a : Ouverture.

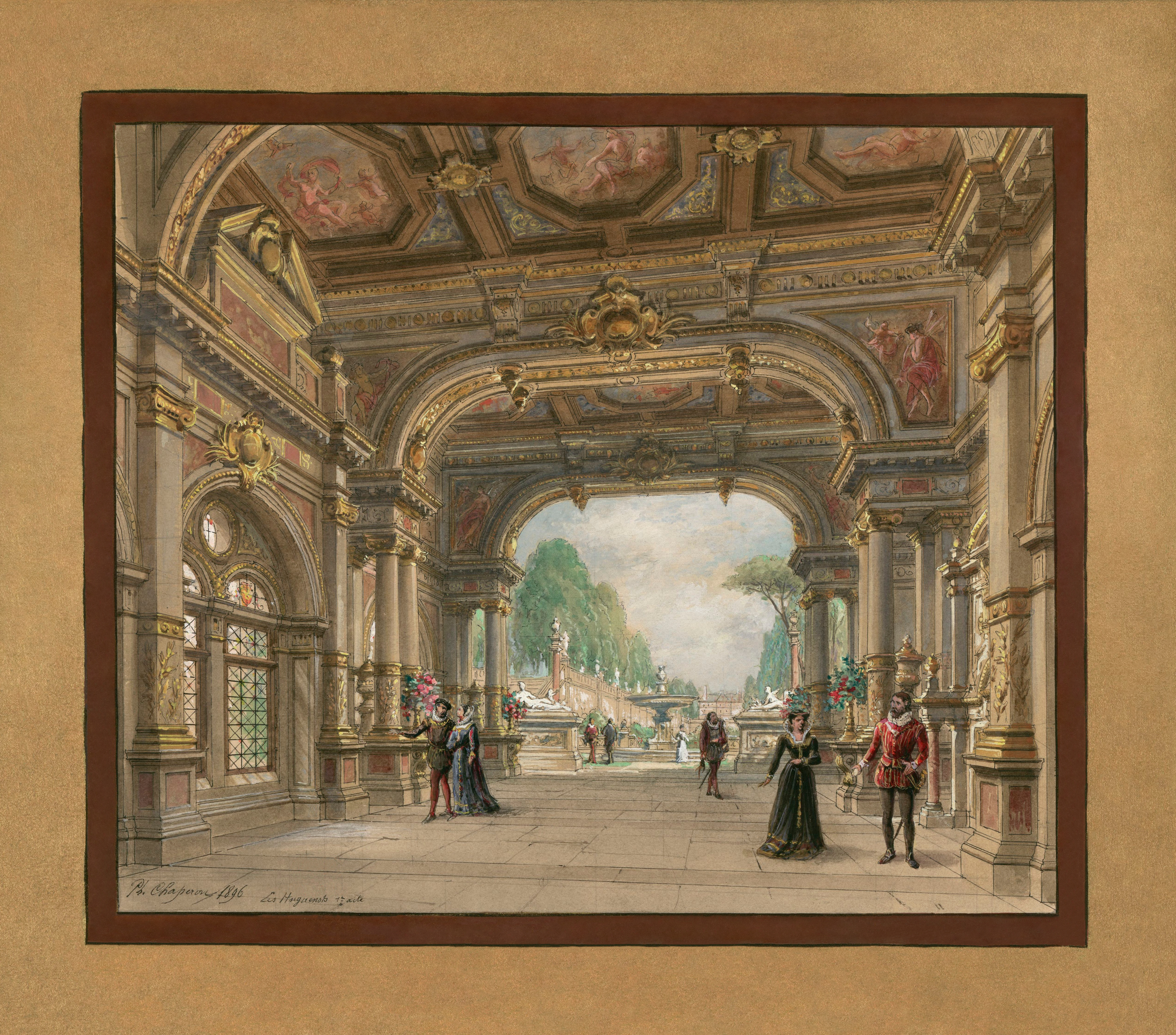
Philippe Chaperon, esquisse coloriée pour le décor de l’acte I (1896)

- No 1b : Chœur « Des beaux jours de la jeunesse » : Tandis que certains invités du comte de Nevers jouent aux dés, d’autres seigneurs catholiques célèbrent la jeunesse, les jeux et le plaisir.
- No 1c : Morceau d’ensemble « De ces lieux enchanteurs, châtelain respectable » : Les jeunes gens souhaitent passer à table, mais leur hôte les avertit qu’il attend un dernier invité, un huguenot, que le roi lui a demandé de recevoir, en signe de réconciliation entre catholiques et protestants.
- No 1d : Entrée de Raoul « Sous ce beau ciel de la Touraine » : Entre alors Raoul de Nangis, jeune gentilhomme huguenot, très impressionné de pouvoir rencontrer des nobles aussi bien vus à la cour.
- No 1e : L’orgie « Bonheur de la table » : Tandis qu’on apporte une table magnifiquement servie, les seigneurs catholiques célèbrent le vin et l’ivresse.
- No 2a : Scène « Versez de nouveaux vins, versez avec largesse ! » : Le comte de Nevers annonce alors qu’il vient de se fiancer et qu’il doit désormais renoncer à ses maîtresses. Il invite cependant ses convives à décrire celles dont ils sont épris et demande au dernier venu, Raoul de Nangis, de commencer.
- No 2b : Romance « Plus blanche que la blanche hermine » : Raoul raconte alors comment il a sauvé une jeune fille d’une échauffourée. Bien qu’il ne connaisse ni son nom, ni ses origines, il en est tombé immédiatement amoureux.
- No 3a : Récitatif « Quelle étrange figure ici vois-je apparaître ? » : Mais voici qu’entre Marcel, le vieux serviteur de Raoul, qui ne cache pas la répulsion que lui inspire toute cette assemblée de seigneurs catholiques célébrant le jeu, le vin et les femmes.
- No 3b : Choral « Seigneur rempart et seul soutien » : Souhaitant entraîner Raoul hors de ces lieux de perdition, Marcel entonne un choral luthérien tandis que les catholiques trinquent à leur maîtresse.
- No 4a : Scène « Eh ! mais plus je le vois, et plus il me rappelle » : Un des seigneurs catholiques reconnaît cependant Marcel comme l’un des combattants qu’il avait affrontés au cours d’une rixe. Afin d’enterrer toute rancune, il propose au vieux serviteur de trinquer avec lui, ce que Marcel refuse. Quelque peu irrités, les seigneurs catholiques demandent alors à Marcel de chanter une chanson.
- No 4b : Chanson huguenote « Piff, paff, piff, paff » : Marcel s’exécute et interprète une chanson aux accents guerriers appelant à l’extermination des catholiques. Les seigneurs catholiques se moquent de lui.
- Récitatif « Au maître de ces lieux, au Comte de Nevers » : Un valet du comte de Nevers prévient son maître qu’une femme mystérieuse souhaite lui parler. Le comte sort pour rencontrer l’inconnue.
- No 5 : Morceau d’ensemble « L’aventure est singulière » : Les seigneurs catholiques s’interrogent sur l’identité de cette inconnue et tentent de l’apercevoir. Ils invitent Raoul à faire de même. Reconnaissant la jeune femme qu’il a sauvée et dont il est tombé amoureux, le gentilhomme huguenot, croyant qu’elle est la maîtresse du comte de Nevers, jure de ne plus jamais la revoir.
- Récitatif « Il faut rompre l’hymen qui pour moi » : Nevers revient sur ces entrefaites. La jeune inconnue n’était autre que sa fiancée, venue lui demander d’annuler le mariage arrangé par son père. Nevers a accédé à cette demande, mais ne peut s’empêcher d’en éprouver un vif dépit.
- No 6a : Chœur « Honneur au conquérant » : Ignorant tout du motif réel de l’entrevue qui vient de se dérouler, les seigneurs catholiques célèbrent le pouvoir de séduction du comte de Nevers, ce que ce dernier préfère ne pas démentir.
- No 6b : Cavatine du page « Une dame noble et sage » : Entre alors le page Urbain porteur d’un message à remettre à l’un des seigneurs présents, de la part d’une femme inconnue.
- No 6c : suite du final « Trop de mérite aussi quelquefois importune » : Nevers croit que le message est pour lui, mais il est vite démenti par Urbain qui remet le pli à son réel destinataire, Raoul de Nangis.
- No 6d : Ensemble « Vous savez si je suis un ami » : Reconnaissant le cachet et la devise de la princesse Marguerite de Valois, fille de Catherine de Médicis, sœur du roi Charles IX et future épouse d’Henri de Navarre, tous les seigneurs catholiques s’empressent auprès de Raoul de Nangis et lui proposent leur amitié.
- No 6e : Strette « Les plaisirs, les honneurs, la puissance » : Le jeune huguenot, qui n’a pas deviné l’identité de celle qui lui a envoyé le message, ne comprend rien à cette soudaine sollicitude. Il interroge Urbain qui lui promet que celle qu’il va rencontrer peut lui apporter « les plaisirs, les honneurs, la puissance ». Tous les seigneurs catholiques boivent à la santé de Raoul qui s’apprête à suivre Urbain après qu’on lui a bandé les yeux.

### Acte II
Les jardins du château de Chenonceau.
- No 7a : Entracte.

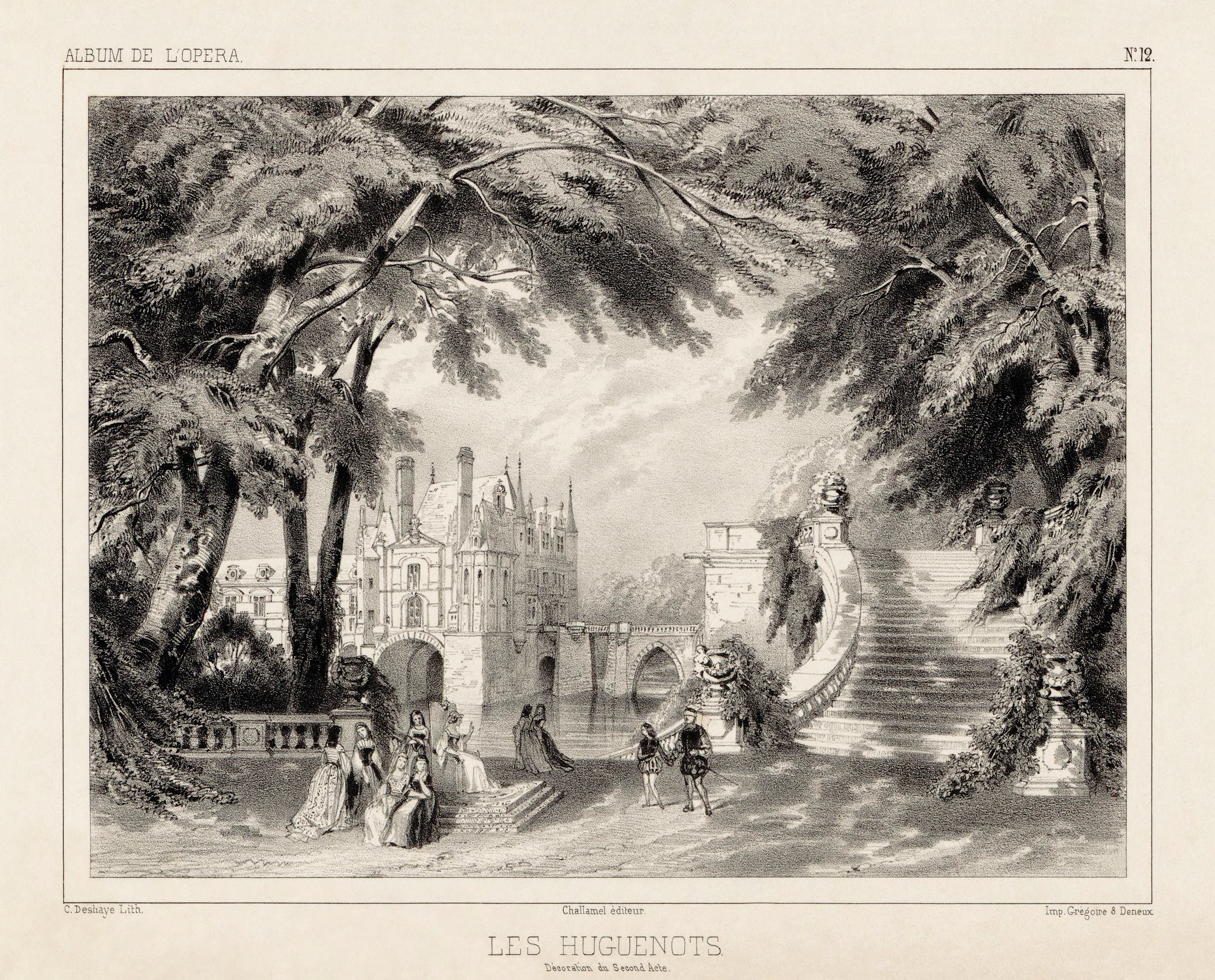
Célestin Deshayes, lithographie représentant la scène où Raoul, les yeux bandés, est amené devant Marguerite de Navarre (1836).

- No 7b : Air « Ô beau pays de la Touraine » : Marguerite de Valois vient d’achever sa toilette. Entourée de ses dames de compagnie et servantes, elle s’admire dans un miroir que tient le page Urbain, tout en chantant la beauté des lieux.
- No 7c: Cabalette « A ce mot seul s’anime et renaît la nature » : Se soustrayant quelques instants à sa contemplation, Marguerite espère rester à l’écart des querelles religieuses qui empoisonnent le pays.
- Récitatif « Que notre reine est belle » : Valentine de Saint-Bris, dame de compagnie de Marguerite, vient lui annoncer qu’elle a obtenu la rupture de ses fiançailles avec le comte de Nevers. Ravie, Marguerite lui indique que, de son côté, elle attend Raoul de Nangis. Connaissant les sentiments de sa dame de compagnie pour le gentilhomme huguenot, elle est certaine de convaincre le père de Valentine de consentir au mariage de sa fille avec Raoul, en signe de réconciliation entre catholiques et protestants. Bouleversée à l’annonce de l’arrivée prochaine de Raoul, Valentine s’enfuit.
- No 8: Chœur (dansé) des baigneuses « Jeunes beautés, sous ce feuillage » : Avant de se baigner dans le Cher, les dames de compagnie dansent, jouent et courent les unes après les autres, sous le regard amusé de Marguerite, fort occupée à chasser Urbain qui tente de surprendre les jeunes femmes durant leur bain.
- Récitatif « Encore ! et quelle audace, Urbain ! » : Urbain revient sur scène pour annoncer l’arrivée de Raoul de Nangis.
- No 8bis[10]: Rondeau du page « Non, non, non, vous n’avez jamais, je gage » : Le page raconte le voyage de Raoul, les yeux bandés, jusqu’au château.
- No 9: Scène du bandeau « Le voici, du silence » : Les yeux toujours bandés, Raoul est amené devant Marguerite. Les dames de compagnie l’entourent avec curiosité. Marguerite exige alors de rester seule avec le jeune homme.
- Récitatif « Pareille loyauté vaut son prix, chevalier » : Marguerite demande à Raoul d’arracher son bandeau.
- No 10a: Première partie du duo Marguerite-Raoul « Beauté divine enchanteresse » : Regardant autour de lui, Raoul est émerveillé par la beauté des lieux et de la jeune femme qui se tient devant lui. Il jure de lui obéir aveuglément.
- No 10b: Seconde partie du duo Marguerite-Raoul « Ah ! si j’étais coquette » : Marguerite, séduite par le jeune homme qui lui voue « et [sa] vie et [son] âme », a du mal à résister à la tentation d’entreprendre la conquête de Raoul.
- No 11: Récitatif et entrée de la cour « Madame ! – Allons, toujours le page ! » : Le retour d’Urbain annonçant l’arrivée de la cour incite Marguerite à révéler sa véritable identité et son projet de marier Raoul à une de ses dames de compagnie. Le jeune homme accepte sans savoir qui est celle qu’on lui destine. Les seigneurs et les dames de la cour, conduits par Saint-Bris (le père de Valentine) et Nevers, entrent sur scène.
- Récitatif « Mon frère, Charles IX, qui connaît votre zèle » : Après avoir informé Nevers et le comte de Saint-Bris que le roi les demande à Paris, Marguerite demande à tous de se jurer une amitié éternelle.
- No 12a: Le serment « Par l’honneur, par le nom que portaient » : Tous prêtent serment, excepté Marcel qui désapprouve la présence de Raoul dans cette assistance catholique.
- No 12b: Scène « Et maintenant je dois offrir à votre vue » : Marguerite désigne alors Valentine à Raoul et la lui présente comme sa future épouse. Raoul, croyant que la jeune femme est la maîtresse de Nevers, refuse catégoriquement ce mariage.
- No 12c: Strette « Ô transport ! ô démence ! » : Les seigneurs catholiques, avec Nevers et le comte de Saint-Bris à leur tête, veulent venger l’humiliation qui vient d’être infligée à Valentine, qui est désespérée de voir son amour ainsi rejeté. Raoul est pris à partie et n’est sauvé que par l’intervention de Marguerite, qui ne comprend cependant pas son refus. Marcel, de son côté, se réjouit de voir son protégé rejeter toute alliance avec les catholiques.

### Acte III
Le Pré-aux-Clercs sur les bords de la Seine à Paris, le 20 août 1572. À gauche se dresse un cabaret fréquenté par des catholiques et à droite une taverne où de nombreux protestants viennent se divertir. Sur le second plan, à gauche, l’entrée d’une chapelle tandis qu’un arbre immense s’élève au milieu de la scène.

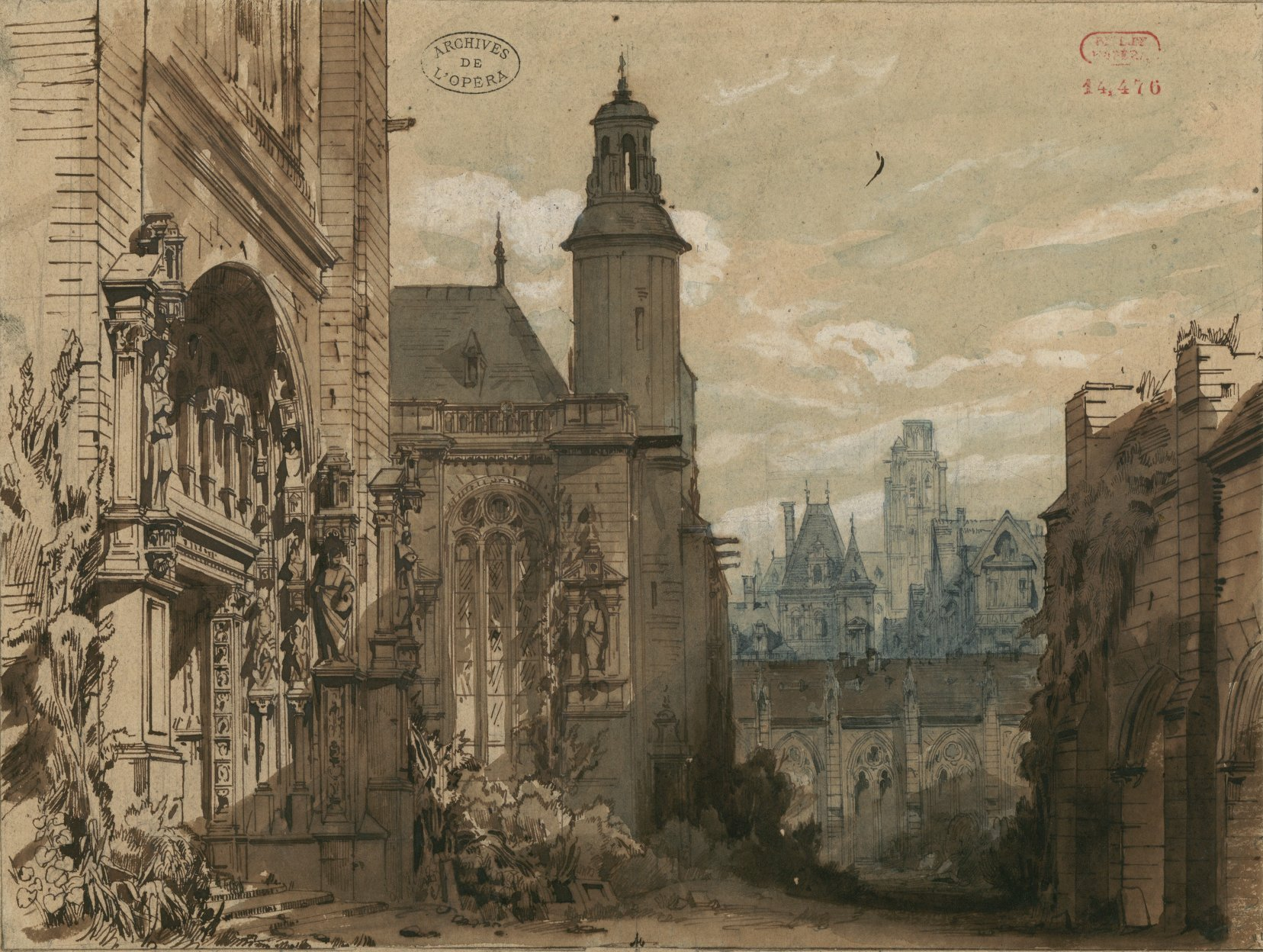
Édouard Desplechin, esquisse de décor pour l’acte III (1838)

- No 13: Entracte et chœur « C’est le jour de dimanche » : des promeneurs se réjouissent de pouvoir profiter d’une belle fin de journée.
- No 14a: Couplets militaires « Prenant son sabre de bataille » : Des soldats huguenots entonnent un chant guerrier et célèbrent l’Amiral de Coligny.
- No 14b: Litanies « Vierge Marie, soyez bénie ! » : Une procession de jeunes filles catholiques se dirige vers la chapelle située sur la gauche de la scène.
- No 14c: Morceau d’ensemble « Le seigneur de Saint-Bris » : Marcel, porteur d’un message de Raoul, cherche le comte de Saint-Bris et interrompt la procession, ce qui suscite l’indignation des catholiques présents. Ceux-ci protestent contre le comportement de Marcel ; les soldats huguenots prennent alors la défense de Marcel.
- No 15: Ronde bohémienne « Venez ! – Vous qui voulez savoir d’avance » : La tension entre catholiques et protestants retombe cependant grâce à l’intervention de bohémiens.
- No 16: Danse bohémienne : Les bohémiennes commencent à danser tandis que d’autres proposent de dire la bonne aventure aux passants.
- Récitatif « Pour remplir un vœu solennel » : Saint-Bris, Nevers et Maurevert sortent de la chapelle où ils ont laissé Valentine en prière. Après le départ de Nevers, Saint-Bris et Maurevert ruminent leur vengeance vis-à-vis des protestants. Marcel apporte alors à Saint-Bris un message de Raoul dans lequel ce dernier annonce son retour à Paris et son intention de provoquer en duel le père de Valentine. Ce dernier accepte le défi.
- No 17: Le couvre-feu « Rentrez, habitants de Paris » : Pendant ce temps, la nuit est tombée. Tandis qu’un archer, suivi des sergents du guet, annonce l’heure du couvre-feu, toute la foule des promeneurs et des soldats se disperse. La scène est bientôt vide.
- No 18a: Scène « Ô terreur ! je tressaille au seul bruit » : Valentine sort de la chapelle. Elle y a surpris les préparatifs du complot fomenté par Maurevert et son père qui souhaitent profiter du duel lancé par Raoul pour assassiner ce dernier.
- No 18b: Première partie du duo Valentine-Marcel « Dans la nuit où seul je veille » : Marcel, inquiet pour le sort de son maître, arrive alors. Dès que Valentine l’aperçoit, elle le met au courant de la tentative d’assassinat dont va être victime Raoul.
- No 18c: Deuxième partie du duo Valentine-Marcel « Ah ! l’ingrat d’une offense mortelle » : Tandis que Marcel décide d’attendre Raoul en ces lieux afin de le défendre, Valentine réalise qu’elle est toujours amoureuse du gentilhomme protestant malgré l’humiliation publique qu’il lui a infligée au château de Chenonceau.
- No 18d: Scène « Tu m’as comprise… adieu ! » : Marcel retient Valentine et essaie de savoir qui elle est.
- No 18e: Troisième partie du duo Valentine-Marcel « Ah ! tu ne peux éprouver ni comprendre » : Valentine se contente de répondre qu’elle aime Raoul plus que tout. Cet aveu émeut profondément Marcel, qui laisse la jeune femme se réfugier dans la chapelle.
- Récitatif « Un danger le menace, et j’ignore lequel… » : À cet instant surviennent Raoul, Saint-Bris et leurs témoins. Marcel met en garde son maître du piège qui lui est tendu.
- No 19: Septuor du duel « En mon bon droit j’ai confiance » : Tandis que les préparatifs du duel ont lieu, les différents protagonistes proclament la certitude que leur cause va triompher. Maurevert paraît soudain avec deux hommes armés et prétexte de la présence de Marcel pour intervenir dans le duel. Voyant les huguenots près de succomber sous le nombre de leurs assaillants, Marcel demande aux soldats huguenots encore présents dans l’auberge située à droite de la scène d’intervenir. À son tour, Saint-Bris appelle à son secours les étudiants catholiques qui se trouvent dans la taverne de gauche. La scène est bientôt envahie par deux groupes antagonistes qui se menacent et s’invectivent, les catholiques à gauche et les protestants à droite.
- Scène « Arrêtez ! respectez la reine de Navarre ! » : Marguerite, qui a épousé deux jours plus tôt Henri de Navarre, rentre à cheval dans son palais. Elle exige l’arrêt immédiat de la querelle et demande des explications. Saint-Bris et Raoul s’accusent mutuellement de traîtrise. Marcel intervient alors et révèle à Marguerite qu’une femme inconnue l’a informé du complot fomenté contre Raoul par Saint-Bris et Maurevert.
- No 21a: Scène « Ma fille ! » : Valentine sort de la chapelle et est désignée par Marcel comme étant celle qui a révélé le complot. Le comte de Saint-Bris est scandalisé d’avoir été dénoncé par sa fille tandis qu’on explique à Raoul, bouleversé, le quiproquo du premier acte : bien loin d’être la maîtresse de Nevers, Valentine était venue demander à ce dernier l’annulation du mariage arrangé par son père. Il est hélas trop tard pour revenir en arrière puisque Valentine et Nevers ont été mariés le matin même.
- No 21b: Arioso de Nevers « Noble dame, venez près d’un époux » : C’est à cet instant que paraît sur la Seine une grande barque décorée et illuminée avec à son bord le cortège nuptial du comte de Nevers. Ce dernier invite Valentine à venir le rejoindre.
- No 21c: Chœur de la noce « Au banquet où le ciel leur apprête » : Des bohémiens et des bohémiennes offrent fleurs et cadeaux aux deux jeunes époux tandis que les invités du mariage formulent leurs vœux de bonheur.
- No 21d: Chœur des combattants « Non, plus de paix ni trêve » : Pendant ce temps, catholiques et protestants, séparés par la garde de Marguerite, continuent de s’invectiver et de se menacer.

### Acte IV
Un appartement dans l’hôtel du comte de Nevers à Paris, le soir du 23 août 1572.
- No 22a: Entracte.

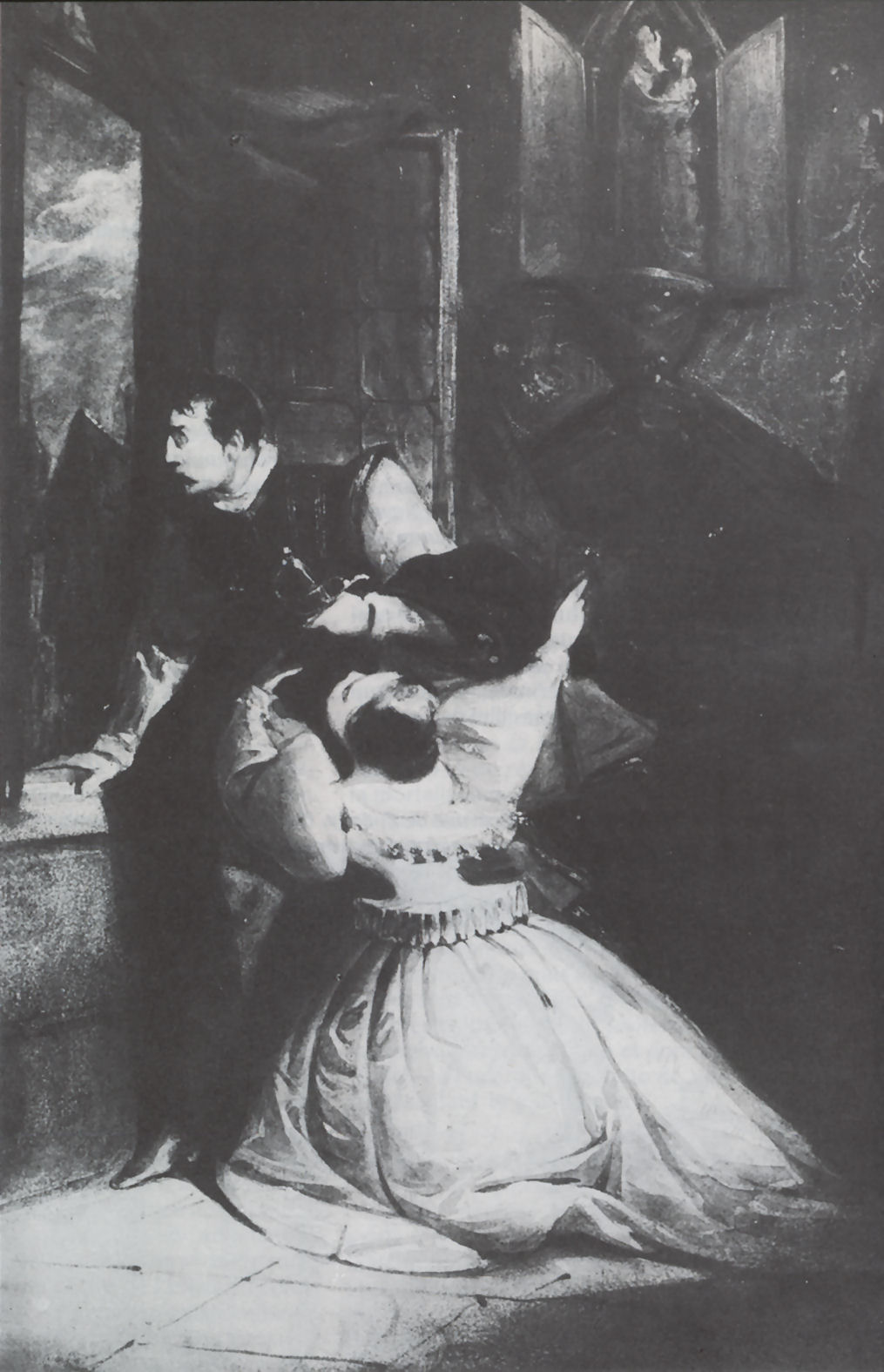
Aimé de Lemud, lithographie représentant la scène où Raoul constate que le massacre a déjà commencé, tandis que Valentine le supplie de ne pas sortir.

- No 22b: Récitatif « Je suis seule chez moi » : Valentine est profondément malheureuse d’avoir été obligée d’épouser le comte de Nevers.
- No 22c: Air de Valentine « Parmi les pleurs mon rêve se ranime » : Elle est en effet toujours amoureuse de Raoul, à qui elle ne cesse de penser.
- No 22d: Scène « Juste ciel ! est-ce lui dont l’aspect terrible » : Mais voici Raoul qui a réussi à s’introduire à l’insu de tous dans l’hôtel particulier des Nevers. Il souhaite dire adieu à Valentine, mais il est interrompu par le retour de son époux, de son père et d’autres seigneurs catholiques. Terrifiée, Valentine parvient à convaincre Raoul de se cacher derrière une tapisserie.
- No 23a: Conjuration, première partie « Des troubles renaissants » : Saint-Bris explique à toute l’assemblée qu’il a reçu du roi et de Catherine de Médicis l’ordre d’organiser le massacre de tous les protestants. Nevers, choqué par un tel projet, refuse de s’y associer et est aussitôt conduit vers un lieu de détention.
- No 23b: Conjuration, seconde partie « Et vous qui répondez au Dieu qui nous appelle » : Saint-Bris donne ses ordres : un groupe de conjurés doit se rendre chez l’Amiral de Coligny pour le tuer. Un autre doit prendre position autour de l’Hôtel de Nesle où se trouvent plusieurs seigneurs protestants invités à une fête en l’honneur de Marguerite et d’Henri de Navarre. Le tocsin de Saint-Germain-l'Auxerrois donnera le signal du début du massacre.
- No 23c: Bénédiction des poignards, première partie « Gloire, gloire au Dieu vengeur » : Trois moines entrent alors et bénissent les épées et les poignards de tous les conjurés.
- No 23d: Bénédiction des poignards, seconde partie « Dieu le veut ! Dieu l’ordonne » : Les conjurés brandissent leurs armes et jurent de massacrer tous les protestants qui se trouveront sur leur chemin. Tous se retirent enfin sans bruit.
- No 24a: Duo Valentine-Raoul, première partie « Ô ciel ! où courez-vous ? » : Raoul, qui a tout entendu, veut aller prévenir ses amis. Il est arrêté par Valentine qui l’avertit que sa mort est certaine s’il ne reste pas avec elle.
- No 24b: Duo Valentine-Raoul, deuxième partie « Le danger presse et le temps vole » : Constatant que Raoul ne l’écoute pas, Valentine finit par lui avouer qu’elle l’aime.
- No 24c: Duo Valentine-Raoul, troisième partie « Tu l’as dit : oui, tu m’aimes ! » : Cet aveu bouleverse Raoul et le plonge dans une extase amoureuse. Valentine, folle d'angoisse, ne sait comment faire pour sauver celui qu’elle aime.
- No 24d: Duo Valentine-Raoul, quatrième partie « Plus d’amour ! plus d’ivresse ! » : Soudain retentit le tocsin de Saint-Germain-l'Auxerrois. Raoul réalise qu’il a perdu des instants précieux et court à la fenêtre pour constater que le massacre a commencé. Valentine observe à son tour et s’évanouit à la vision des premières victimes. Raoul dit adieu à la jeune femme inanimée qui ne revient à elle que pour voir Raoul disparaître dans la nuit.

### Acte V

#### 1ertableau
La salle de bal de l’Hôtel de Nesle, dans la nuit du 23 au 24 août 1572.
- No 25: Entracte et ballet : Toute la cour danse en l’honneur de Marguerite et Henri de Navarre.
- No 26: Air de Raoul « A la lueur de leurs torches funèbres » : Raoul, dont les vêtements sont tachés de sang, surgit alors et prévient ses amis que l’Amiral de Coligny est mort et que les catholiques massacrent tous les protestants, hommes, femmes et enfants. Tandis que les femmes s’enfuient affolées, les seigneurs protestants tirent leurs épées pour se battre.

#### 2etableau
Un cimetière attenant à une petite église parisienne, dans la nuit du 23 au 24 août 1572.

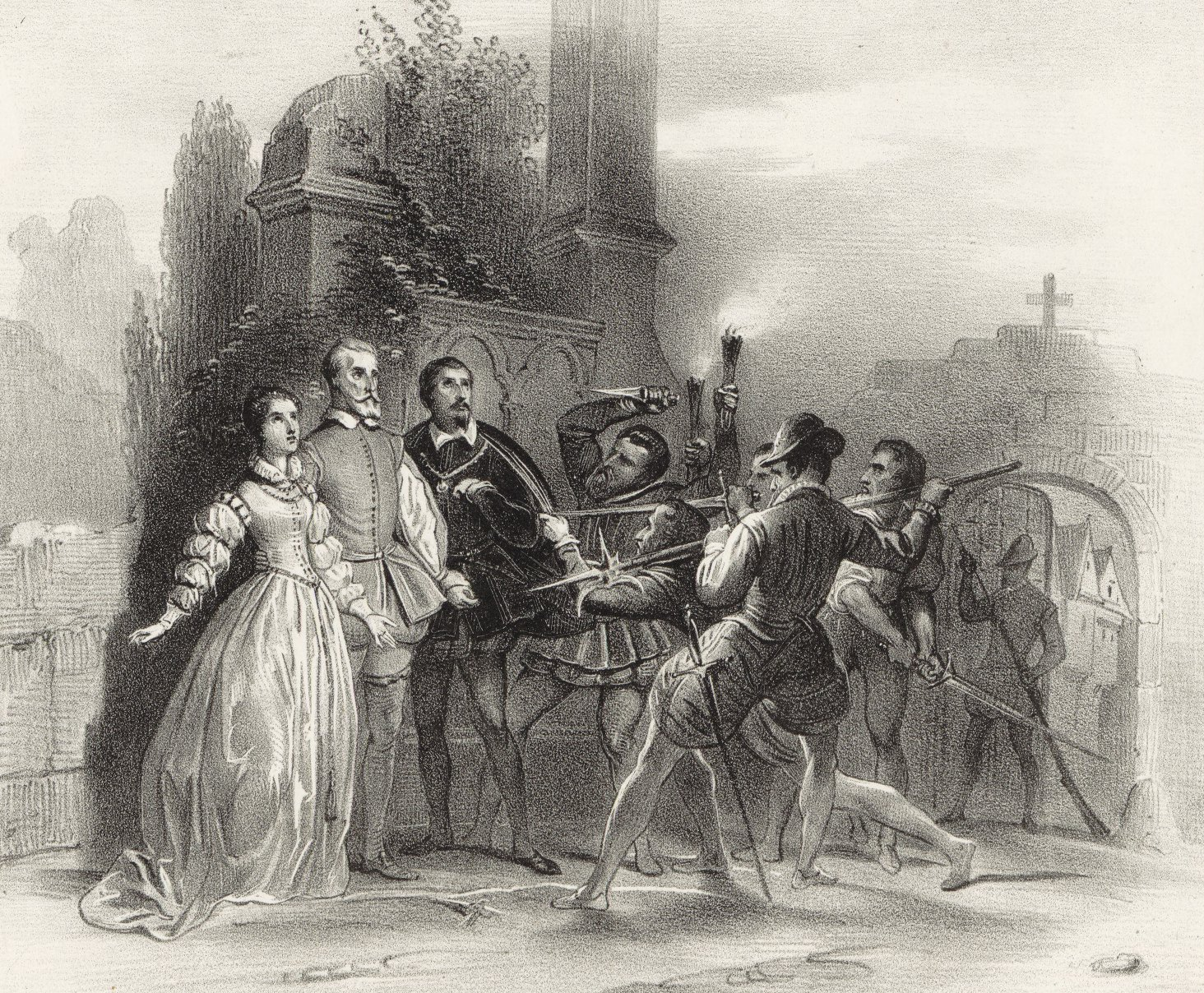
Achille Devéria, lithographie représentant la scène où Raoul, Valentine et Marcel sont capturés par les catholiques fanatiques (1836).

- No 27a: Scène « C’est toi, mon vieux Marcel » : Sous la conduite de Marcel, des femmes protestantes se réfugient avec leurs enfants dans l’église. C’est là que Raoul retrouve son vieux serviteur, qui, résigné, se prépare à mourir. Valentine arrive alors et promet à Raoul qu’il aura la vie sauve s’il accepte de porter autour de son bras une écharpe blanche. Elle informe également le jeune homme qu’elle est désormais libre, Nevers ayant été tué après avoir pris la défense de protestants. Raoul semble hésiter mais refuse finalement la proposition de Valentine. Celle-ci décide aussitôt de partager le sort de celui qu’elle aime en abjurant la foi catholique. Elle demande à Marcel de la bénir.
- No 27b: Interrogatoire « Savez-vous qu’en joignant vos mains » : Marcel bénit Raoul et Valentine qui se sont agenouillés devant lui. Pendant ce temps, les protestants qui se sont barricadés dans l’église entonnent le cantique de Luther.
- No 27c: Chœur des meurtriers « Abjurez, huguenots, le ciel l’ordonne » : Tout à coup, le chant à l’intérieur de l’église est interrompu. Les catholiques viennent de défoncer la porte de l’église et menacent de tuer tous les protestants s’ils n’abjurent pas leur foi. Après avoir refusé, les protestants reprennent leur chant interrompu à plusieurs reprises par des décharges d’arquebuses. Finalement, le chant ne se fait plus entendre : tous ont été massacrés.
- No 27d: La vision « Ah ! voyez ! Le ciel s’ouvre et rayonne ! » : Au comble de l’exaltation, Marcel croit entendre la marche des anges conduisant les martyrs jusqu’à Dieu. Pendant ce temps, les catholiques pénètrent dans le cimetière, se saisissent de Raoul, Valentine et Marcel et les entraînent après qu’ils ont refusé d’abjurer leur foi.

#### 3etableau
Un quai de Paris, dans la nuit du 23 au 24 août 1572.
- No 28: Scène finale « Par le fer et par l’incendie » : Raoul, blessé, est soutenu par Valentine et Marcel. Surgit un groupe de catholiques conduit par le comte de Saint-Bris. Sommé de s’identifier, Raoul pousse un cri : « Huguenot ». Les arquebusiers font feu sur le jeune homme et ses deux compagnons qui s’écroulent, mortellement blessés. Saint-Bris se rapproche pour identifier ceux qui viennent d’être tués et  constate avec horreur que sa fille en fait partie. C’est à cet instant que paraît la litière de Marguerite. Elle aussi reconnaît Valentine et tente d’arrêter le massacre, en vain.

## Genèse

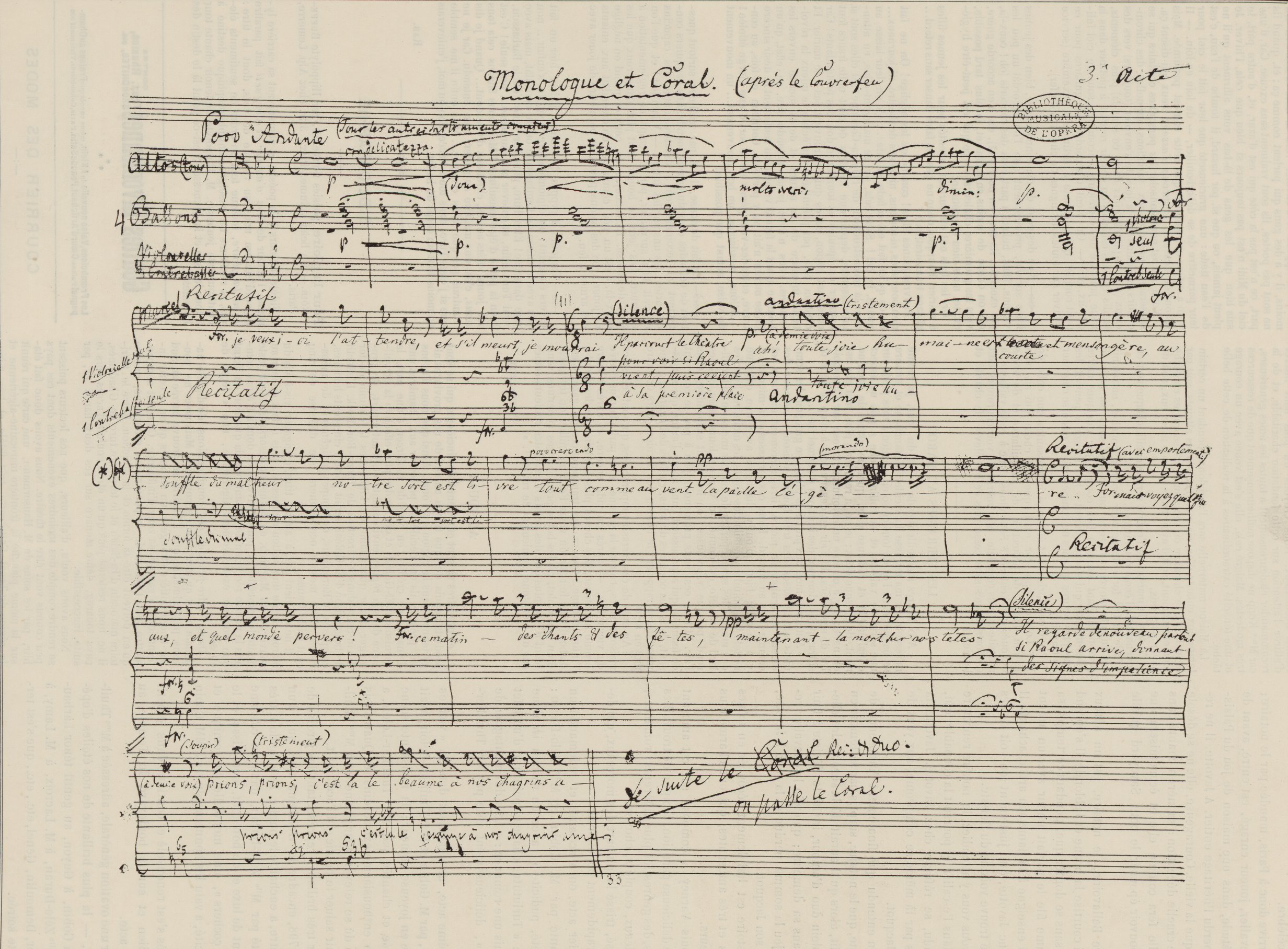
Fragment inédit composé par Meyerbeer pour Les Huguenots.

Après le triomphe remporté par Robert le Diable, son opéra précédent, Meyerbeer signe dès le 23 octobre 1832 un nouveau contrat avec l’Opéra de Paris. Il s’agit de composer la musique d’un drame historique ayant pour sujet l’amour impossible entre une catholique et un protestant au temps de la Saint-Barthélemy. L’opéra doit être créé au début de l’année 1834. Néanmoins, un concours de circonstances va conduire à repousser la création de deux ans.

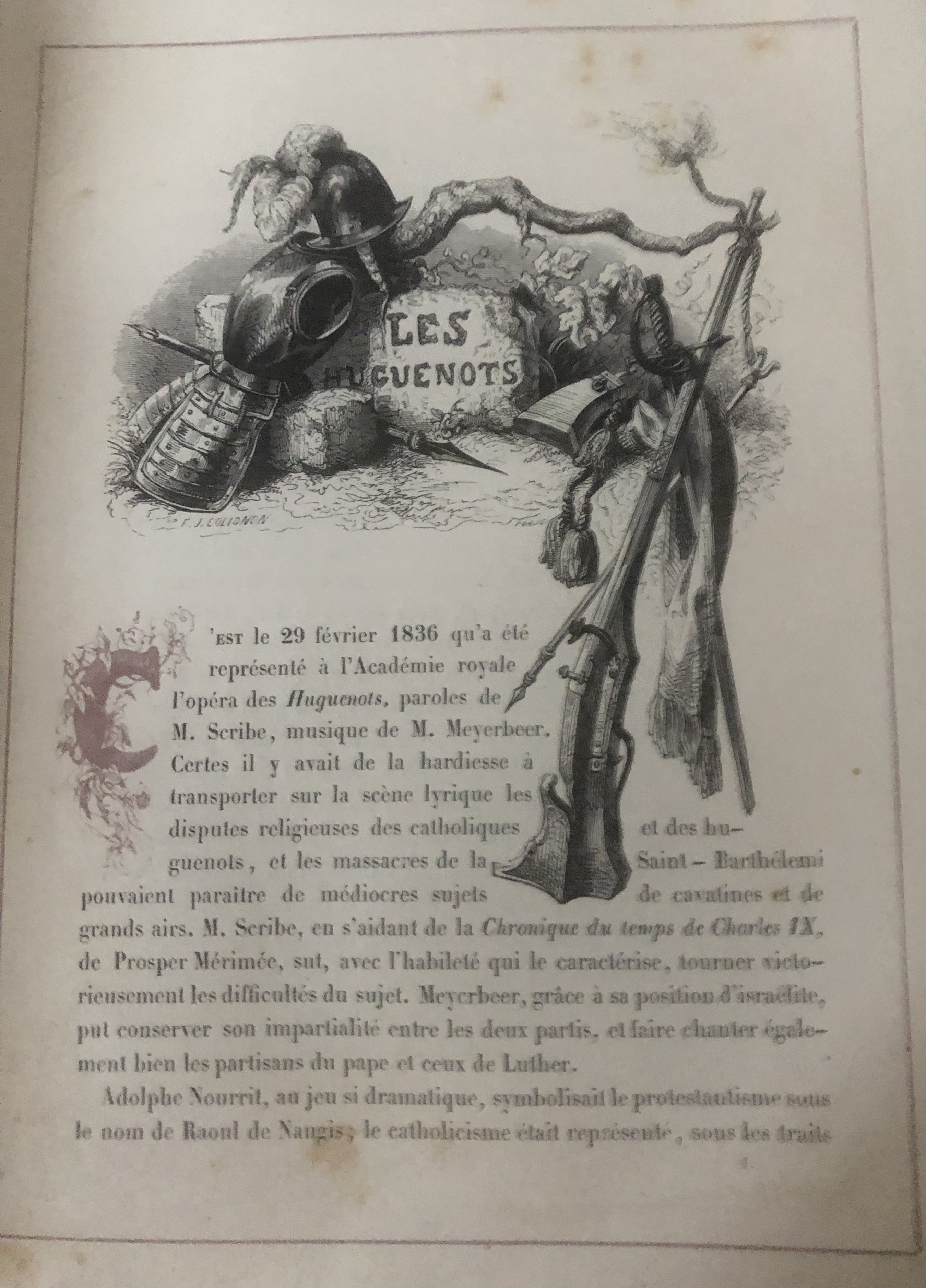
Les Huguenots, Opèra de Meyerber.

En premier lieu, Meyerbeer semble paralysé par le succès extraordinaire de Robert. Sachant qu’on attend de lui une œuvre qui remporte un succès similaire, tout en étant fondamentalement nouvelle, il éprouve de plus en plus de difficultés à composer rapidement. En outre, très peu sûr de lui et ne semblant jamais satisfait de ce qu’il vient de faire, il ne cesse de remettre l’ouvrage sur le métier, composant beaucoup plus de musique que celle qui sera entendue finalement.
Par ailleurs, la première version du livret fournie par Scribe est loin de le satisfaire. Souhaitant suivre les préceptes énoncés par Victor Hugo dans la préface de Cromwell (1827) consistant à insérer des touches de « couleur locale » dans le drame, Meyerbeer se documente longuement et abondamment sur la période historique qu’il est censé représenter. Robert Ignatius Letellier note ainsi que si l’on compare la version initiale du livret de Scribe avec celle utilisée finalement, on observe que plusieurs ajouts de Meyerbeer visent à améliorer la vraisemblance historique.
La composition de l’opéra est totalement stoppée au cours de l’année 1833, lorsque l’épouse du compositeur tombe malade. Les médecins recommandent au couple de s’établir quelque temps dans des contrées plus chaudes et Meyerbeer décide de gagner Nice, puis Milan. Le directeur de l’Opéra de Paris, furieux de constater que l’opéra ne sera pas prêt à la date prévue, menace Meyerbeer de lui faire payer la pénalité de 30 000 francs pour cause de rupture de contrat s’il ne reste pas à Paris. Le compositeur refuse de céder et fait envoyer les 30 000 francs. Malgré son départ, Meyerbeer reprend le travail de composition et renoue en Italie avec Gaetano Rossi qui lui avait fourni les livrets de trois de ses opéras italiens. Ils développent ensemble le personnage de Marcel, le vieux serviteur de Raoul, qui prend une ampleur qu’il n’avait pas dans le livret initial.

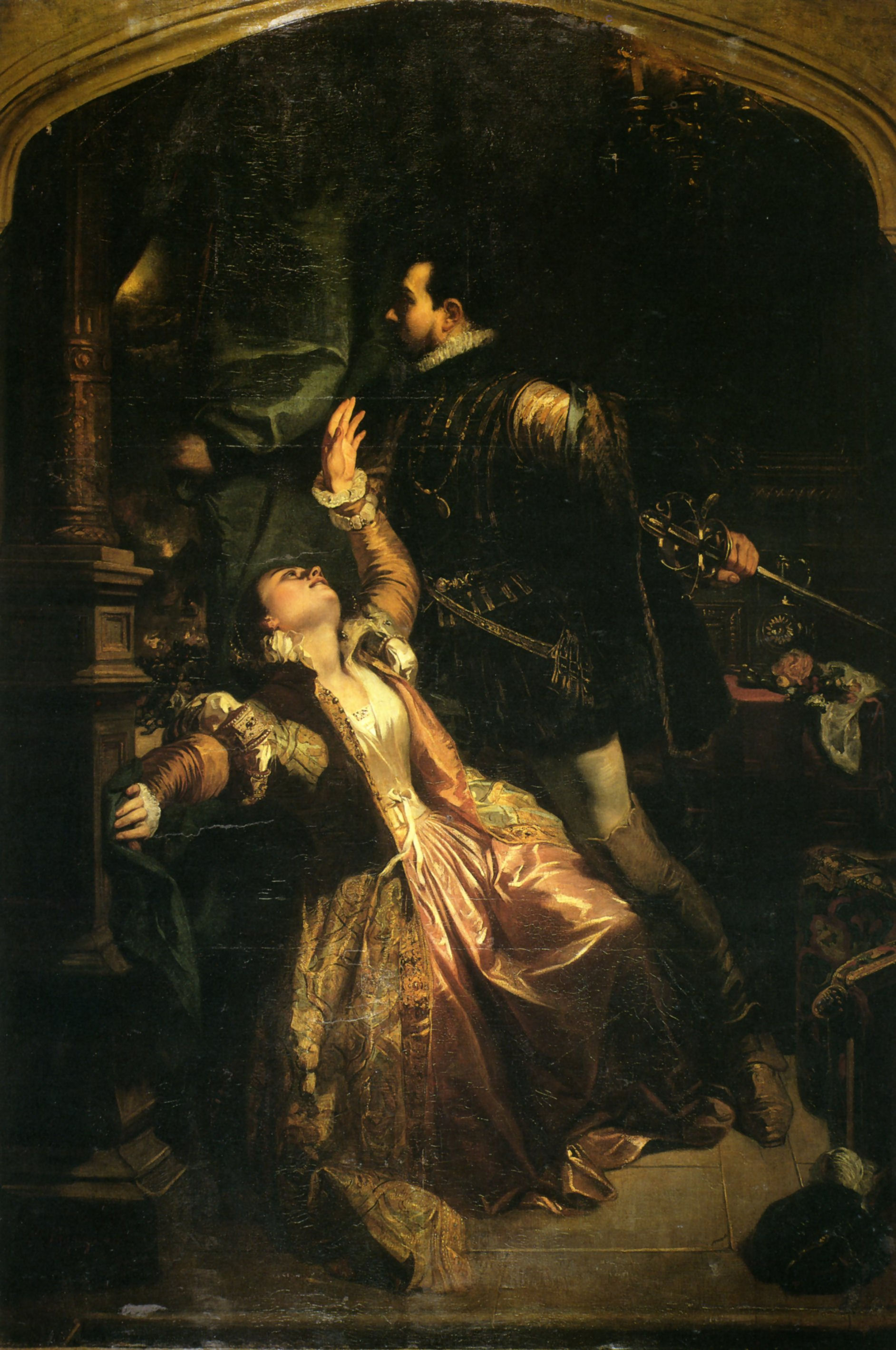
Camille Roqueplan, Valentine et Raoul, illustrant le fameux duo de l'acte IV.

De retour à Paris à la fin du mois de septembre 1834, Meyerbeer signe un nouveau contrat avec l’Opéra de Paris qui en profite pour lui rembourser les 30 000 francs versés à la suite du non-respect du premier contrat. Il obtient de Scribe (qui travaille de son côté sur le livret de La Juive de Jacques-Fromental Halévy) l’autorisation d’avoir recours à un second librettiste, Émile Deschamps, chargé d’intégrer au livret initial les différentes altérations souhaitées par le compositeur. Parmi celles-ci, on recense la romance de Raoul du premier acte, le duo de Marcel et Valentine au troisième acte, une partie de la bénédiction des poignards et le duo d’amour de Raoul et Valentine au quatrième acte et enfin, le trio du dernier acte. La bénédiction des poignards est ainsi complétée de chœurs inspirés des « Guerra ! Guerra ! » de Norma de Vincenzo Bellini, partition qui a fortement impressionné Meyerbeer. Quant au duo d’amour entre Raoul et Valentine, il est composé à la demande du ténor Adolphe Nourrit, futur créateur du rôle de Raoul, qui aurait également eu l’idée de la scène du cimetière du dernier acte.
Ainsi, comme l’indique Robert Ignatius Letellier, « la version définitive du livret est de Scribe, avec des ajouts et des modifications rédigées par Deschamps à la suite de suggestions de Meyerbeer, Rossi et Nourrit ».
Le 5 mai 1835, Meyerbeer apporte sa partition à l’Opéra de Paris et le 2 juin, les répétitions commencent. Celles-ci sont longues et pénibles. L’opéra compte de très nombreux morceaux avec chœurs particulièrement difficiles à mettre en place et il faudra de nombreuses répétitions avant que Meyerbeer ne se déclare satisfait (les séances de travail sont ainsi émaillées de plusieurs conflits entre le compositeur et les membres du chœur de l’Opéra). De même, la partition orchestrale s’avère redoutable : à l’occasion du cinquantième anniversaire de la création, Charles Réty rapporte que le chef d’orchestre de l’Opéra, le fameux François-Antoine Habeneck, se plaint à de nombreuses reprises que la partition est « inexécutable » et que « cela n’a pas le sens commun », ce à quoi Meyerbeer aurait répondu que « si sa musique n’a pas le sens commun, c’est qu’elle en a un autre ! ».
À la fin du mois de janvier 1836, les répétitions sont terminées. Néanmoins, il s’avère que les décors et les costumes ne sont pas prêts et qu’ils nécessitent encore un mois de travail. Enfin, une indisposition d’Adolphe Nourrit, qui interprète le rôle de Raoul, oblige à repousser la création au 29 février 1836.

## Création

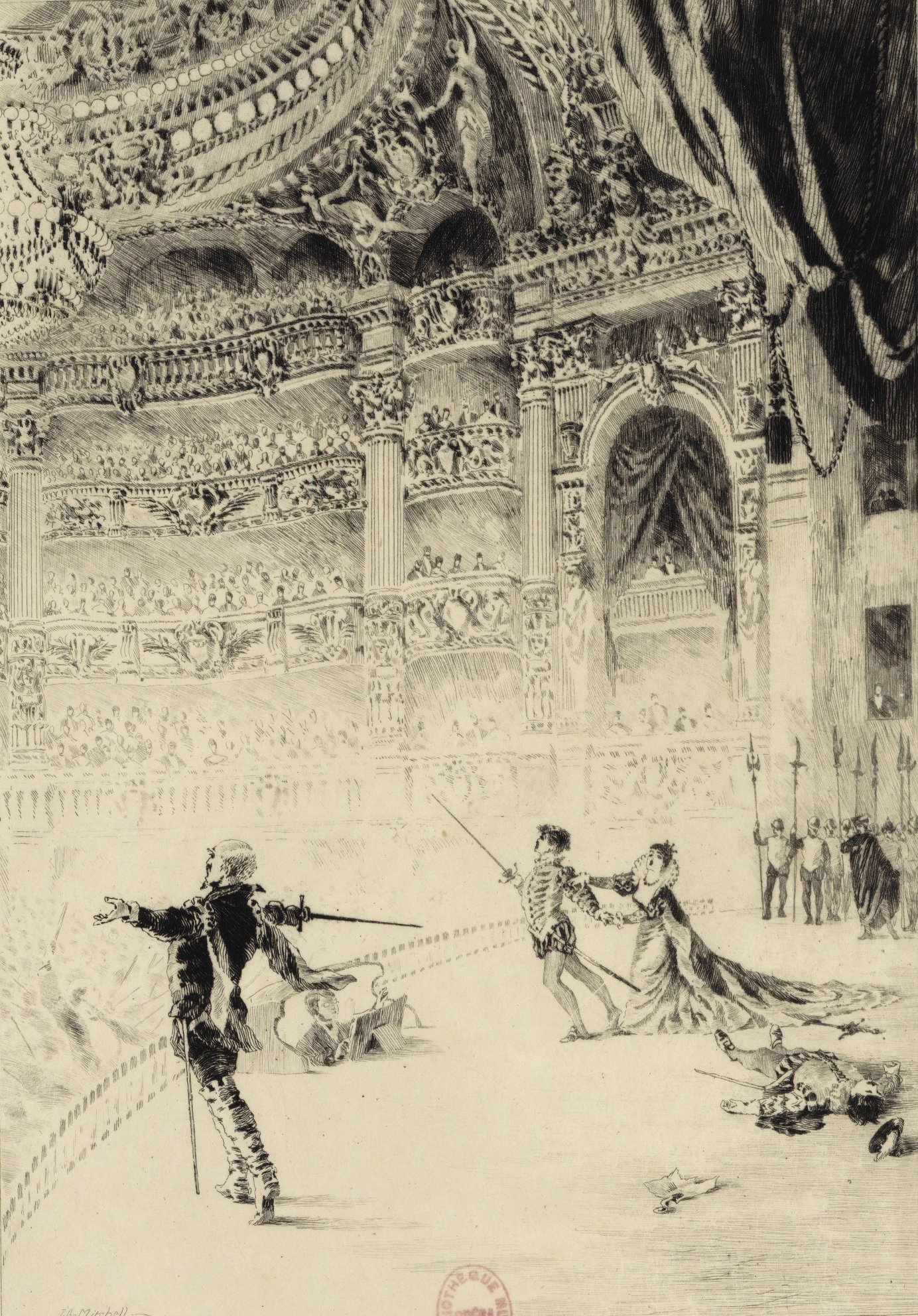
John Ames Mitchell, estampe illustrant une représentation des Huguenots au palais Garnier en 1875.

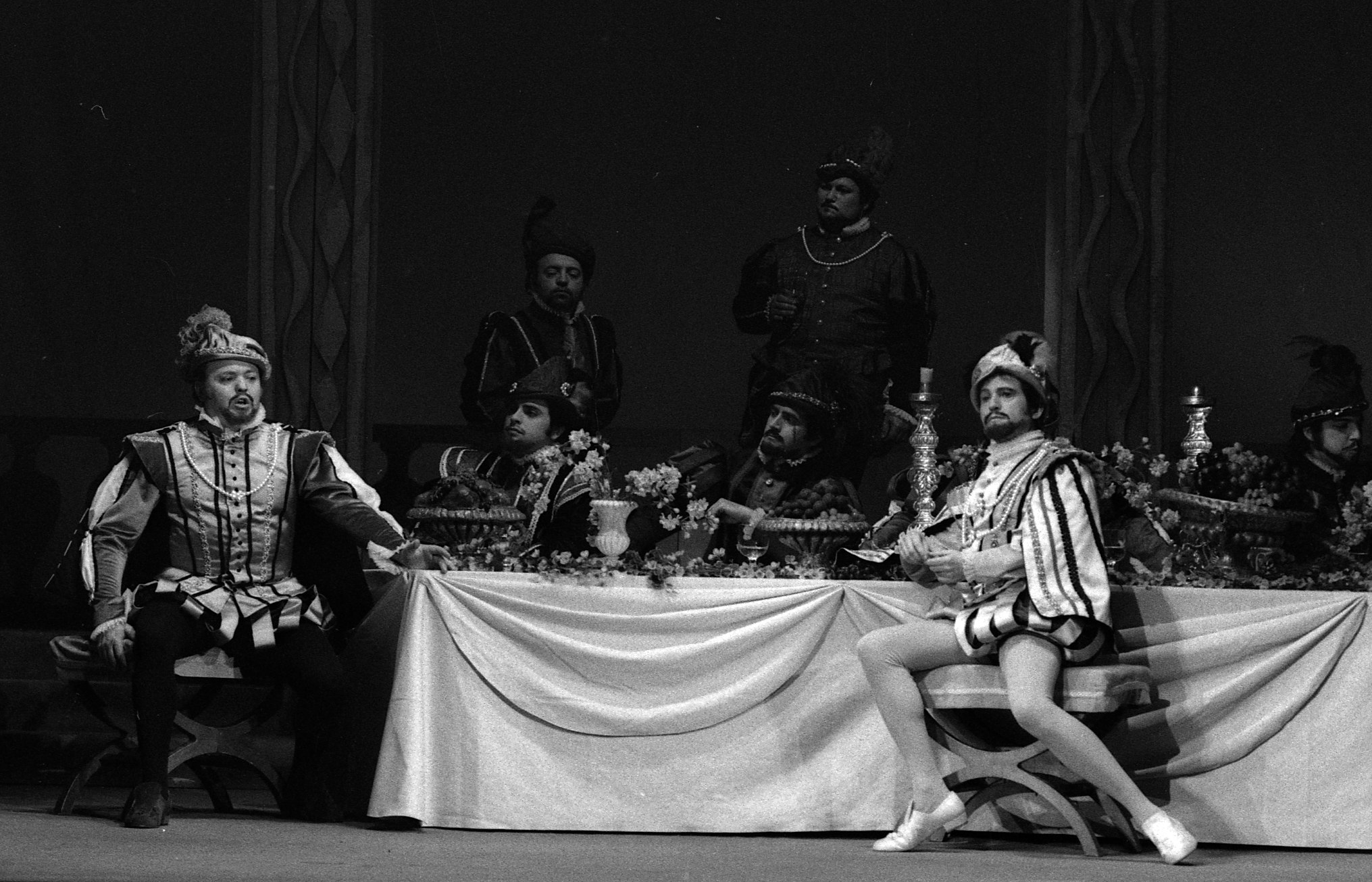
Représentation des Huguenots au Théâtre du Capitole de Toulouse en 1972.

La distribution de la création est exceptionnelle puisque les personnages principaux sont interprétés par les plus grands chanteurs du moment : le ténor Adolphe Nourrit, les sopranos Cornélie Falcon et Julie Dorus-Gras, ainsi que la basse Nicolas-Prosper Levasseur. Meyerbeer ne retrouvera jamais plus une telle conjonction de talents vocaux (ce qui explique en partie qu’il faudra attendre 13 ans pour qu’un nouvel opéra de Meyerbeer, Le Prophète, soit créé à l’Opéra de Paris) : à la suite de l’engagement de Gilbert Duprez (sur les talents duquel Meyerbeer semble avoir exprimé quelques réserves), Adolphe Nourrit quittera la troupe de l’Opéra de Paris à la fin du mois de mars 1837 et finira par se suicider en 1839 ; quant à Cornélie Falcon, elle perdra sa voix lors d’une représentation de Stradella de Louis Niedermeyer le 6 mars 1837, ce qui mettra un terme définitif à sa carrière. Julie Dorus-Gras, victime des mesquineries de Rosine Stoltz qui a succédé à Cornélie Falcon, quittera elle aussi la troupe en 1845. Lorsque Le Prophète est créé en 1849, seul Levasseur est toujours présent (on lui confiera le rôle de l’un des trois anabaptistes).
Les décors et les costumes sont signés par Charles Séchan, Léon Feuchère, Édouard Desplechin et Jules-Pierre-Michel Dieterle. Selon Catherine Join-Dieterle, la production des Huguenots aurait coûté près de 43 000 francs de l’époque, soit presque autant que celle de La Juive de Jacques-Fromental Halévy en 1835 qui avait établi un record absolu avec la somme de 45 000  francs.
Les Huguenots est l’opéra de Meyerbeer qui a rencontré le plus de succès. Entre le 29 février 1836 et le 23 novembre 1936 (dernière représentation en date), il a été représenté 1 126 fois à l’Opéra de Paris. Seul Faust de Gounod a été donné plus souvent. Repris le 26 avril 1875 au palais Garnier quelques mois après son inauguration, la 700e représentation a lieu le 19 avril 1881 ; à cette occasion, le directeur de l’opéra invite des amis à écouter la représentation, retransmise par téléphone, dans les seconds dessous du théâtre : il s’agit de la première expérience de retransmission d’un spectacle. La 1000e représentation est fêtée le 21 mars 1903.
Mais le succès de l’œuvre ne se limite pas à Paris : Letellier a ainsi dénombré que l’opéra avait été représenté 459 fois à Hambourg (jusqu’en 1959), 394 fois à Bruxelles (jusqu’en 1935), 385 fois à Berlin (jusqu’en 1932), 249 fois à Londres (jusqu’en 1927), 247 fois à Vienne (jusqu’en 1911), plus de 200 fois à la Nouvelle-Orléans (jusqu’en 1919), 118 fois à Linz, 108 fois à Milan (jusqu’en 1962), 75 fois à Parme (jusqu’en 1927) et 66 fois à New York (jusqu’en 1915). C'est à l'occasion de la représentation du 26 décembre 1894 au Metropolitan Opera  avec Nellie Melba, Lillian Nordica, Sofia Scalchi, Jean et Édouard de Reszke, Victor Maurel et Pol Plançon que date l’appellation de « Nuit des sept étoiles » donnée aux représenations des Huguenots réunissant une distribution particulièrement éclatante.
Le sujet des conflits entre catholiques et protestants étant sensible, l’action fut souvent transposée et modifiée afin que l’opéra puisse être joué dans les pays étrangers (notamment catholiques). Il faudra attendre le Printemps des peuples de 1848 pour que la censure relâche son emprise et que des traductions plus fidèles au livret original soient utilisées.
En se limitant à la période 1836-1936, l’opéra est créé dans les villes suivantes :
- 1837 : Cologne (en allemand sous le titre Margaretha von Navarra), Leipzig (en allemand), La Haye, Bruxelles
- 1838 : Munich (en allemand sous le titre Die Anglikaner und Puritaner), Dresde
- 1839 : Bâle (en allemand), Genève, Budapest (en allemand, une version en hongrois étant créée en 1852), La Nouvelle-Orléans, Vienne (en allemand sous le titre Die Gibellinen in Pisa)
- dans les années 1840 : Lemberg (1840), Prague (1840 ; en allemand), Florence (1841 ; en italien sous le titre Gli Anglicani), Zurich (1841), Stockholm (1842 ; en suédois), Berlin (1842 ; en allemand), Londres (1842 ; en allemand ; la version française est créée en 1845 et une version en italien est représentée en 1848 à l'occasion de laquelle le rôle d'Urbain est modifié pour Marietta Alboni), Odessa (1843), Copenhague (1844 ; en danois), New York (1845 ; en français ; l’opéra est joué au Metropolitan Opera en 1884 dès la première saison), Aix-la-Chapelle (1848), La Havane (1849)
- dans les années 1850 : Helsinki (1850), Saint-Pétersbourg (1850 ; en italien sous le titre I Guelfi e I Ghibellini, une version en russe étant créée en 1862), Stettin (1850), Bamberg (1850), Riga (1850), Stuttgart (1851), Trieste (1851), Clermont-Ferrand (1853), Lisbonne (1854 ; en italien), Hanovre (1855), Venise (1856), Milan (La Scala en 1856), Barcelone (1857 ; en italien), Gènes (1857), Dublin (1857), Nice (1857), Madrid (1858 ; en italien), Varsovie (1858 ; en polonais), Alger (1858)
- dans les années 1860 : Porto (1863), Sydney (1863 ; en anglais), Rome (1864), Mexico (1865), Constantinople (1866), Malte (1869)
- dans les années 1870 : Le Caire (1870), Buenos Aires (1870 ; en italien), Rio de Janeiro (1870), Bucarest (1876), Zagreb (1878), Moscou (1879)
- dans les années 1880 : Montpellier (1888) ; lors de l'inauguration du Grand Théâtre : "Les chroniques locales qui relatent l'inauguration  du 1er octobre 1888 relèvent l’émotion du public lors de la Conjuration et La Bénédiction des poignards de l’acte 3 comme lors du choral luthérien, entonné par les protestants avant le massacre, acte 5."
- dans les années 1890 : Naples (1890), Catane (1891), Bologne (1892), Chieti (1895), Parme (1896)
- dans les années 1900 : Alexandrie (Italie ; en 1901), Crema (1902), Modène (1902), Bari (1903), Ljubljana (1904), Sassari (1906), Ancône (1908), Trapani (1908), Crémone (1909)
- dans les années 1910 : Syracuse (1911), Philadelphie (1913), Lecce (1914), Palerme (1914), Turin (1915)
- dans les années 1920 : Sofia (1922 ; en bulgare), Plaisance (Italie ; en 1923), Tallinn (1924), Brescia (1925), Jérusalem (1926 ; en hébreu)
- dans les années 1930 : Kaunas (1932), Vérone (1933)

Les Huguenots est le seul opéra de Meyerbeer à s’être maintenu au répertoire. Letellier recense ainsi les différentes productions suivantes :
- dans les années 1950 : Leningrad (1951), Birmingham (1951), Vienne (1955), Milan (1955 ; version de concert dirigée par Tullio Serafin avec Giacomo Lauri-Volpi dans le rôle de Raoul), Hambourg (1958)
- dans les années 1960 : Londres (1960), Milan (1962 ; orchestre dirigé par Gianandrea Gavazzeni avec Joan Sutherland dans le rôle de Marguerite, Giulietta Simionato dans celui de Valentine, Fiorenza Cossotto dans celui d’Urbain, Franco Corelli dans celui de Raoul et Nicolai Ghiaurov dans celui de Marcel), Lille (1964), Rouen (1964), Verviers (1964), Tcheliabinsk (1964), Gand (1964), Marseille (1967 ; orchestre dirigé par Jésus Etcheverry avec Tony Poncet dans le rôle de Raoul et Andrée Esposito dans celui de Marguerite), Verviers (1967), Dijon (1967), Toulon (1967), Nîmes (1967), Saint-Etienne (1967), Londres (1968 ; version de concert dirigée par Richard Bonynge avec Joan Sutherland dans le rôle de Marguerite et Martina Arroyo dans celui de Valentine et dans la foulée de laquelle sera effectué le seul enregistrement discographique en studio de l’œuvre intégrale l’année suivante) , New York (1969 ; version de concert avec Tony Poncet dans le rôle de Raoul et Beverly Sills dans celui de Marguerite)
- dans les années 1970 : Vienne (1971 ; version de concert avec Nicolai Gedda dans le rôle de Raoul), Barcelone (1971), Toulouse (1972, à l’occasion de l’inauguration du mandat de Michel Plasson comme directeur artistique du Capitole de Toulouse), Los Angeles (1973), Leipzig (1974), Kiev (1974), Gelsenkirchen (1974), La Nouvelle-Orléans (1975), Paris (1976 ; version de concert avec Alain Vanzo dans le rôle de Raoul)
- dans les années 1980 : Sydney (1981), Berlin (1987 ; orchestre dirigé par Jesus Lopez Cobos avec Pilar Lorengar dans le rôle de Valentine et Richard Leech dans celui de Raoul), Montpellier (1988 ; version de concert avec Françoise Pollet dans le rôle de Valentine et Richard Leech dans celui de Raoul), Berlin (1988)
- dans les années 1990 : Sydney (1990 ; reprise de la production de 1981 à l’occasion des adieux à la scène de Joan Sutherland), San Francisco (1990), Montpellier (1990, à l’occasion de l’inauguration de l’Opéra Berlioz), Londres (1991), Berlin (1991), Novara (1993), Ljubljana (1997), Dubrovnik (1998), Litomysl (1998), Berlin (1998), Bilbao (1999)
- dans les années 2000 : New York (2001 ; version de concert dirigée par Eve Queler avec Marcello Giordani dans le rôle de Raoul), Martina Franca (2002), Frankfort (2002), Metz (2004), Liège (2005), Annandale sur l’Hudson (2009)
- dans les années 2010 : Madrid, teatro real (2011), Bruxelles, la Monnaie (2011 ; orchestre dirigé par Marc Minkowski, mise en scène d’Olivier Py avec Mireille Delunsch dans le rôle de Valentine), Strasbourg (2012), Nuremberg (2014, mise en scène de Tobias Kratzer), Nice (2016), Kiel (2017), Würzburg (2017), Berlin (2017), Budapest (2017). Après 82 ans d'absence, l’œuvre est reprise en 2018 à l'Opéra de Paris (et pour la première fois à l'Opéra Bastille), sous la direction de Michele Mariotti, dans une mise en scène de Andreas Kriegenburg, avec Lisette Oropesa, Yosep Kang, Ermonela Jaho, Karine Deshayes et Nicolas Testé[16].
- dans les années 2020 : retour des Huguenots en 2020 au Grand Théâtre de Genève où l'opéra n'avait pas été représenté depuis 1927 avec John Osborn, Ana Durlovski, Rachel Willis-Sørensen, Lea Desandre, Michele Pertusi, Alexandre Duhamel et Laurent Alvaro sous la direction musicale de Marc Minkowski[17]. La mise en scène d'Olivier Py est également reprise avec succès en 2022 à la Monnaie de Bruxelles, sous la direction d'Evelyno Pido, avec Lenneke Ruiten, Karine Deshayes, Ambroisine Bré, Enea Scala, Nicolas Cavallier, Vittorio Prato, Yoann Dubruque, Alexander Vinogradov[18].

L’incroyable succès remporté par l’opéra se reflète également dans les plus de 200 transcriptions, arrangements et paraphrases composés par, entre autres, Adolphe Adam, Carl Czerny, Franz Liszt, Joseph Joachim Raff, Johann Strauss père, Sigismund Thalberg, Ralph Vaughan Williams…

## Costumes de la création

### Maquettes de costumes par Eugène du Faget

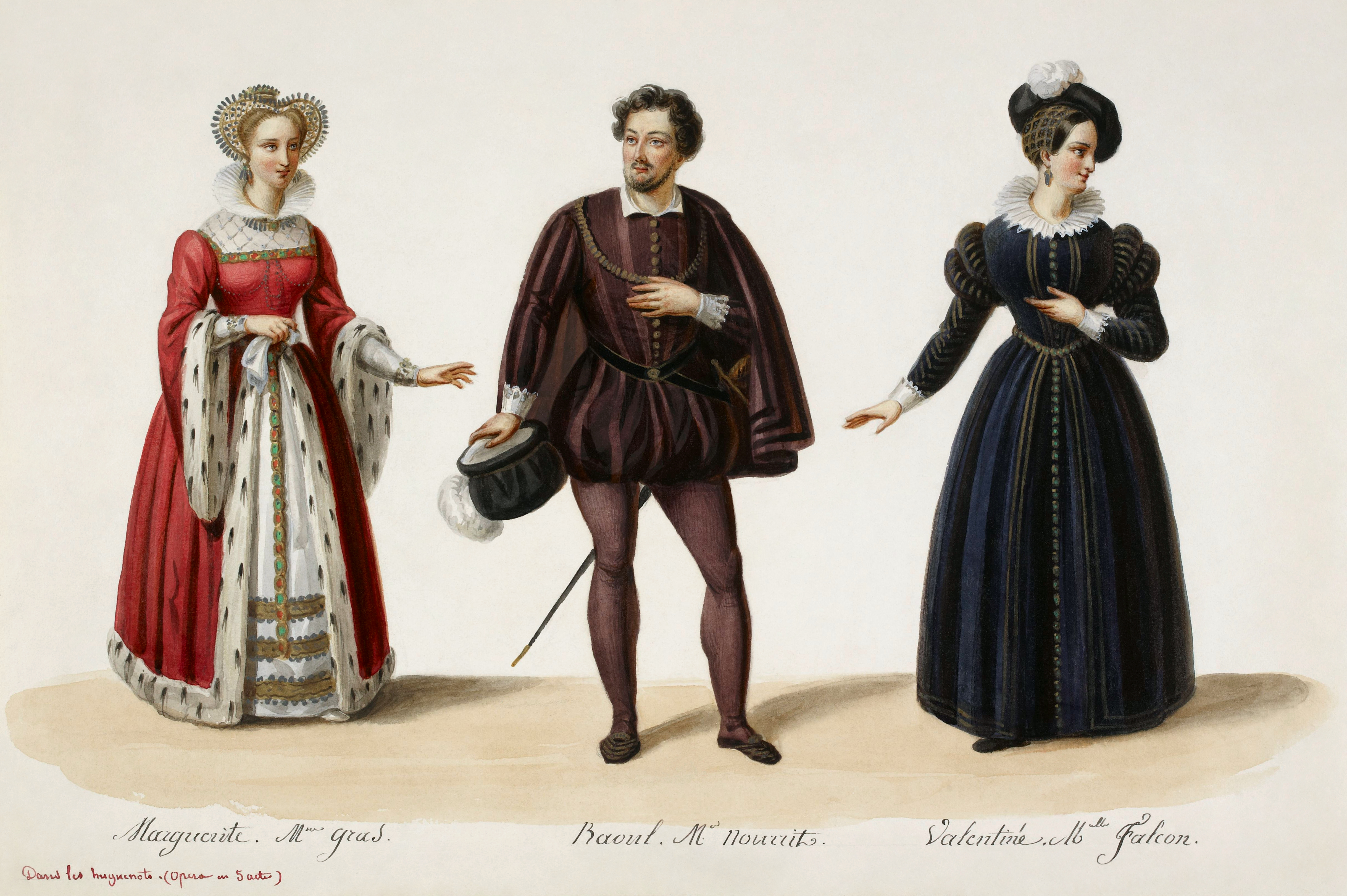
Marguerite, Raoul et Valentine
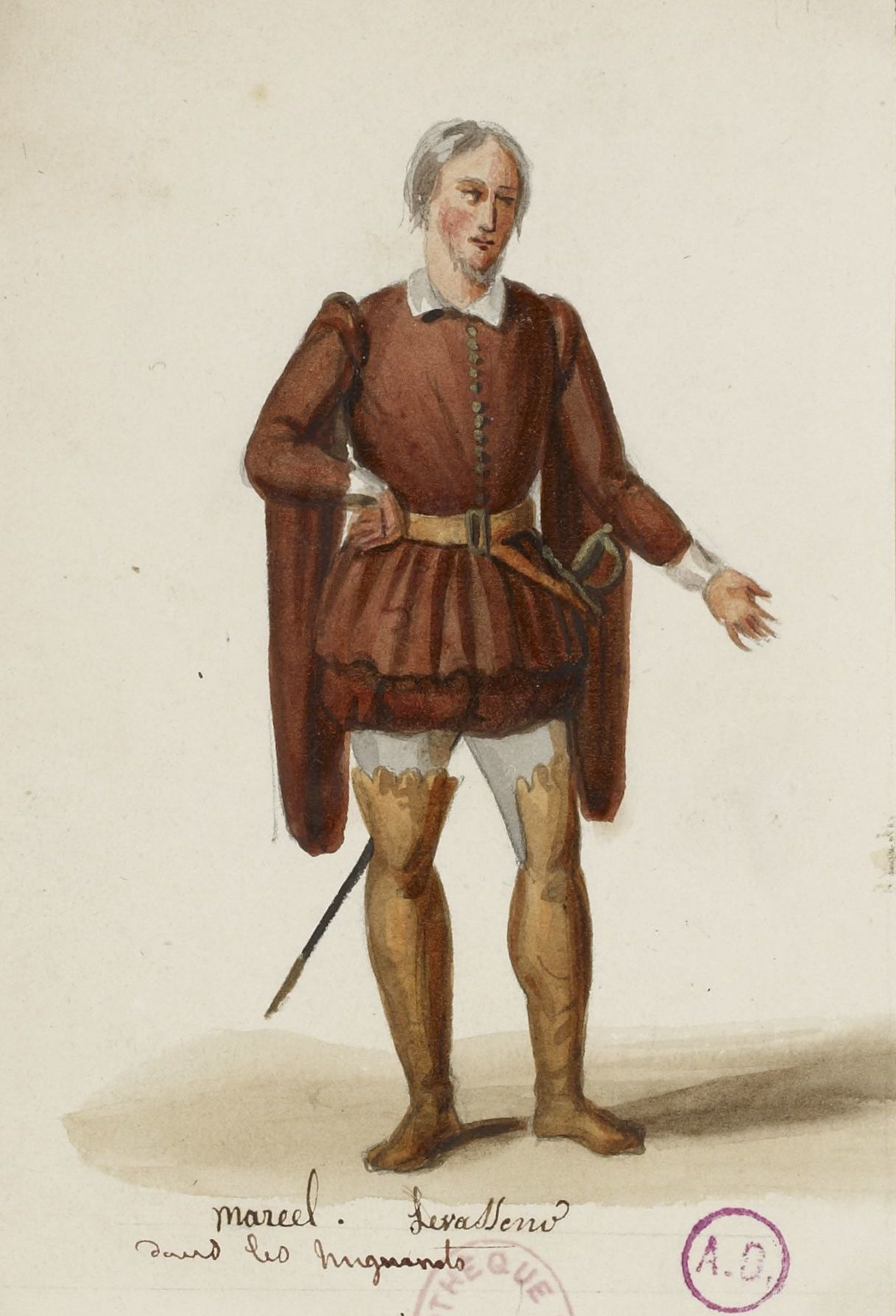
Marcel

### Gravures des costumes par Maleuvre

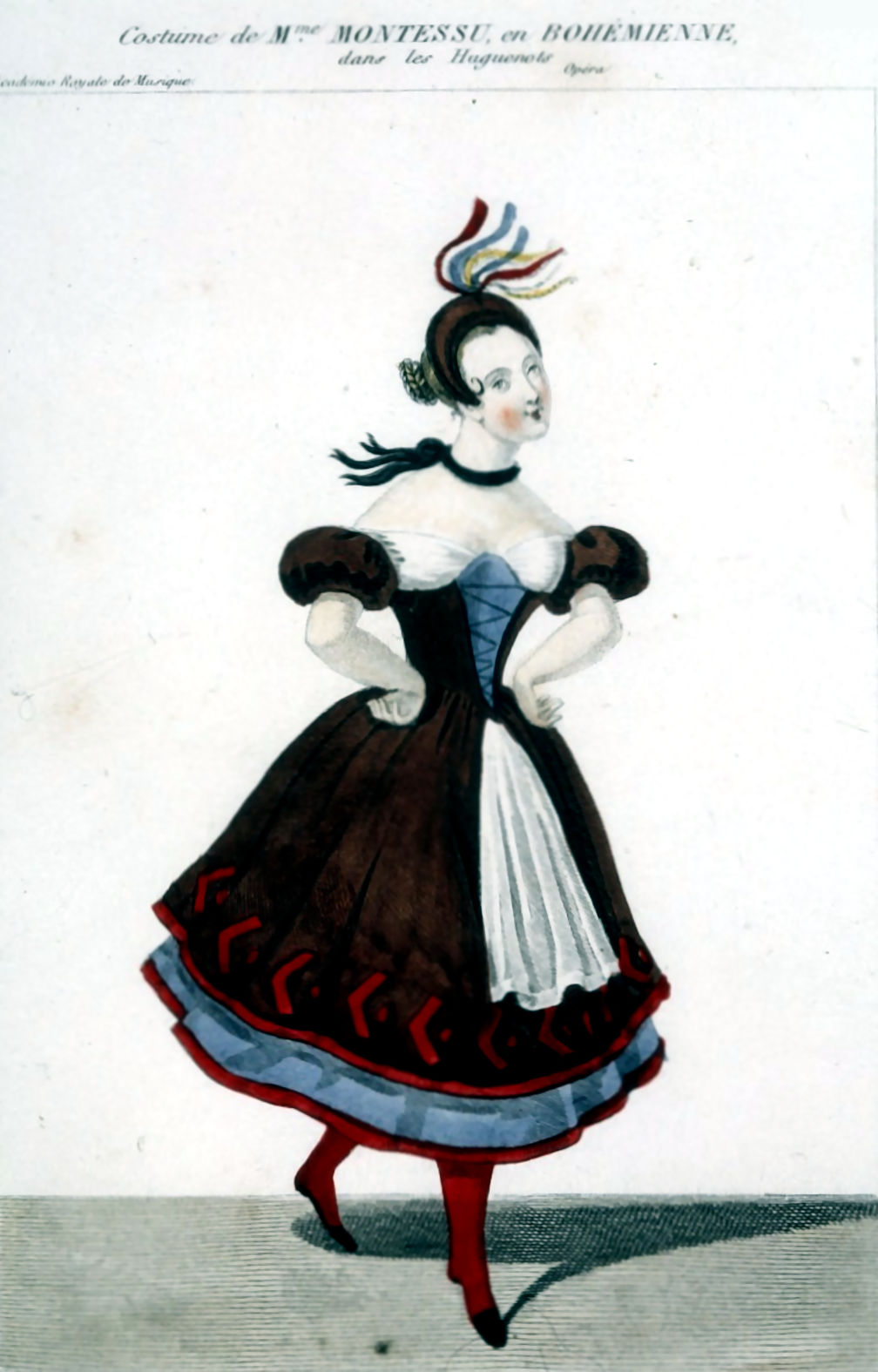
Une bohémienne
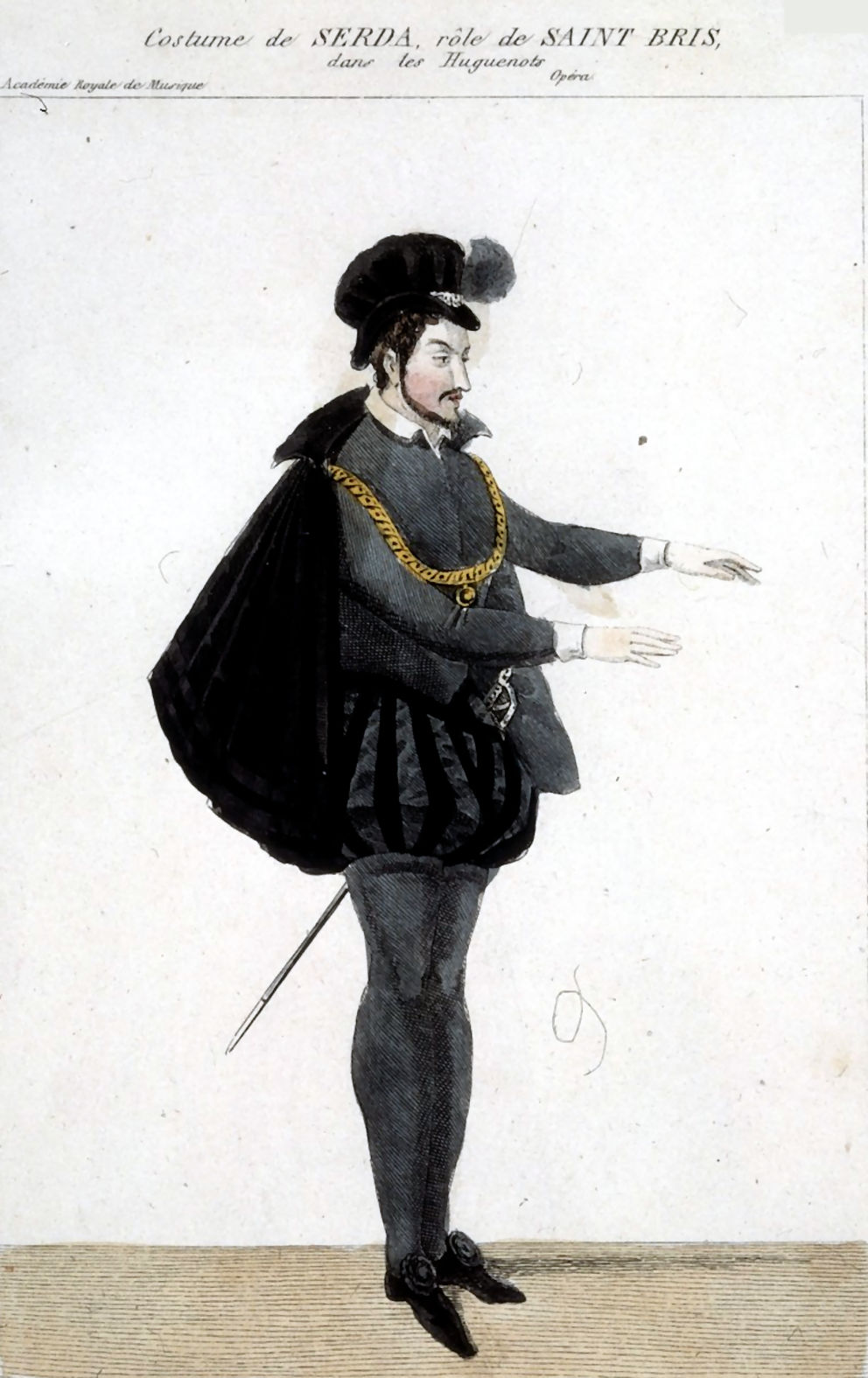
Saint-Bris
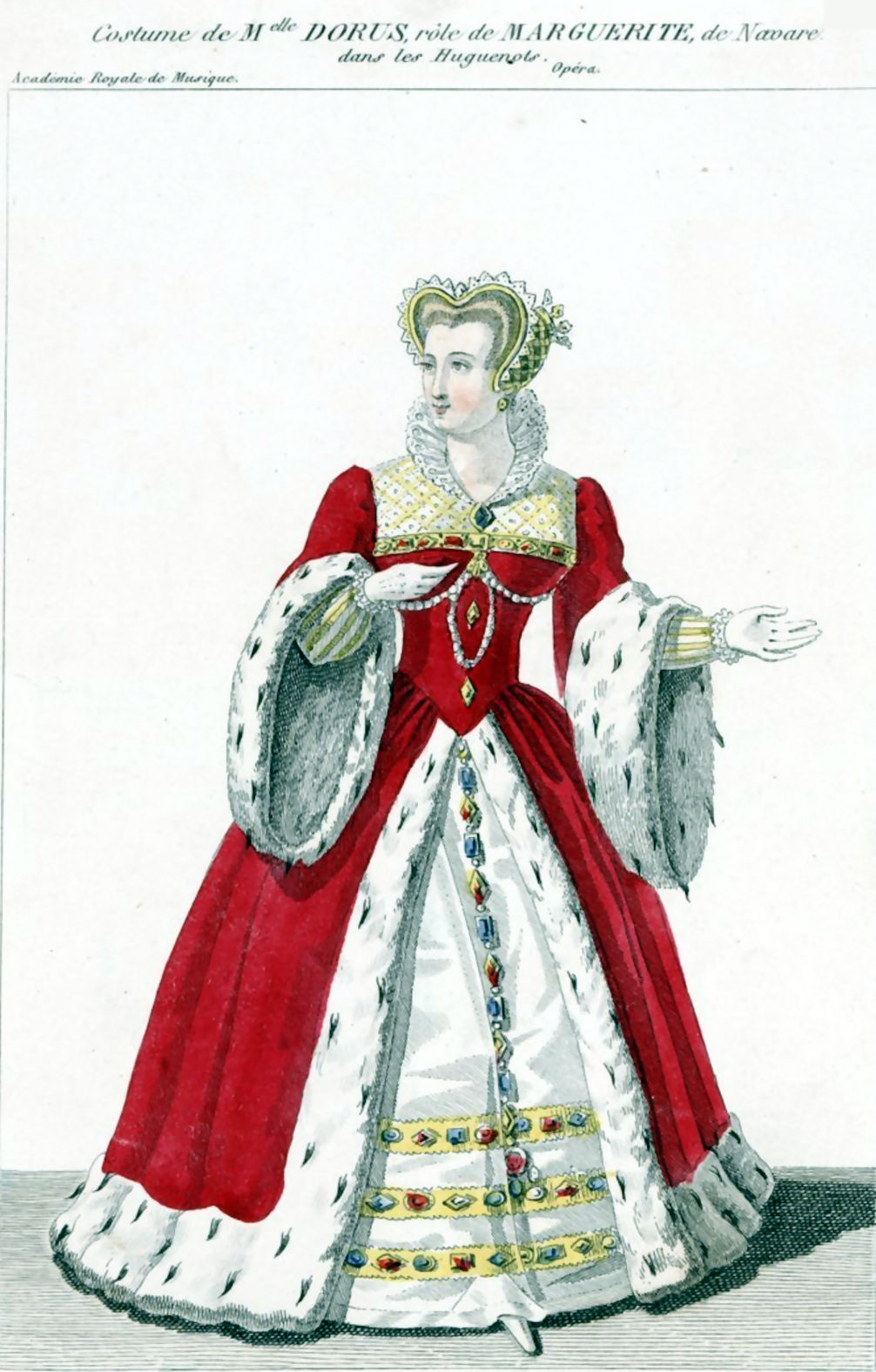
Marguerite
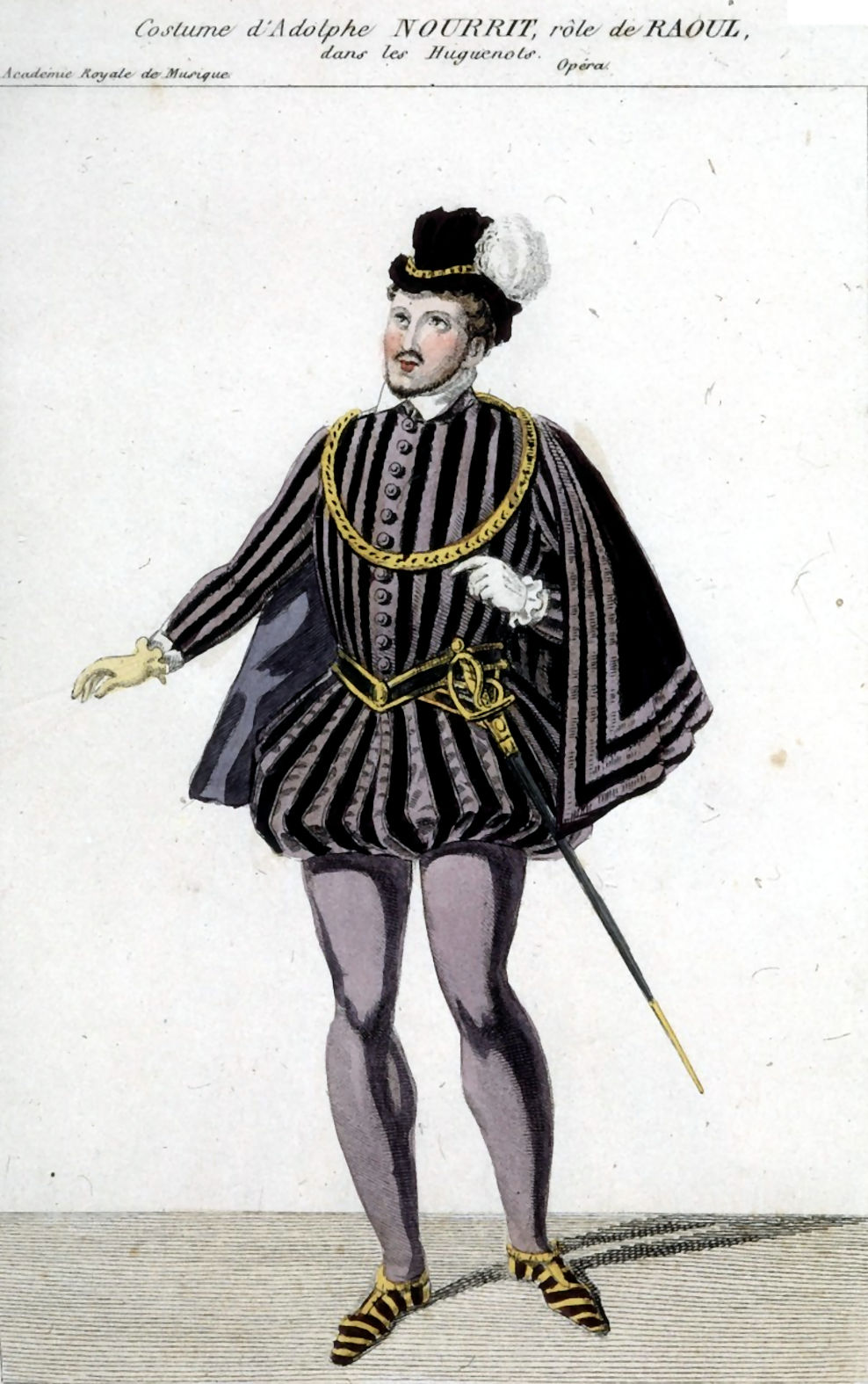
Raoul
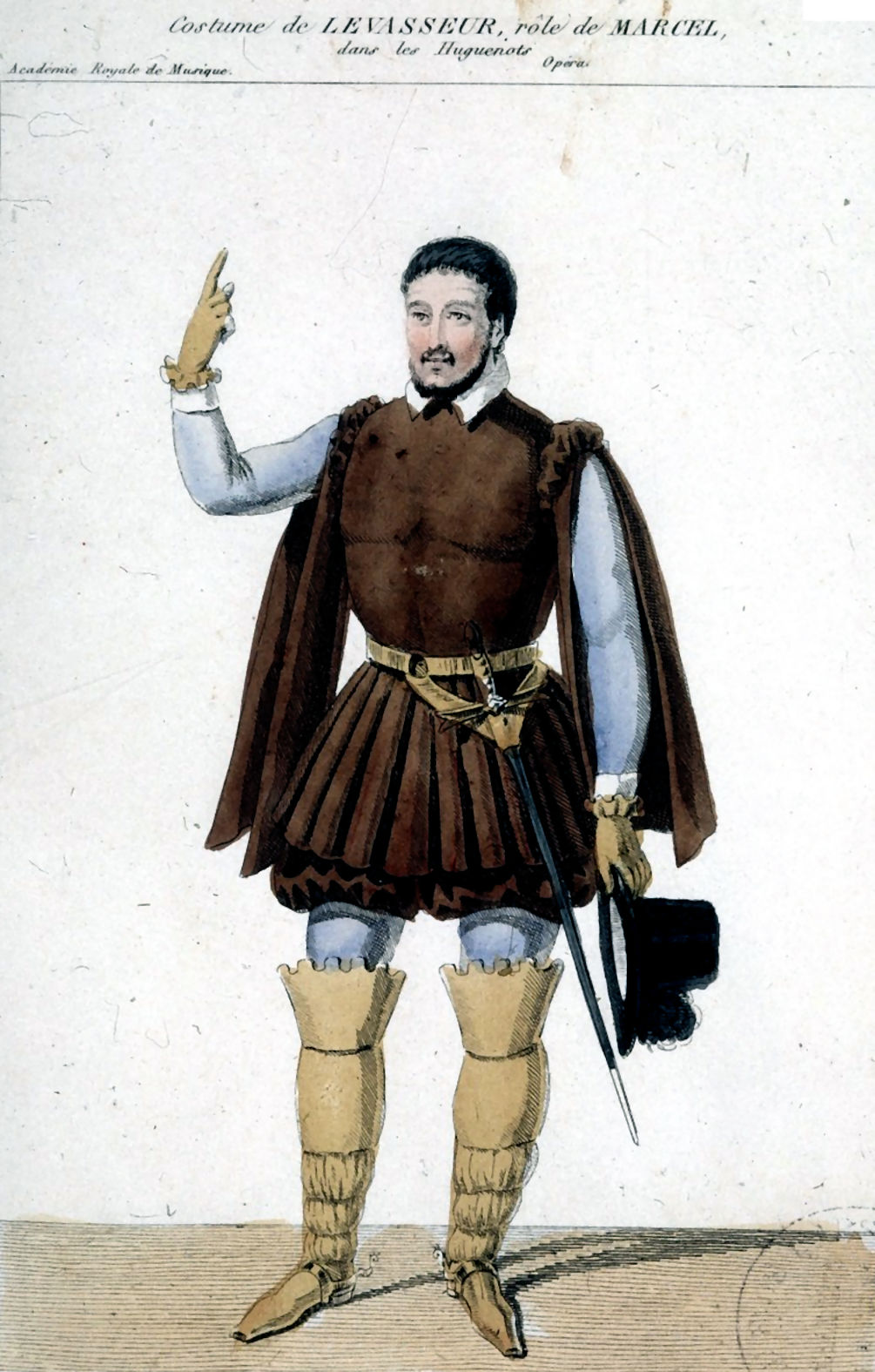
Marcel
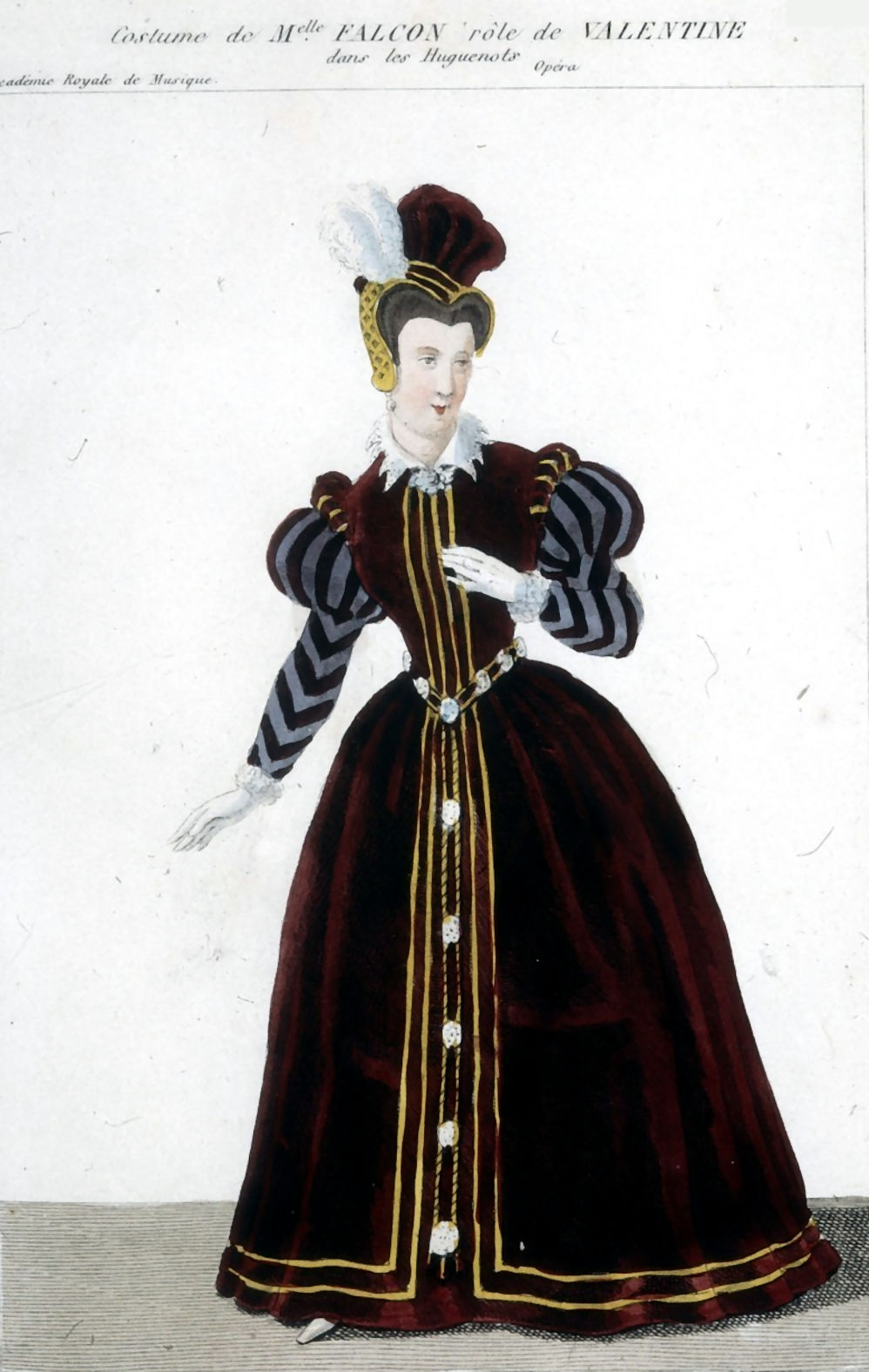
Valentine
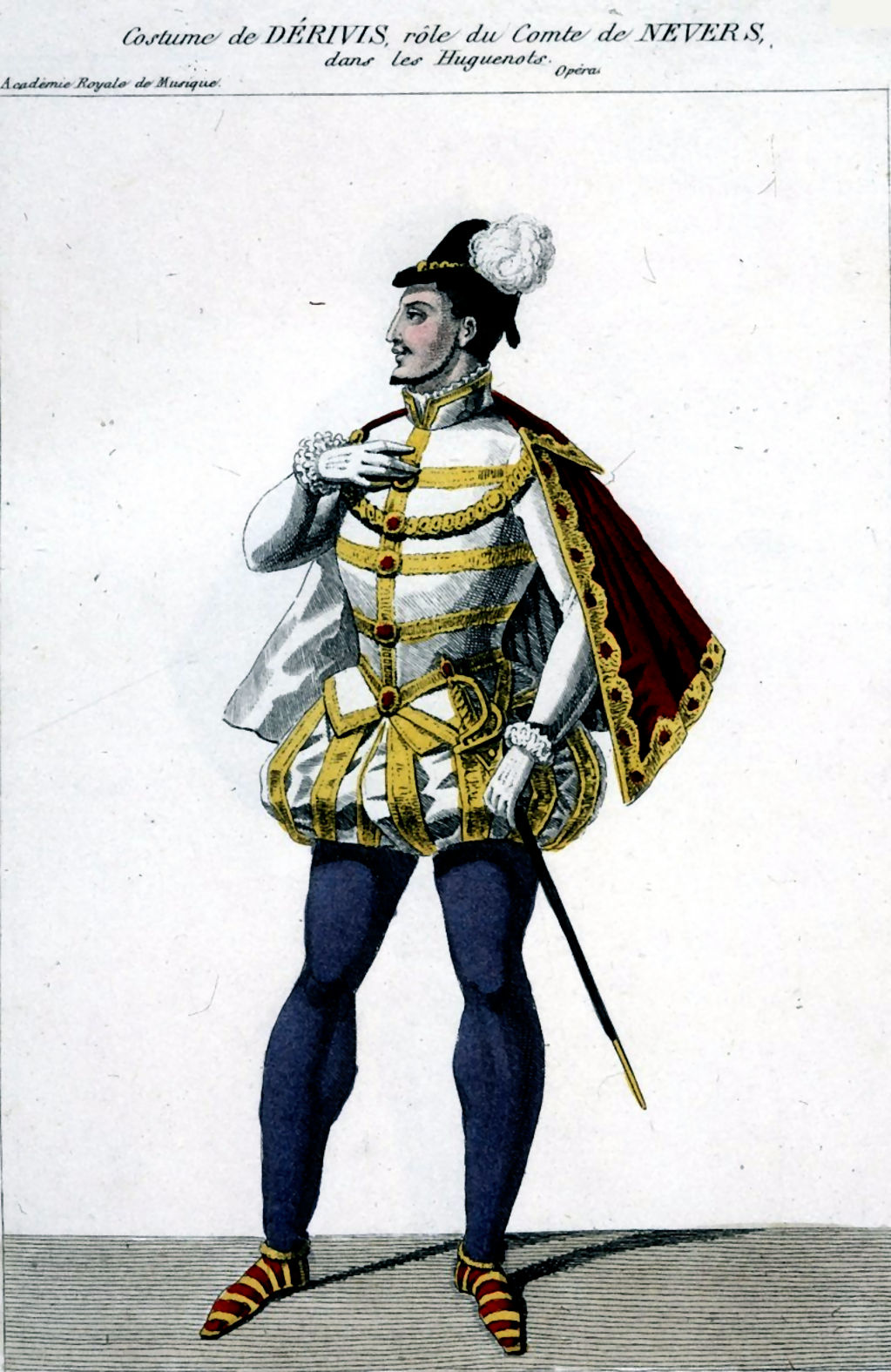
Nevers
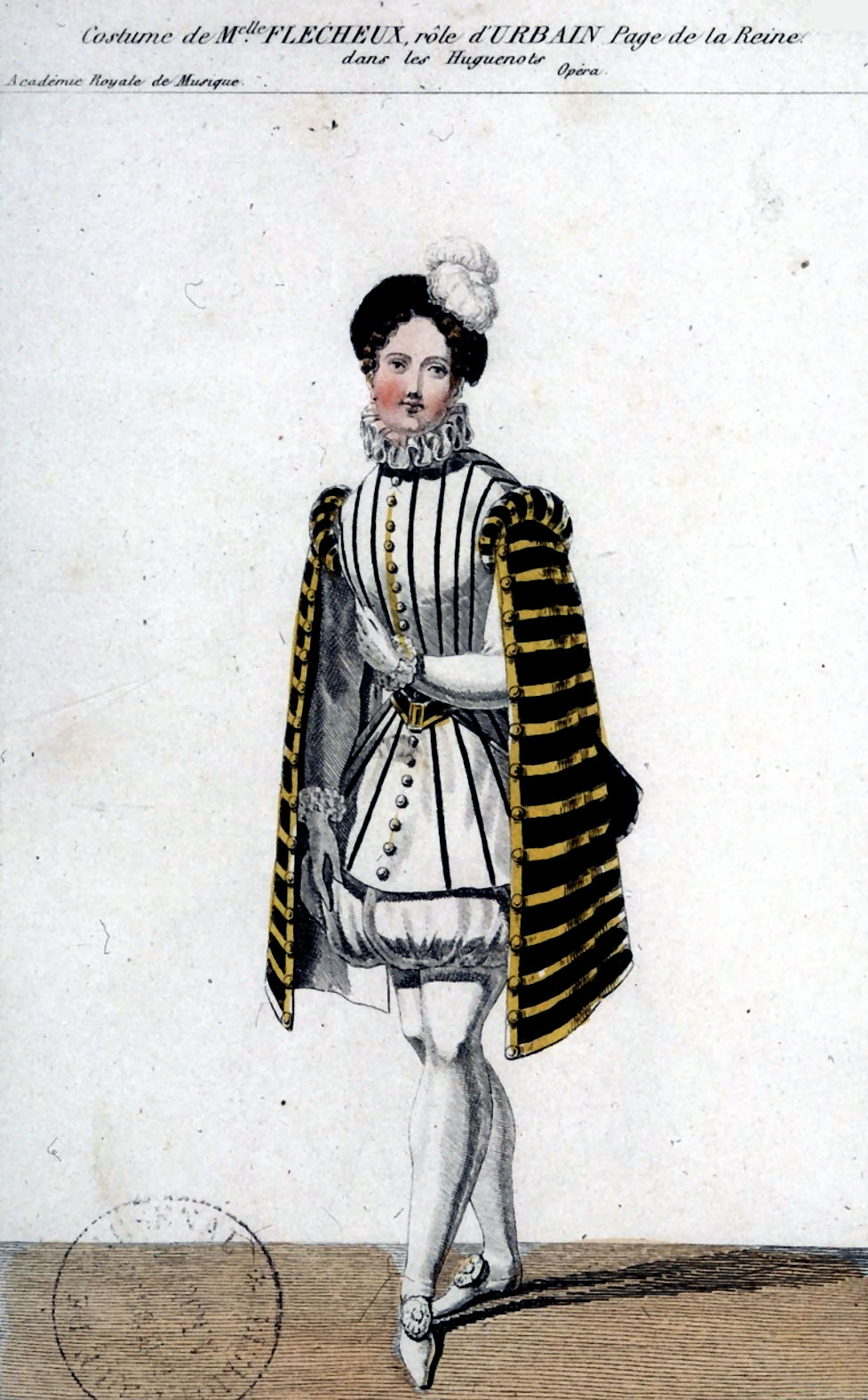
Urbain

## Décors pour la première représentation aupalais Garnier(Opéra de Paris) en 1875

### Esquisses et lithographies

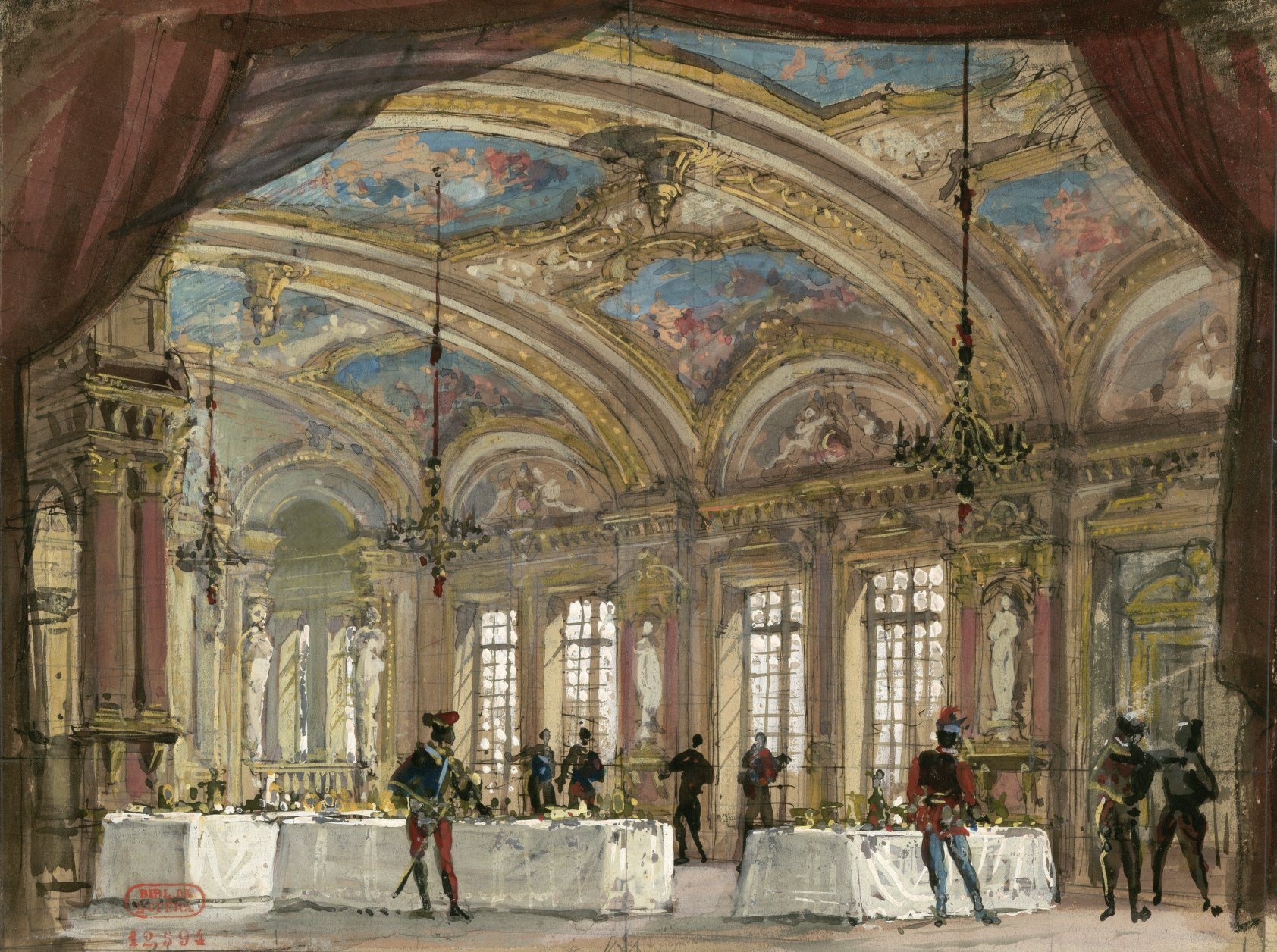
Philippe Chaperon, Esquisse de décor pour l’acte I (Opéra de Paris, 1875)
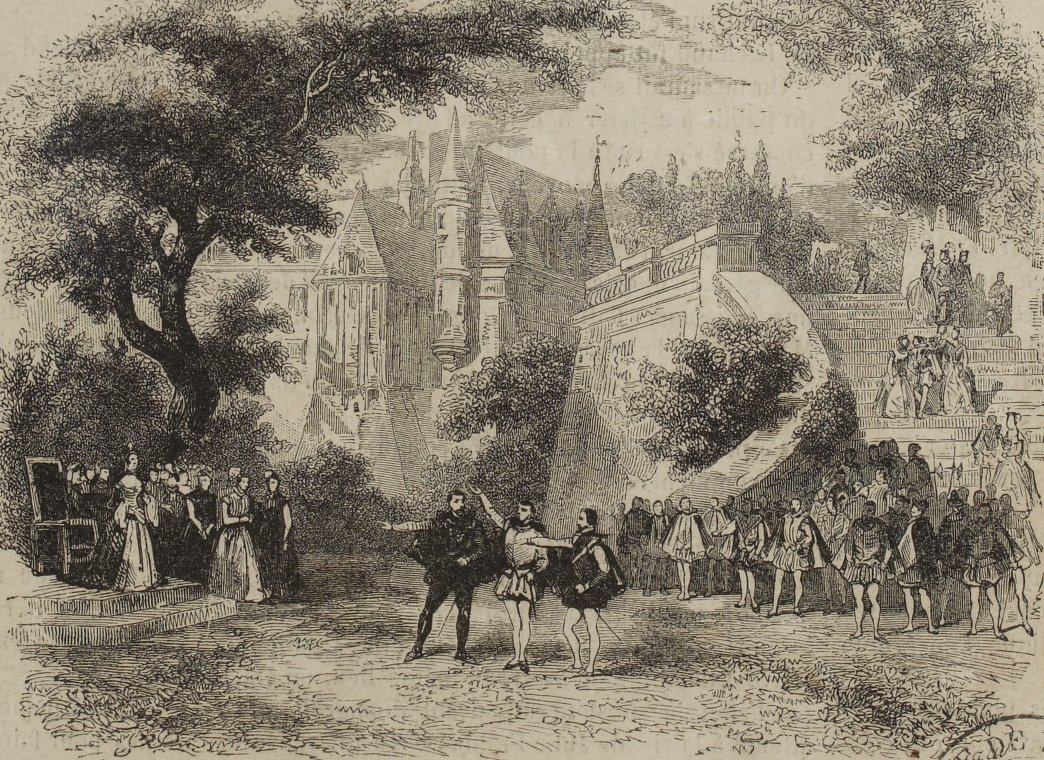
Décor de l’acte II (Opéra de Paris, 1875)
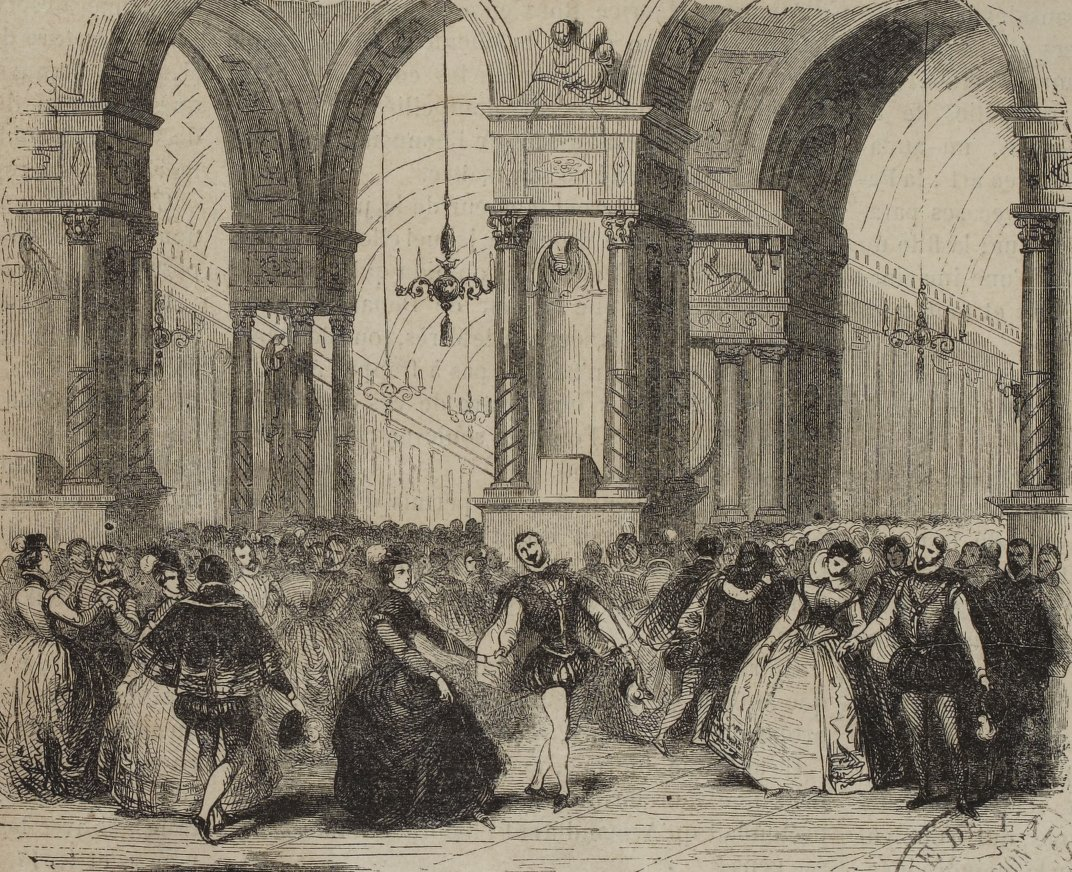
Décor de la première scène de l’acte V (Opéra de Paris, 1875)
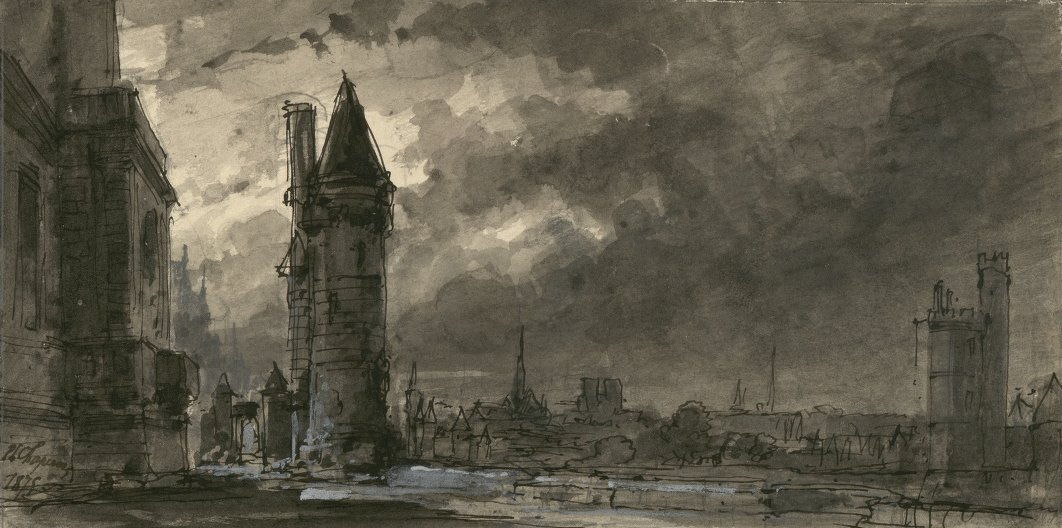
Philippe Chaperon, esquisse préliminaire du décor de la dernière scène de l’acte V  (Opéra de Paris, 1875)
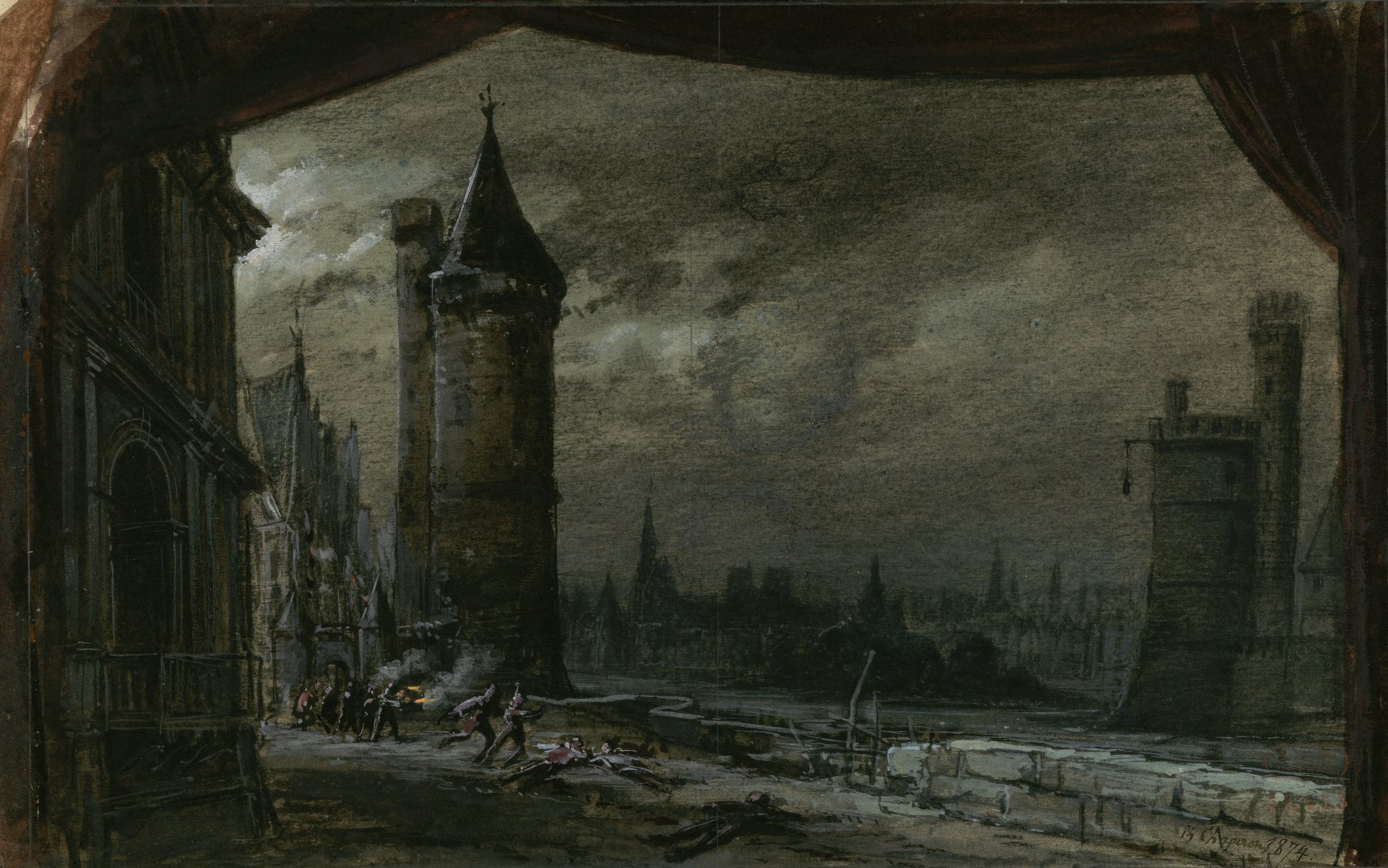
Philippe Chaperon, esquisse coloriée du décor de la dernière scène de l’acte V  (Opéra de Paris, 1875)

### Maquettes

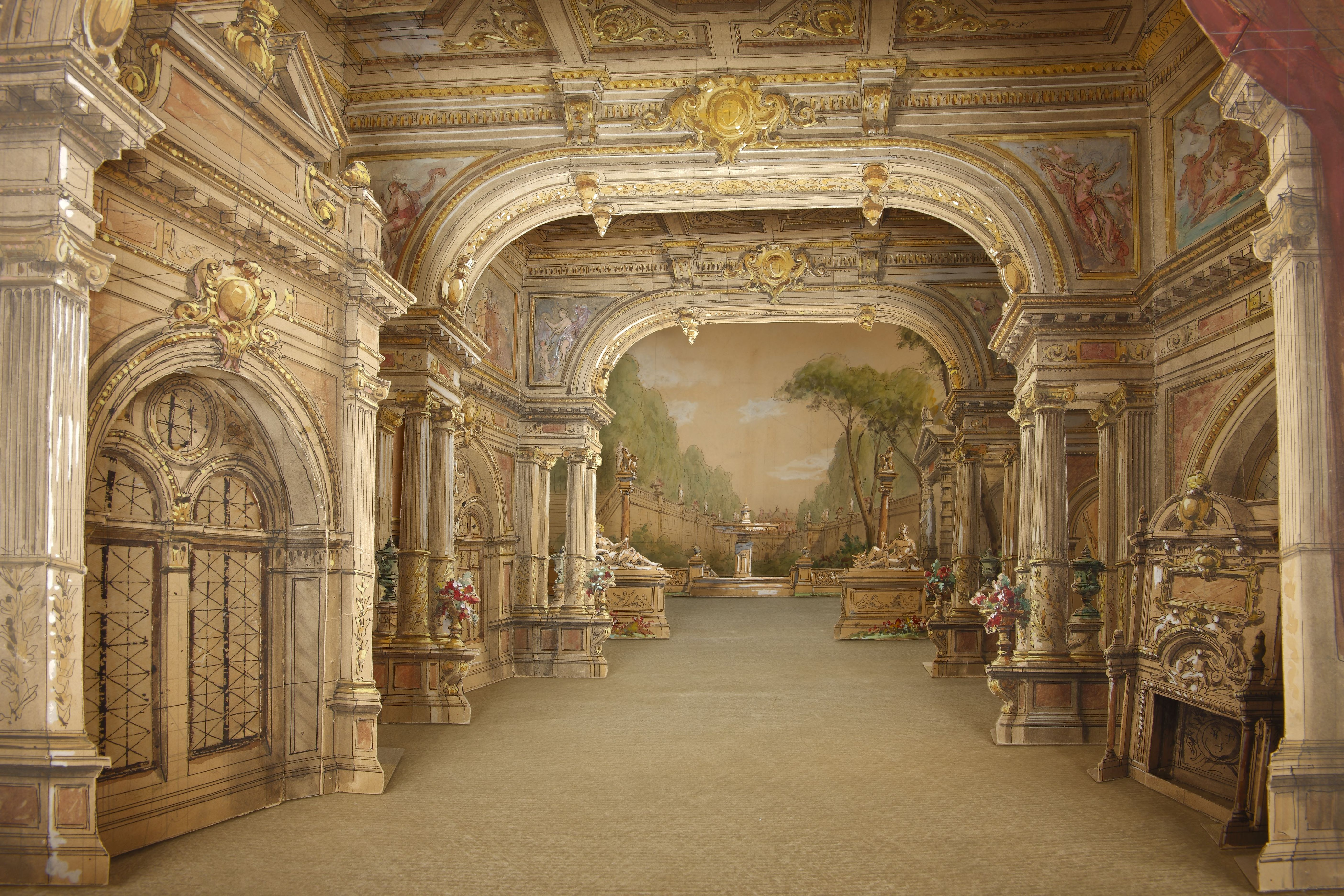
Auguste Rubé et Philippe Chaperon, maquette de décor pour l’acte I (Opéra de Paris, 1897)
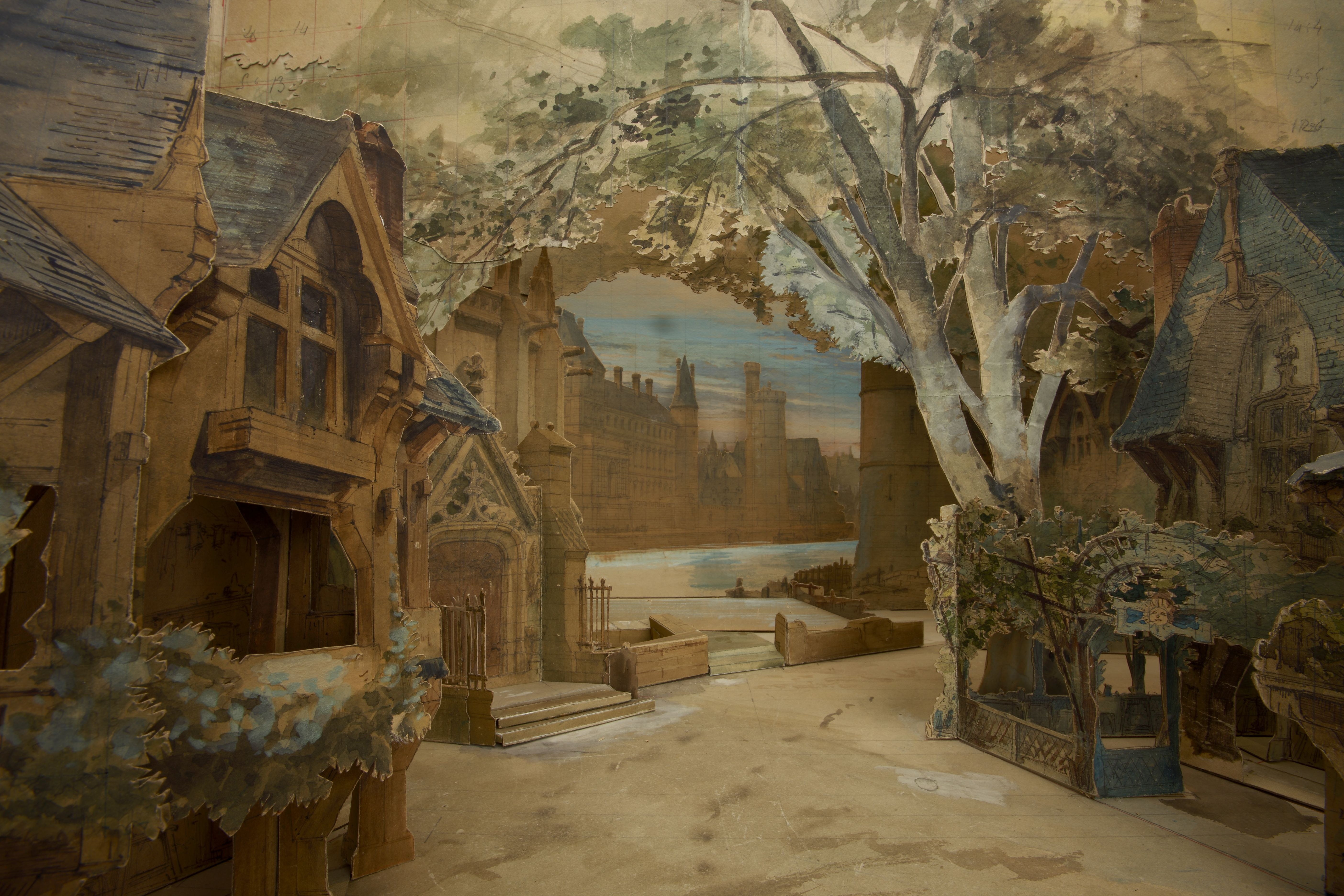
Charles-Antoine Cambon, maquette de décor pour l’acte III  (Opéra de Paris, 1875)
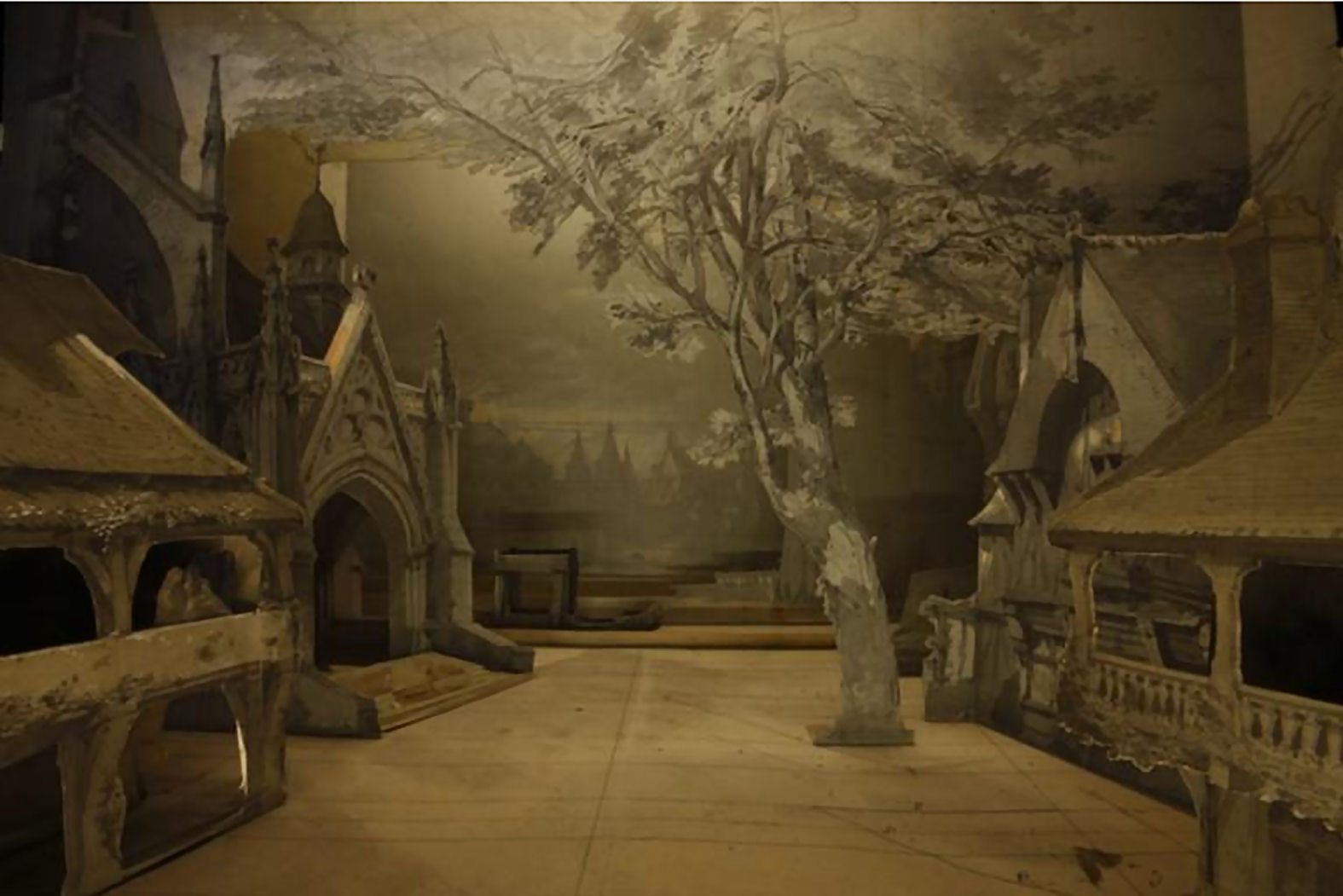
Charles-Antoine Cambon, maquette de décor pour l’acte III (1875)
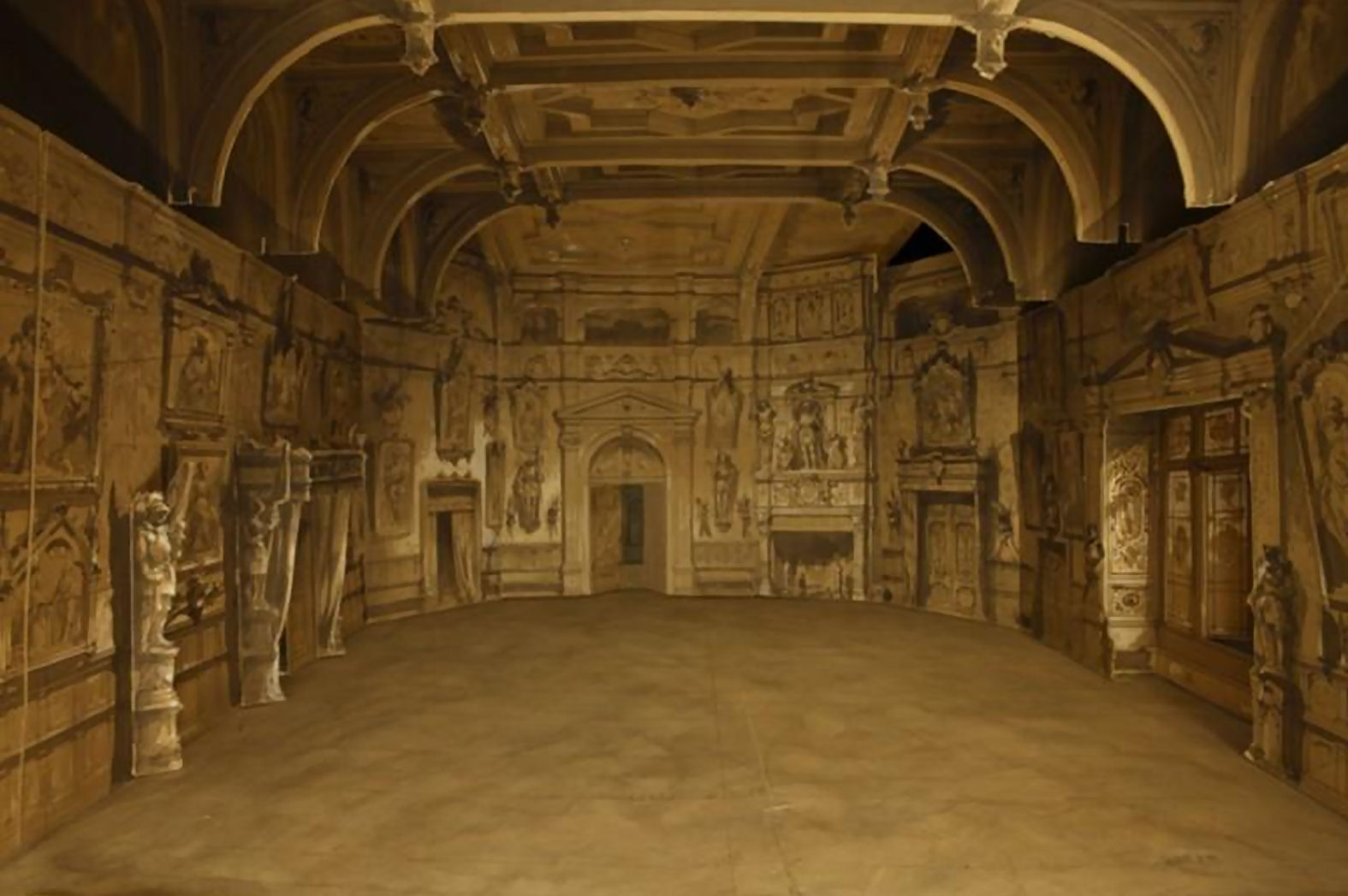
Émile Daran, maquette de décor pour l’acte IV  (Opéra de Paris, 1875)
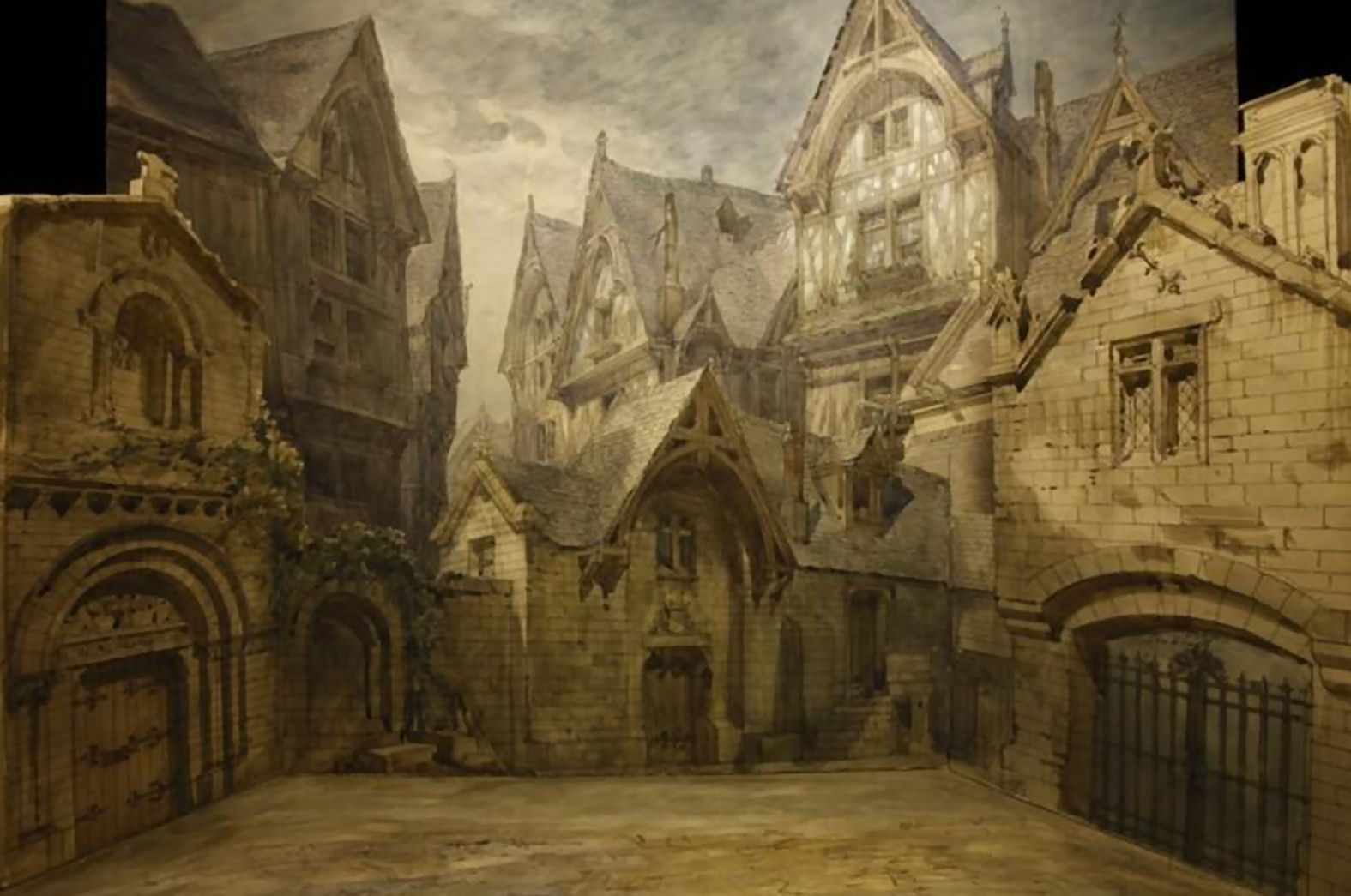
Auguste Rubé et Philippe Chaperon, maquette de décor pour la scène 2 de l’acte V  (Opéra de Paris, 1875)
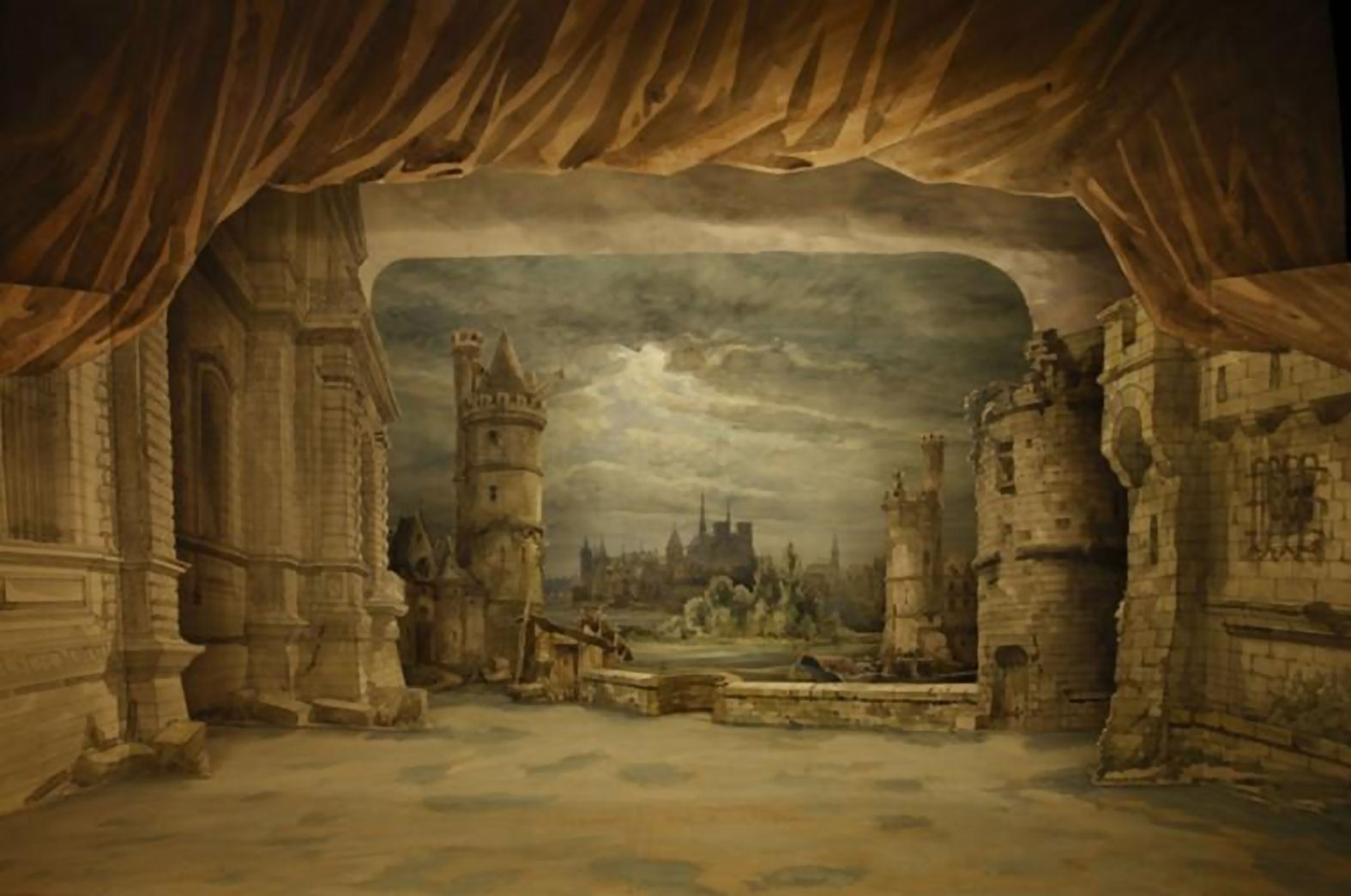
Auguste Rubé et Philippe Chaperon, maquette de décor pour la scène 3 de l’acte V (Opéra de Paris, 1875)

## Interprètes de la création
| Rôle                   | Tessiture | Distribution de la création (1836) François-Antoine Habeneck, dir. |
| ---------------------- | --------- | ------------------------------------------------------------------ |
| Marguerite de Valois   | soprano   | Julie Dorus-Gras                                                   |
| Valentine              | soprano   | Cornélie Falcon                                                    |
| Urbain                 | soprano   | Marie-Louise Flécheux                                              |
| Raoul de Nangis        | ténor     | Adolphe Nourrit                                                    |
| Marcel                 | basse     | Nicolas-Prosper Levasseur                                          |
| Le comte de Saint-Bris | basse     | Jacques-Émile Serda                                                |
| Le comte de Nevers     | basse     | Prosper Dérivis                                                    |
| Cossé                  | ténor     | Jean-Étienne-Auguste Massol                                        |
| Tavannes               | ténor     | Hyacinthe-Maturin Trévaux                                          |
| Bois-Rosé              | ténor     | Pierre-François Wartel                                             |
| Thoré                  | basse     | Louis-Émile Wartel                                                 |
| Retz                   | basse     | Alexandre Prévost                                                  |
| Maurevert              | basse     | M. Bernadet                                                        |

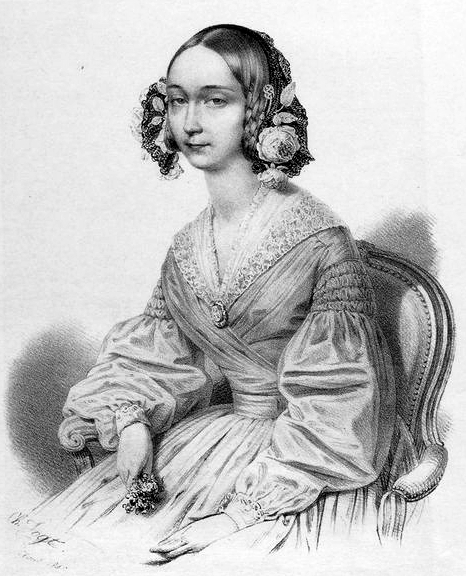
Julie Dorus-Gras, créatrice du rôle de Marguerite de Valois
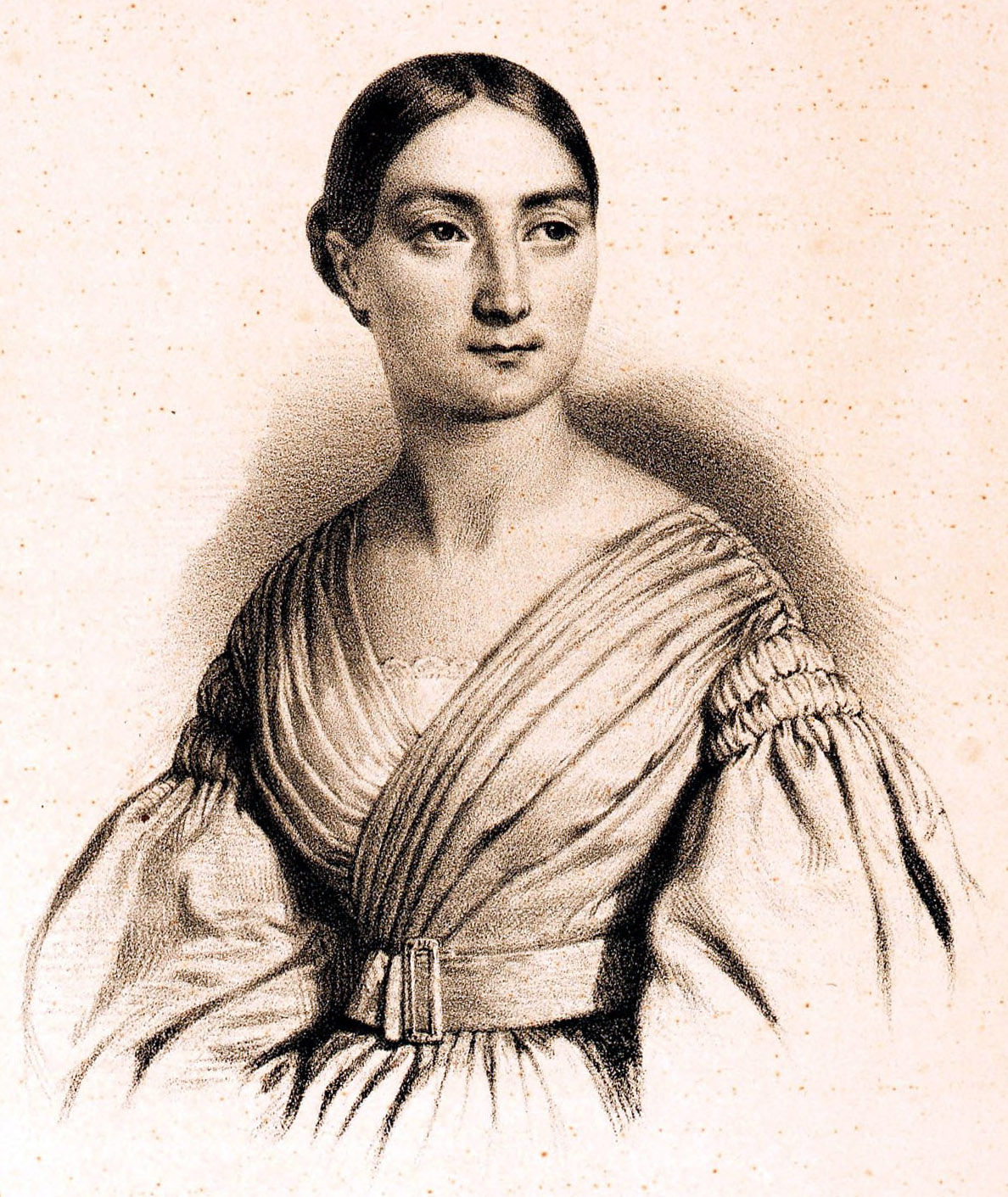
Cornélie Falcon, créatrice du rôle de Valentine de Saint-Bris
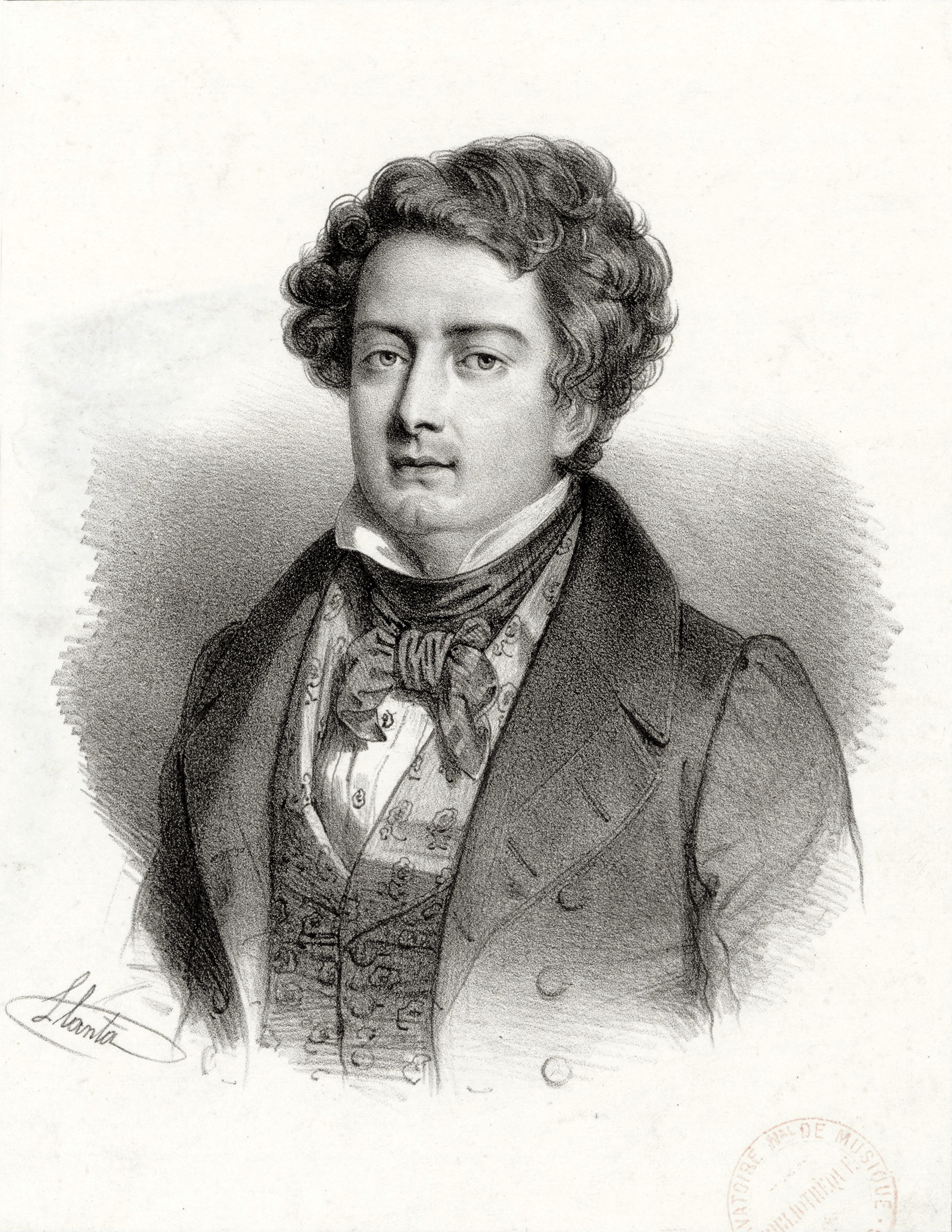
Adolphe Nourrit, créateur du rôle de Raoul de Nangis
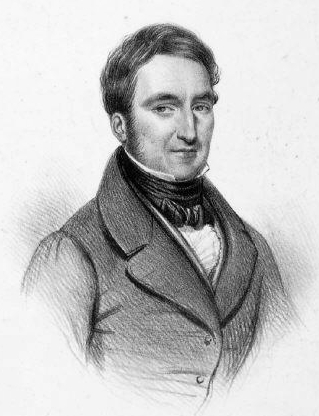
Nicolas-Prosper Levasseur, créateur du rôle de Marcel
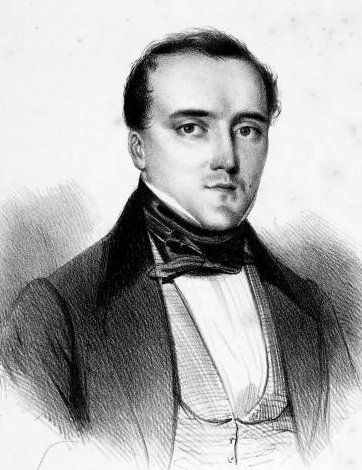
Prosper Dérivis, créateur du rôle du comte de Nevers

## Analyse
Les Huguenots est le seul opéra de Meyerbeer à s’être maintenu au répertoire. Pour Piotr Kaminski, cette « endurance exceptionnelle n’est pas le fruit du hasard : la solidité du scénario et l’égalité de l’inspiration ont permis cette résistance contre vents et marées, les caprices de la mode, la diffamation wagnérienne, et même l’effondrement d’une école de chant qui en fit les riches heures. » Gérard Condé précise qu’on « trouverait sans peine dans la partition des Huguenots les éléments d’un chef-d’œuvre durable : une écriture vocale impeccable, une inspiration mélodique attrayante, un sens dramatique certain, une orchestration pleine de trouvailles. »  Renaud Machart loue quant à lui l'inventivité musicale : « On y entend de la viole d'amour, des récitatifs à l’ancienne accompagnés aux pupitres de cordes graves, des chorals luthériens, des chansons populaires (dont le Arme Peter, que Schumann mettra en lied) mêlées à des recettes d’opéra italien. Le tout dans une sorte de charivari excellemment conduit ».

### Le livret: mélodrame vaudevillesque ou chef-d’œuvre de la tragédie romantique?

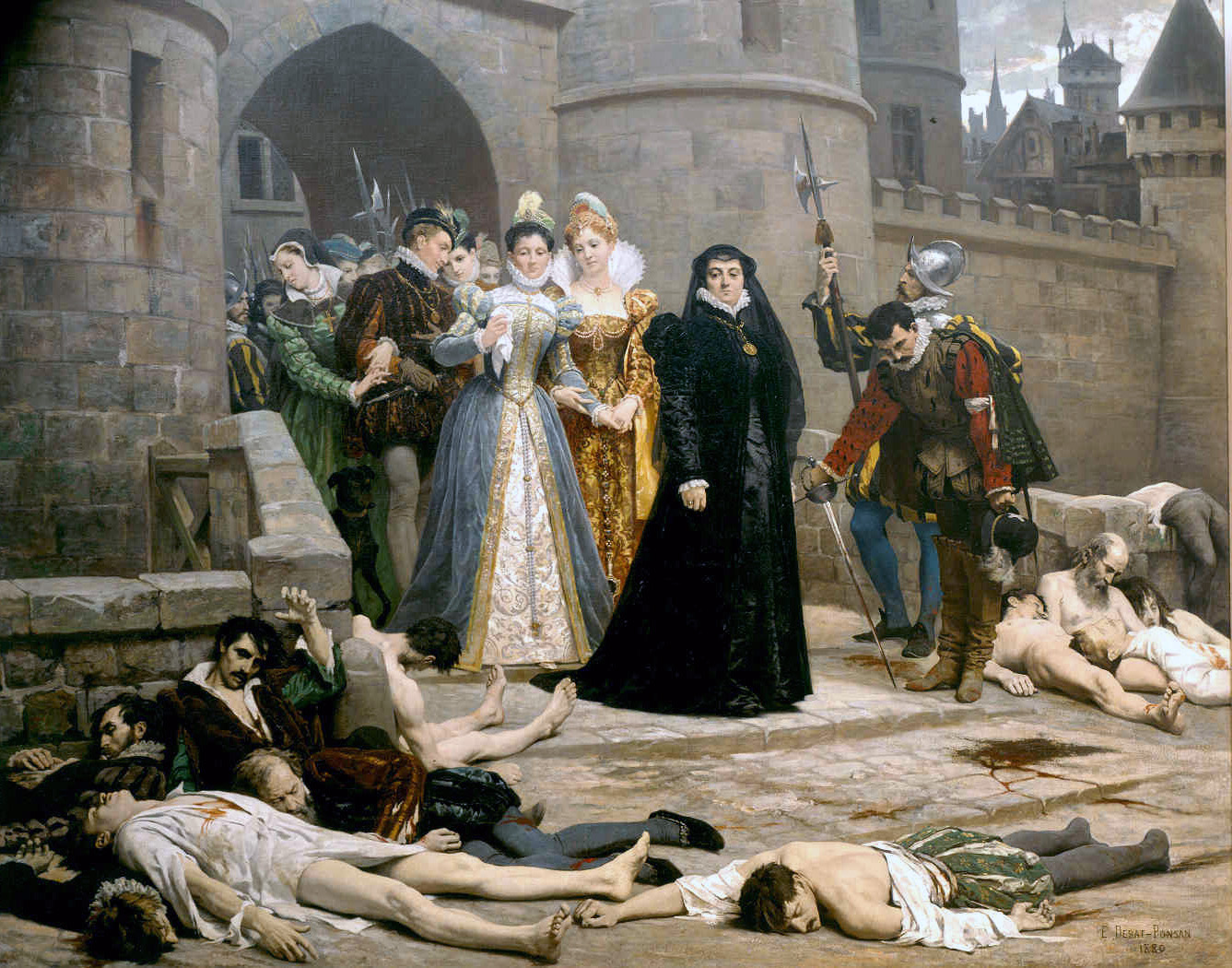
Édouard Debat-Ponsan, Une porte du Louvre, le matin de la Saint-Barthélemy (1880). Dans la version originale du livret des Huguenots, Catherine de Médicis devait intervenir dans la scène de conjuration et de bénédiction des poignards, mais sa présence fut censurée.

Dès la création, l’élément le plus sujet à controverse est la qualité du livret. Alors que l’objectif semble avoir été de composer un grand drame historique sur les guerres de religion, beaucoup (à commencer par Robert Schumann) sont choqués de ne plus avoir sous les yeux qu’un « mélodrame kitsch » pour reprendre l’expression utilisée par Jean-Michel Brèque.
Les principaux reproches adressés au livret sont les suivants :
- le conflit d’ordre privé (l’amour impossible entre Raoul et Valentine) repose sur des ressorts dramatiques assez faibles et en décalage complet avec le conflit plus général lié aux guerres de religion. Ainsi, le quiproquo initial selon lequel Raoul croit que celle qu’il aime et dont il est aimé lui est infidèle est qualifié de « mélodrame anodin », voire de « mauvais mélodrame », par Brèque[8] ou de « vaudeville » et d’intrigue « prosaïque » par Condé[20] ;
- les invraisemblances sont multiples : le quiproquo initial « persiste trop longtemps et développe ses conséquences funestes jusqu’à la fin de l’œuvre alors qu’il pourrait être aisément dissipé dès le deuxième acte »[8] ; Raoul pénètre sans difficulté apparente dans le logis de Valentine devenue depuis peu l’épouse du comte de Nevers ; Raoul et Valentine sont les témoins directs des préparatifs du massacre de la Saint-Barthélemy, pour lesquels les organisateurs ne font pas preuve d’une très grande discrétion. Valentine retrouve sans problème Raoul et Marcel dans les rues de Paris alors que le massacre a commencé ;
- l’opéra ne comprend que deux personnages historiques, Marguerite de Valois et Maurevert, mais « ni Charles IX ou sa mère, ni Coligny n’apparaissent dans Les Huguenots. C’est une des grandes faiblesses de l’œuvre que cette absence, qui diminue sa portée d’opéra historique »[8]. À la décharge des auteurs du livret, il faut cependant remarquer que dans la version originale de l’opéra, la scène de la conjuration et de la bénédiction des poignards était censée être menée par Catherine de Médicis elle-même[1]. Outre l’intérêt de faire intervenir un personnage historique majeur dans l’intrigue, cette présence avait l’avantage, sur le plan musical, d’introduire un peu de variété puisqu’on aurait entendu une voix féminine dans une scène largement dominée par les voix d’hommes. Néanmoins, la censure française de l’époque refusa cette présence royale sur scène et les lignes écrites pour Catherine de Médicis furent finalement confiées au comte de Saint-Bris[22] ;

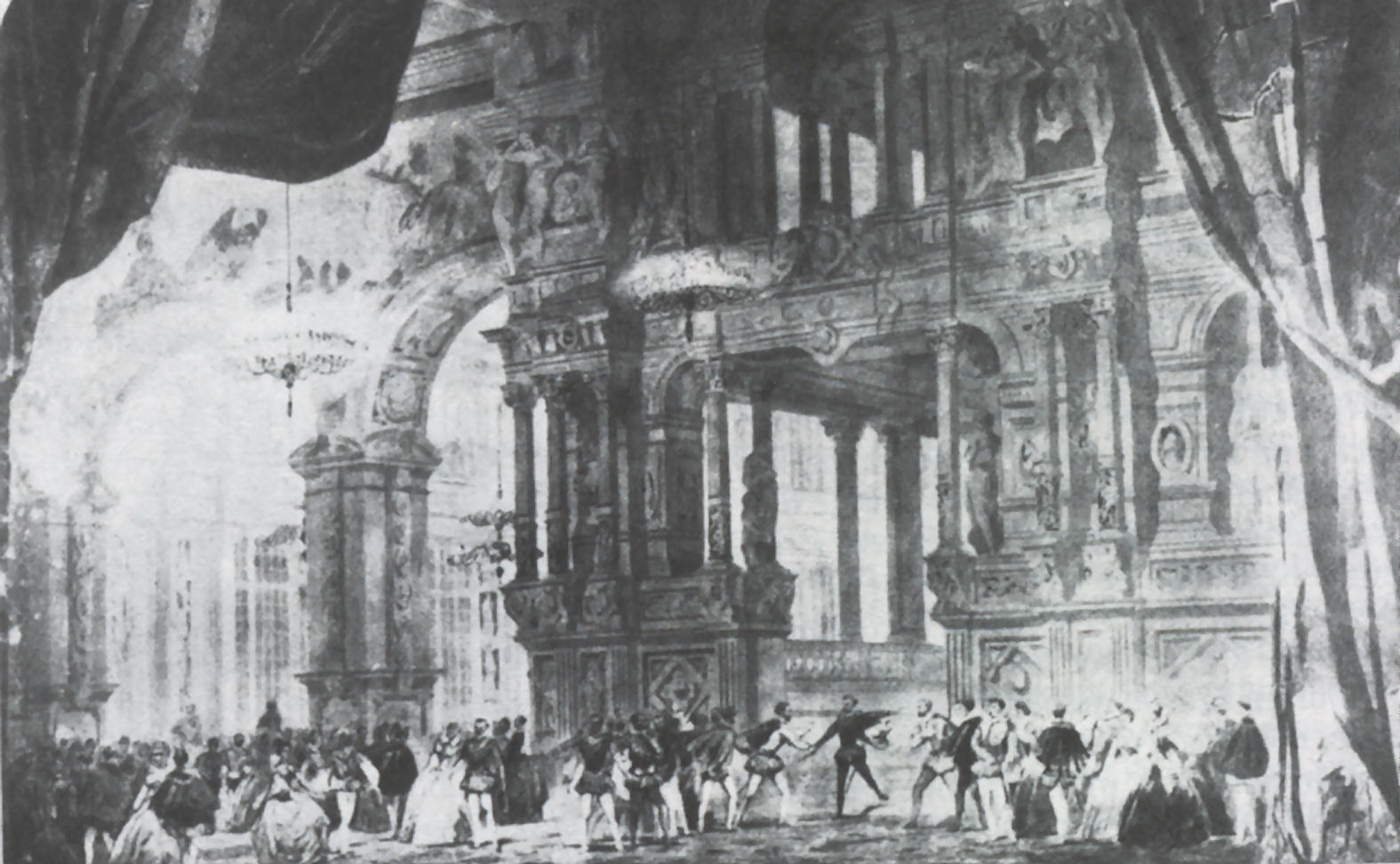
Scène du bal de la première scène de l’acte V où les invités dansent un menuet anachronique (1836).

- quelques anachronismes sont constatés : ainsi, au premier tableau du dernier acte, les invités de la fête donnée en l’honneur de Marguerite et Henri de Navarre dansent un menuet qui n’est pas apparu avant le milieu du XVIIe siècle. Mais Gérard Condé[20] observe que « le menuet n’existait pas davantage à l’époque de Don Juan » et que personne ne songe à le reprocher à Mozart . Egalement, au début de l'Acte I, un des seigneurs catholiques reconnaît Marcel comme l’un des combattants rochelais au cours du siège de cette ville, qui n'a eu lien qu'en 1573 (plus de six mois après le massacre de la Saint-Barthélemy).
- la qualité des vers de Scribe est médiocre et est souvent moquée, ses licences poétiques étant qualifiées ironiquement « d’audacieuses » : ainsi, avant de chanter la fameuse romance « Plus blanche que la blanche hermine », Raoul indique que « seul, [il] égarai[t] [s]es pas » (sic). De même, dans le septuor du duel au troisième acte, les témoins du duel entonnent à tue-tête le pléonasme « Quoi qu’il advienne ou qu’il arrive » qui amusa tant Berlioz qu’il en émailla sa correspondance privée durant plusieurs années[20]. Plusieurs fautes de français et barbarismes sont même relevés et imputés à Meyerbeer lui-même. Ainsi, le compositeur a substitué à « De quel piège affreux ses jours sont menacés ! Ah ! je dois l’y soustraire » le vers erroné « Ses jours sont menacés ! Ah ! je dois l’y soustraire ». Ces « corrections » seront d’ailleurs considérées comme éléments à charge dans les violentes attaques antisémites dont aura à souffrir Meyerbeer tant de son vivant qu’après sa mort. Dans un pamphlet antisémite virulent paru en 1893, Étienne Destranges[23] n’hésite pas à écrire au sujet de la version initiale écrite par Scribe : « Ce n’était pas bien fort, mais cela valait mieux encore que le monstrueux jargon du juif prussien Meyerbeer ». Gérard Condé[20] observe quant à lui que « parfois le mot changé se révèle plus fort dramatiquement (…), ou plus directement explicite (…), ou simplement plus sonore (…) ». De même, dans le duo d’amour du quatrième acte, c’est Meyerbeer qui aurait remplacé le banal « Auprès de toi, que tout soit oublié » par le plus évocateur et tristanesque « Là, toujours, oubliant, oublié ».

D’autres auteurs soulignent cependant que le livret est loin de n’avoir que des défauts. En premier lieu, certains personnages ont une réelle profondeur psychologique et suscitent un véritable attachement de la part du spectateur. Tel est le cas de Valentine ou encore de Marcel, le vieux serviteur de Raoul. Heinz Becker considère ainsi que Marcel est le personnage le plus important de l’opéra, évoluant du statut de serviteur intolérant au premier acte à celui de guide spirituel visionnaire au dernier acte. Jean-Michel Brèque, pourtant très critique sur la qualité du livret, salue le personnage comme une « création surprenante et originale » et précise qu’« avec sa rudesse comique, sa foi inentamable, mais aussi son inépuisable bonté et son sens du sacrifice, il illustre d’originale manière cette catégorie du grotesque chère à toute la génération romantique et dont le Triboulet de Victor Hugo (à l’opéra le Rigoletto de Verdi) reste le représentant le plus fameux ». Berlioz note de son côté que « le rôle de Marcel en entier est un modèle : rien de plus original ni de plus vrai que la couleur à la fois bouffe et puritaine donnée à ce personnage. »  Dans son essai sur l’opéra de Meyerbeer, Liszt (cité par Letellier) écrit : « Le rôle de Marcel, le type le plus pur de fierté populaire et de sacrifice religieux, nous semble être le personnage le plus complet et le plus vivant. La solennité sans détour de ses airs, qui exprime de façon si éloquente la grandeur morale de cet homme du peuple, de même que sa simplicité, la nature noble de sa pensée et de son maintien, demeure marquante, du début à la fin de l’opéra. »
Pour Letellier, l’idéal romantique proposé par Victor Hugo dans la préface de Cromwell (1827) consistant à introduire des touches de « couleur locale » est totalement atteint dans l’opéra. Ainsi, dans le troisième acte, les disputes entre catholiques et protestants interrompues par des divertissements proposés par des gitans forment un tableau particulièrement vivant et coloré qui n’est pas sans évoquer certaines pages de Notre-Dame de Paris de Victor Hugo (paru en 1831).
Si le livret n’est pas à la hauteur de l’épisode historique qui constitue son sujet, Piotr Kaminski observe que, pour lui, « seuls deux opéras sont parvenus à se hisser au niveau des événements qu’ils représentent : Boris Godounov et La Khovanchtchina de Moussorgski, et que les deux ont beaucoup appris chez Meyerbeer. » Par ailleurs, Gustav Kobbé estime que « telle qu’elle est, l’histoire semble avoir été utilisée dans la juste mesure de ses possibilités. »
Enfin, comme le souligne Liszt à propos des livrets écrits par Scribe pour Meyerbeer : « Si on reproche constamment à l’écrivain sa recherche des effets dramatiques, il serait injuste de ne pas reconnaître à quel point ils peuvent être souvent efficaces » (cité par Letellier). De même, Berlioz note que « le nouveau livret de M. Scribe nous paraît admirablement disposé pour la musique et plein de situations d’un intérêt dramatique incontestable ». David Charlton va jusqu’à affirmer qu’avec Les Huguenots, Scribe et Meyerbeer « ont créé un chef-d’œuvre de la tragédie romantique ».

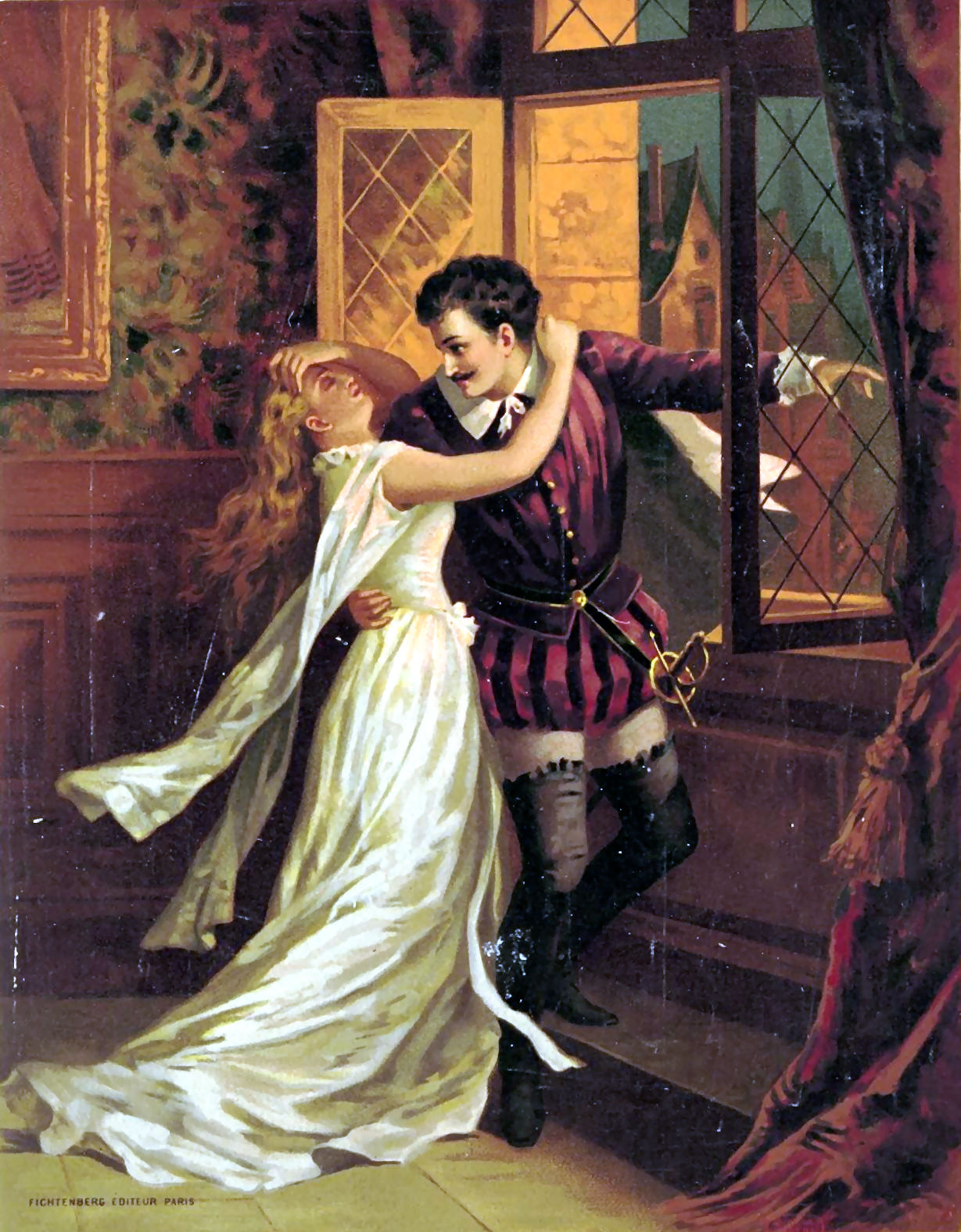
Duo Raoul-Valentine de l'acte IV.

Letellier développe cette idée en indiquant que l’intrigue suit un cours inexorable, intensifié par l’élargissement d’un conflit privé vers un conflit public, la disparition progressive de la lumière, l’accélération du temps, l’accroissement du rythme et le rétrécissement de l’espace, au fur et à mesure de l’engloutissement des plaisirs et de la liberté de pensée et d’action dans un tourbillon d’intolérance et de mort : « l’action devient plus resserrée, plus sombre, plus rapide et plus inéluctable au cours de l’accomplissement de l’enchainement fatal d’événements tragiques. » L’accélération du temps est suggérée par le fait que chaque acte dure moins longtemps que celui qui le précède (si aucune coupure n’est pratiquée) ; en outre, le cinquième acte est le seul à être fragmenté en trois tableaux différents, le dernier ne durant que quelques minutes.
Les deux premiers actes font par ailleurs une large place à la lumière (ils se déroulent le jour) et aux plaisirs (le vin, le jeu et l’amour sont célébrés par les convives du comte de Nevers au premier acte). Les menaces ne sont pas absentes pour autant, même si elles restent diffuses : dès le premier chœur, on chante la nécessité de jouir de la vie car « le temps (…) presse », l’arrivée de Marcel ravivant par la suite les blessures des conflits religieux tant chacun est convaincu que « Coligny, Médicis ont juré devant Dieu une éternelle paix… qui durera bien peu ». De même, dans le deuxième acte, Marguerite prie que ni la foudre, ni l’orage ne puissent l’atteindre.
Le troisième acte constitue le pivot de l’intrigue : on passe (au sens propre) du jour à la nuit (intervention de l’archer sonnant le couvre-feu) ; les querelles entre catholiques et protestants se font de plus en plus vives et il faut l’intervention de Marguerite pour qu’un semblant de paix revienne. C’est aussi au cours de cet acte que le conflit privé vient s’articuler sur les préparatifs évoqués des massacres de la Saint-Barthélemy.
Les deux derniers actes se déroulent la nuit du 23 au 24 août 1572 : on assiste au cours du quatrième acte à la préparation des massacres de la Saint-Barthélemy, qui sont représentés lors du cinquième acte. Dans le très bref dernier tableau du dernier acte reviennent sur scène en un raccourci saisissant (et que d’aucuns jugent peu vraisemblable) les principaux personnages du drame (exception faite du comte de Nevers, qui a déjà été assassiné parce qu’il a voulu défendre des protestants) : Raoul, Valentine et Marcel sont exécutés par un groupe d’arquebusiers commandés par le comte de Saint-Bris (effondré lorsqu’il constate qu’il est responsable de la mort de sa propre fille) tandis que passe le cortège de Marguerite où figure Urbain. À la vue du cadavre de sa dame de compagnie, Marguerite tente d’un geste d’arrêter le massacre mais ne peut que constater son impuissance (impuissance renforcée par le fait que le personnage, pourtant très volubile lors de ses précédentes apparitions, reste muet à ce moment-là).

### Une adaptation de laChronique du règne de Charles IXde Prosper Mérimée?

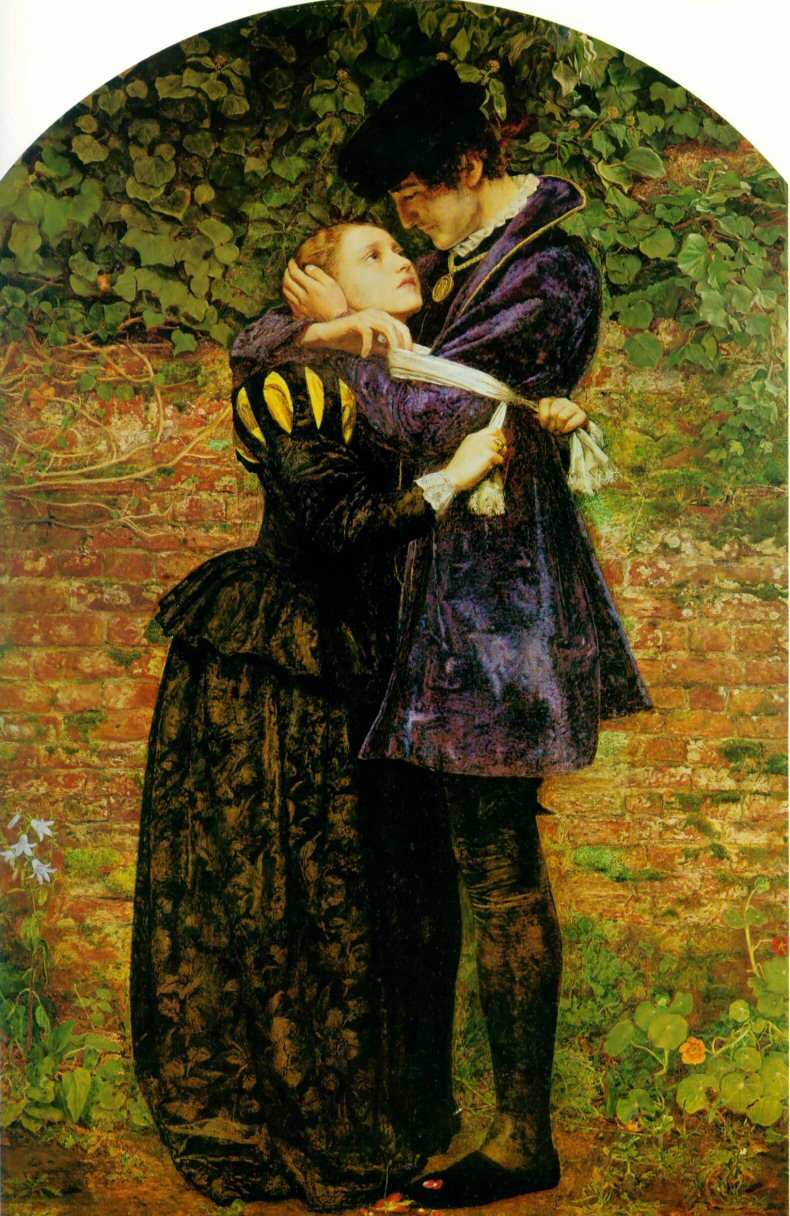
John Everett Millais, Un Huguenot le jour de la Saint-Barthélemy, inspiré de la scène où Raoul refuse de porter à son bras l’écharpe blanche, signe de reconnaissance des catholiques.

L’opéra est souvent présenté comme une adaptation de la Chronique du règne de Charles IX de Prosper Mérimée. Si des points communs existent, l’histoire et les héros sont sensiblement différents, tant et si bien que Piotr Kaminski affirme que « le livret ne s’inspire pas » du roman de Mérimée.
Ainsi, dans l’opéra, Valentine de Saint-Bris, dame d’honneur de Marguerite de Valois, doit épouser le comte de Nevers, seigneur catholique. Elle est cependant tombée amoureuse d’un gentilhomme protestant, Raoul de Nangis, qui l’aime aussi. Afin que son père, catholique fanatique, accepte le mariage de sa fille avec un huguenot, Valentine demande l’intervention de Marguerite. Pour promouvoir la paix entre protestants et catholiques, celle-ci décide de favoriser cette union. Hélas, à la suite d'un quiproquo, Raoul croit Valentine infidèle et refuse publiquement de l’épouser. Valentine est donc finalement mariée au comte de Nevers, tandis que le père de la jeune fille, humilié par le refus public de Raoul, tente d’assassiner ce dernier. Raoul, prévenu par Valentine, échappe à la mort. Il s’introduit alors au logis de Valentine pour lui dire adieu, mais surprend les préparatifs du massacre de la Saint-Barthélemy que dirige le comte de Saint-Bris et auquel le comte de Nevers refuse de prendre part. Valentine tente de retenir Raoul qui veut prévenir ses amis de l’imminence de la tuerie et lui avoue qu’elle l’aime toujours. Dès que le signal du massacre se fait entendre, Raoul quitte Valentine et vient en aide à ses amis. Il ne peut que constater la situation désespérée des protestants, écrasés par des catholiques numériquement bien supérieurs. Soutenu par son vieux serviteur, il se résout à mourir lorsque Valentine parvient à le retrouver. Elle l’informe que son mari, le comte de Nevers, a été assassiné pour avoir pris la défense de protestants et décide de mourir avec Raoul après avoir abjuré la foi catholique. Les deux jeunes gens tombent bientôt sous les coups d’arquebusiers catholiques commandés par le comte de Saint-Bris qui constate, horrifié, qu’il est responsable de la mort de sa propre fille.
Dans le roman de Mérimée, Bernard de Mergy, gentilhomme protestant, retrouve à Paris son frère aîné Georges, qui s’est converti au catholicisme et tente de réconcilier catholiques et protestants. Bernard tombe amoureux d’une jeune veuve catholique, Diane de Turgis, qui n’est pas insensible au jeune homme, tout en refusant de façon catégorique de s’unir à un huguenot. Lorsqu’éclate la Saint-Barthélemy, Diane essaie sans succès de convaincre son jeune amant de se convertir à la foi catholique, mais ce dernier parvient à s’enfuir. Ayant refusé de participer au massacre, Georges est quant à lui arrêté quelque temps mais il est finalement libéré pour participer à des combats aux côtés des catholiques devant La Rochelle. C’est là qu’il est tué dans une embuscade commandée par son propre frère.
Comme le note Jean-Michel Brèque, le livret tiré par Scribe du roman « en diffère toutefois de manière considérable, à telle enseigne qu’on se demande dans un premier moment si l’œuvre de Mérimée est bien à l’origine des Huguenots ». Parmi les personnages principaux de l’opéra, seul le comte de Nevers semble inspiré par un héros du roman, Georges de Mergy. Tous deux catholiques, ils refusent de participer au massacre de la Saint-Barthélemy et leur modération en matière religieuse et leur tolérance les conduira tous deux à être arrêtés d’abord et tués ensuite.
Raoul de Nangis est le type même du héros de Grand Opéra à la Waverley : relativement passif et pusillanime, il ne semble pas avoir de convictions religieuses très affirmées, contrairement au Bernard de Mergy du roman, qui est un promoteur particulièrement zélé de la cause réformée. En outre, il est souvent trompé (quiproquo sur la supposée infidélité de Valentine, piège tendu par le comte de Saint-Bris dans lequel il fonce tête baissée) et il a souvent besoin d’un tiers pour prendre une décision : en matière religieuse, il est constamment guidé par son vieux serviteur Marcel, qui n’hésite pas à le rappeler à l’ordre à plusieurs reprises au cours de l’opéra ; et pour ce qui concerne ses amours, Valentine fait preuve d’un caractère beaucoup plus affirmé (c’est elle qui demande à Marguerite de Valois d’intervenir pour arranger son mariage et qui cherche désespérément à sauver le jeune homme lorsque débute le massacre de la Saint-Barthélemy). Comme le remarque Jean-Michel Brèque, Raoul « est une personnalité molle et non pas virile, les événements ne cessent de choisir pour lui plutôt qu’il ne les dirige, et il a bien de la chance que la conversion de Valentine tranche heureusement son dernier dilemme ».
Quant à Valentine, elle « est aux antipodes de Diane de Turgis ». Alors que le personnage du roman jouit d’une indépendance totale à la suite de son veuvage, Valentine est constamment soumise à la volonté de son père d’abord, de son mari ensuite. Et pourtant, c’est elle qui fait appel à Marguerite de Valois pour qu’elle organise son mariage avec Raoul de Nangis. De même, elle n’hésite pas à dénoncer son père en révélant le guet-apens qu’il a organisé pour assassiner Raoul. Enfin, elle va jusqu’à abjurer la foi catholique pour partager le sort de celui qu’elle aime alors que Diane de Turgis se montre particulièrement intolérante en matière religieuse.
Il n’y a pas d’équivalents aux personnages de Marcel, le vieux serviteur de Raoul, et du comte de Saint-Bris dans le roman. Il semble cependant évident que le fait que Bernard de Mergy soit le responsable (involontaire) de la mort de son frère Georges a inspiré le dénouement de l’opéra où le comte de Saint-Bris est le responsable (également involontaire) de la mort de sa fille.

### De nombreuses innovations sur le plan musical

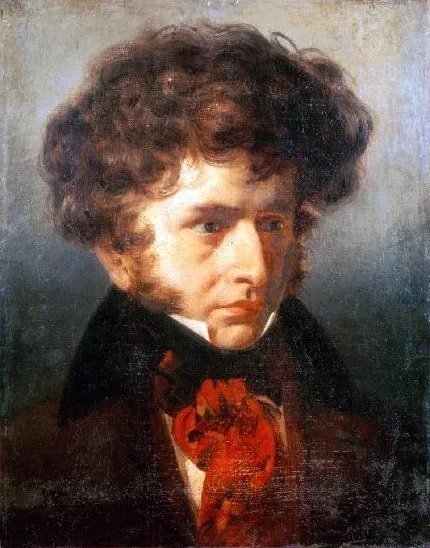
Berlioz était un admirateur enthousiaste des Huguenots et leur a consacré pas moins de cinq articles en 1836.

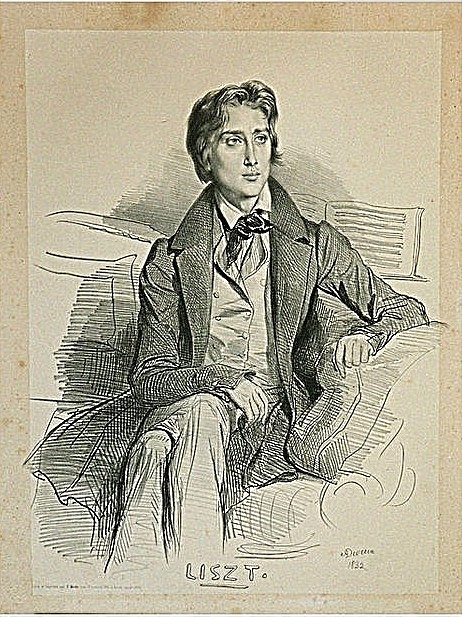
Liszt admirait également l’œuvre de Meyerbeer et a composé une pièce pour piano basée sur des thèmes de l’opéra, Réminiscences des Huguenots.

L’opéra comporte un nombre important d’innovations sur le plan musical. Celles-ci n’apparaissent cependant plus tellement en tant que telles dans la mesure où l’œuvre a été  beaucoup copiée en raison de son succès. Comme le note Gérard Condé, certaines de ces nouveautés pourraient même être considérées aujourd’hui comme des « facilités » tant elles ont été réutilisées par la suite. Pourtant, ce sont ces innovations qui ont le plus marqué les spectateurs au moment de la création. Pour Berlioz, « l’expression dramatique en est toujours vraie et profonde, le coloris frais, le mouvement chaleureux, les formes élégantes ; comme instrumentation, comme effets de masses vocales, cette partition surpasse tout ce qu’on a tenté jusqu’à ce jour. »
L’une des innovations les plus marquantes est le traitement du choral luthérien « Ein feste Burg » comme un véritable leitmotiv développé et varié tout au long de l’opéra. Le thème est présent dès l’ouverture où il est soumis à une série de variations qui symboliserait selon Letellier  les sentiments inspirés par la religion : recueillement, amour, consolation, exaltation, mais aussi intolérance et fanatisme. Dans le chant de Marcel au premier acte, il correspond à une expression recueillie de la foi, pleine de conviction et d’aspiration à la transcendance. Dans le finale du deuxième acte, il est utilisé comme cantus firmus pour affirmer la résolution et la force des protestants en cas de danger. Au troisième acte, c’est un appel aux armes pour échapper aux pièges et aux trahisons. Enfin, au dernier acte, il devient la prière étouffée et lointaine des protestants qui cherchent à échapper au massacre pour se transformer en un ultime cri de défi face aux bourreaux catholiques.
Une autre innovation très remarquée est la prise en compte de l’espace scénique dans la partition elle-même. Comme le fait remarquer Hervé Lacombe, « à l’acte III (n° 14), le mouvement scénique devient construction musicale polychorale. Huguenots, femmes catholiques et clercs de la basoche sont trois groupes caractérisés qui s’opposent et se mêlent. Après l’exposé séparé des couplets des soldats (« Ra-ta-plan ») puis des litanies des femmes catholiques (« Vierge Marie »), les deux musiques se superposent, ponctuées par les interventions du troisième groupe. Le contrepoint, principe abstrait d’écriture musicale, devient procédé théâtral concret, plastique. » Berlioz est particulièrement impressionné par ce tour de force : « les trois chœurs différents des huguenots, des femmes catholiques et des clercs de la basoche, qui se chantent tous les trois ensemble après avoir été entendus séparément, sont à notre avis une des plus étonnantes inventions de cet ouvrage qui fourmille d’effets neufs, et quand, après ce triple chœur, arrive celui des maîtresses des soldats catholiques et huguenots, s’injuriant entre elles avec toute la verve de nos dames de la halle, l’oreille éprouve une sensation analogue à celle que produit sur les yeux une lumière surabondante : l’oreille est éblouie ».
Même s’il ne semble guère l’apprécier, Berlioz identifie une autre innovation qui aura un bel avenir : c’est celle qui consiste à composer une « mélodie continue », tendant à rompre avec la structure par numéros et la séparation nette des airs et des récitatifs : ainsi, présentant la scène de la conjuration et de la bénédiction des poignards, Berlioz note qu’elle commence par « une de ces formes intermédiaires, familières à M. Meyerbeer, qui tiennent du récitatif autant que de l’air et ne sont cependant ni l’un, ni l’autre. Elles sont excellentes quelquefois pour soutenir l’attention de l’auditeur ; souvent aussi elles ont l’inconvénient de ne pas laisser assez apercevoir l’entrée des airs ou des morceaux d’ensemble mesurés, en effaçant trop la différence qui sépare ceux-ci du dialogue ou parler musical. »
Enfin, sur le plan formel, Meyerbeer n’hésite pas à s’affranchir des structures symétriques définies par Rossini afin d’atteindre à une certaine vérité psychologique. Tel est le cas notamment de l’un des sommets de la partition (reconnu comme tel par tous, y compris Schumann ou Wagner), le duo d’amour de Raoul et Valentine au quatrième acte « avec son merveilleux épisode de confession amoureuse à laquelle Raoul répond par des phrases extatiques (glorifiées comme « la mélodie du siècle »). »

### Des effets inédits d’instrumentation
L’importance de Meyerbeer comme découvreur de timbres et comme modèle dans l’art de l’orchestration est reconnue par beaucoup, à commencer par Berlioz ou Liszt. Ainsi, ce dernier confie que « l’instrumentation (…) est, s’il se peut, encore plus savante [que dans Robert le Diable], et [que] les effets d’orchestre y sont si habilement combinés et diversifiés que nous n’avons jamais pu assister à une représentation des Huguenots sans un nouveau sentiment de surprise et d’admiration pour l’art du maître qui a su teindre de mille nuances, presque insaisissables dans leur délicatesse, le riche tissu de son poème musical ». Quant à Berlioz, il extrait cinq exemples des Huguenots pour illustrer l’utilisation de la viole d’amour, du basson, du cor anglais, des cloches et de la clarinette basse dans son fameux Traité d’instrumentation. Il faut dire que pour Letellier, « la sensibilité instrumentale de Meyerbeer n’a jamais été aussi innovante » que dans Les Huguenots.
En premier lieu, Meyerbeer s’attache à caractériser certains personnages par des sonorités qui leur sont propres : ainsi, la plupart des interventions de Marcel sont effectuées sur un accompagnement de deux violoncelles jouant des doubles cordes et d’une contrebasse. Raoul est associé quant à lui aux cordes aigues.
De plus, Meyerbeer n’hésite pas à utiliser des sonorités inhabituelles afin de créer une atmosphère étrange : ainsi, dans son air du premier acte, Raoul est accompagné par une viole d’amour, instrument totalement tombé en désuétude au début du XIXe siècle, afin de mieux mettre en évidence le décalage existant entre le jeune homme (naïf et ingénu, au comportement chevaleresque qui semble venu d’un autre âge) et les nobles catholiques (cyniques et désabusés). À l’inverse, Meyerbeer est le premier compositeur à faire usage à l’opéra de la clarinette basse, qui venait de trouver sa forme définitive à l’époque : accompagnant le grand trio du dernier acte chanté par Raoul, Valentine et Marcel, l’instrument contribue au caractère funèbre et recueilli de la scène.

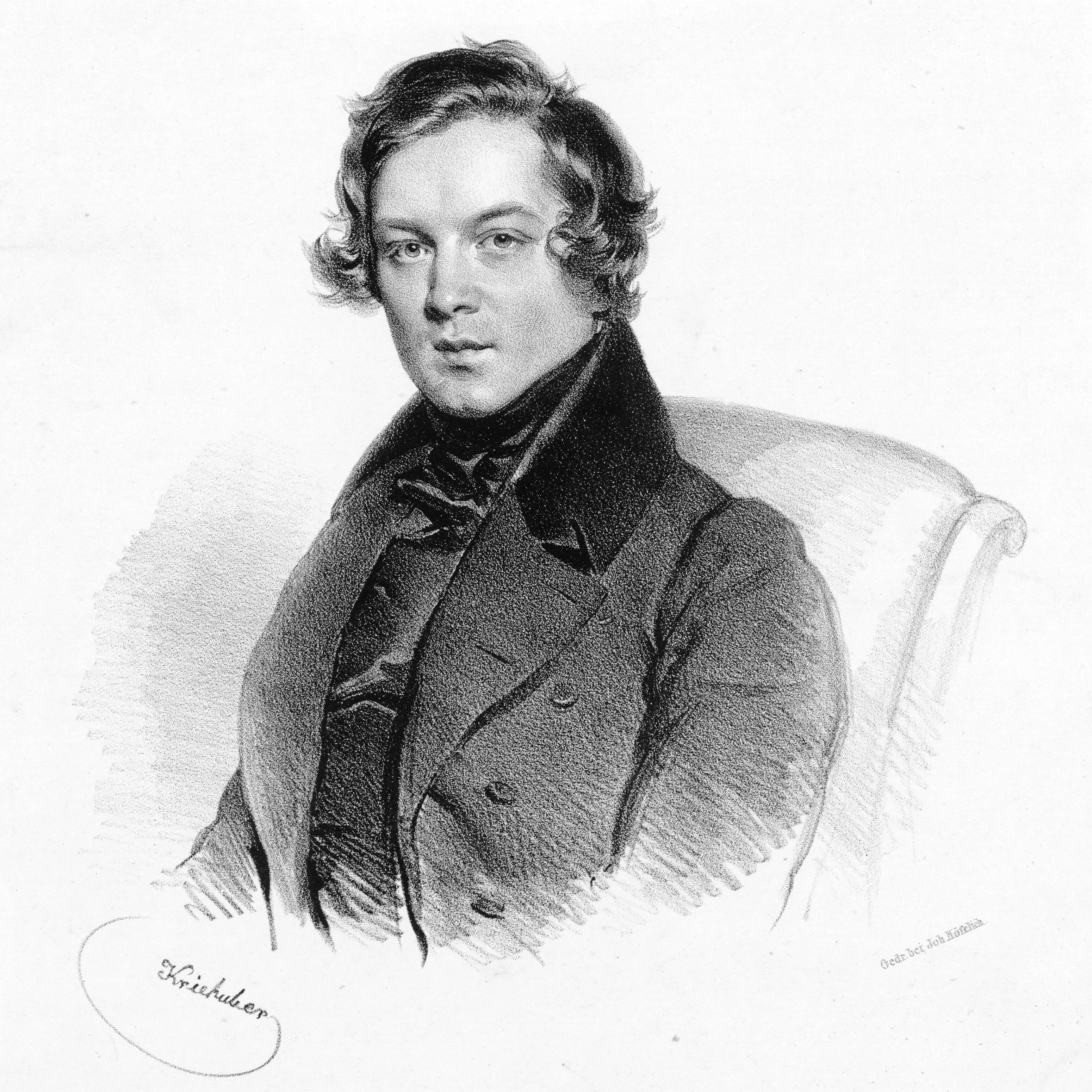
À l’opposé de Berlioz et Liszt, Robert Schumann a été extrêmement sévère à l’égard des Huguenots après avoir assisté à la première de l’œuvre à Leipzig en 1837.

Gérard Condé observe également « un emploi judicieux du piccolo pour jeter la lumière dans l’orchestre et des sons du registre grave de la clarinette, qui comme chez Weber, assombrissent la couleur générale. Les parties de bassons sont souvent largement séparées, l’une dans le grave, l’autre dans l’aigu, ce qui contribue à accroître les possibilités de mélange à l’intérieur du groupe des bois, d’autant que les parties de clarinettes (et de hautbois) sont souvent écrites elles aussi dans des registres différents ».
Meyerbeer est également très attaché à ce que s’instaure une complicité entre la fosse et la scène. Il demande souvent dans la partition que les instruments « imitent la voix ». Dans l’air de Marguerite au début du deuxième acte, les instruments (flute et violoncelle) doivent ainsi dialoguer entre eux et avec la voix, qui parfois les imite et parfois les précède. Selon Condé, « bien peu de compositeurs ont recherché à ce point » une telle osmose entre chanteurs et instrumentistes, ce qui n’est sans doute pas sans poser quelques problèmes en matière de mise au point et de nombre de répétitions nécessaires pour un résultat satisfaisant.
D’aucuns ont cependant reproché à Meyerbeer son orchestration parfois bruyante. Ainsi, Robert Schumann écrit avec humour qu’il « n’y a pas de quoi crier au chef-d’œuvre parce qu’une douzaine de trombones, de trompettes et d’ophicléides, avec cent voix d’hommes à l’unisson, sont capables de se faire entendre à une certaine distance. » On peut observer que dans sa très sévère critique de l’œuvre, Schumann oppose Les Huguenots à l’oratorio Paulus de son ami Mendelssohn. Hervé Lacombe s’interroge cependant sur le fait que l’orchestration des Huguenots ait pu influencer ce dernier. Il observe ainsi que pour la seconde exécution de la Passion selon saint Matthieu de Jean-Sébastien Bach qui a lieu en 1841 à Leipzig (la première ayant été donnée à Berlin en 1829), « Mendelssohn (influencé par Meyerbeer ?) remplaça l’accompagnement du recitativo secco confié au piano en 1829 par deux violoncelles jouant des doubles cordes et une contrebasse », ce qui correspond très exactement à la caractérisation instrumentale du personnage de Marcel.

## L’influence desHuguenots

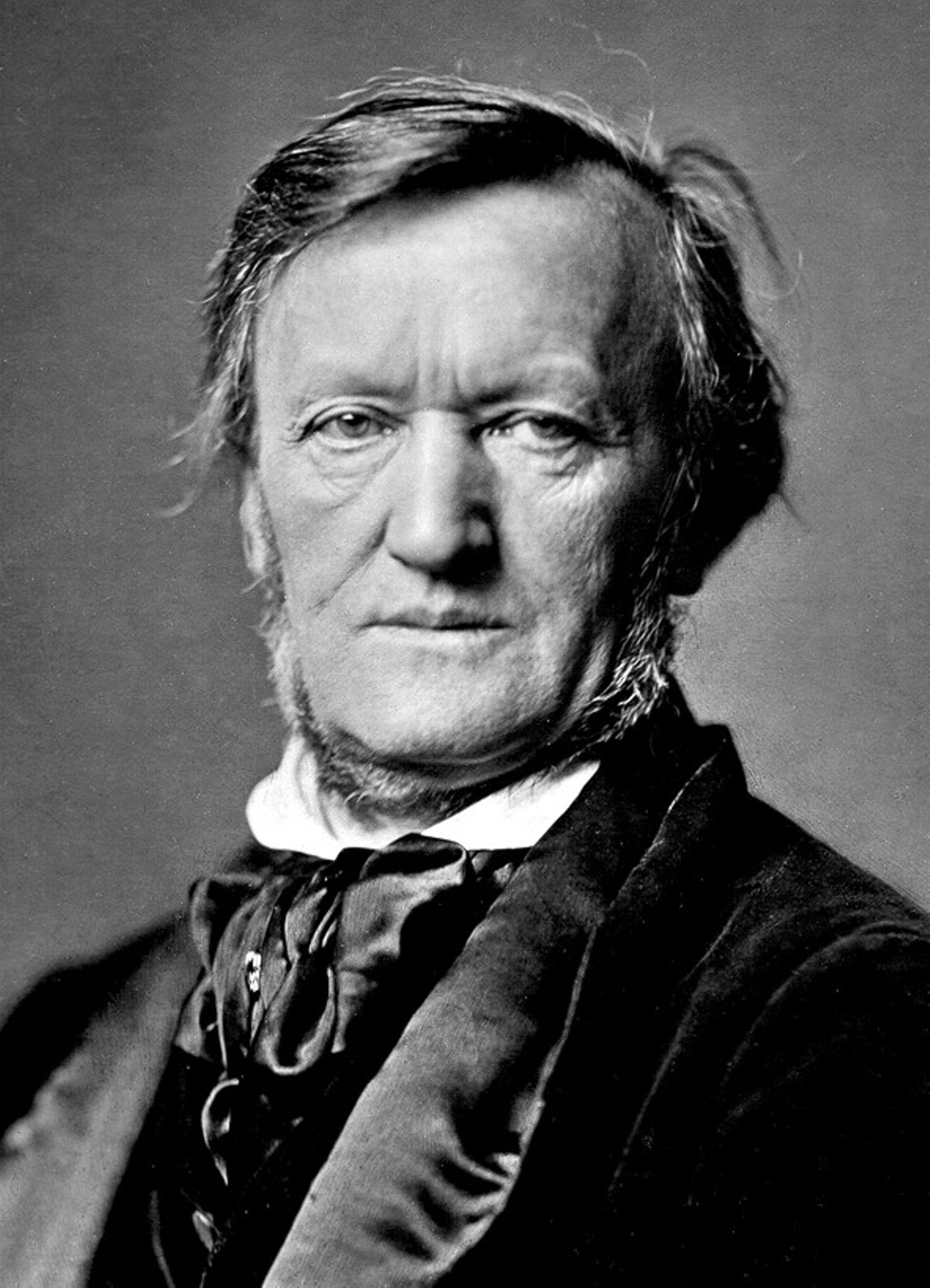
Si Wagner a été un critique virulent de Meyerbeer, il s’est beaucoup inspiré de ses opéras, et notamment des Huguenots.

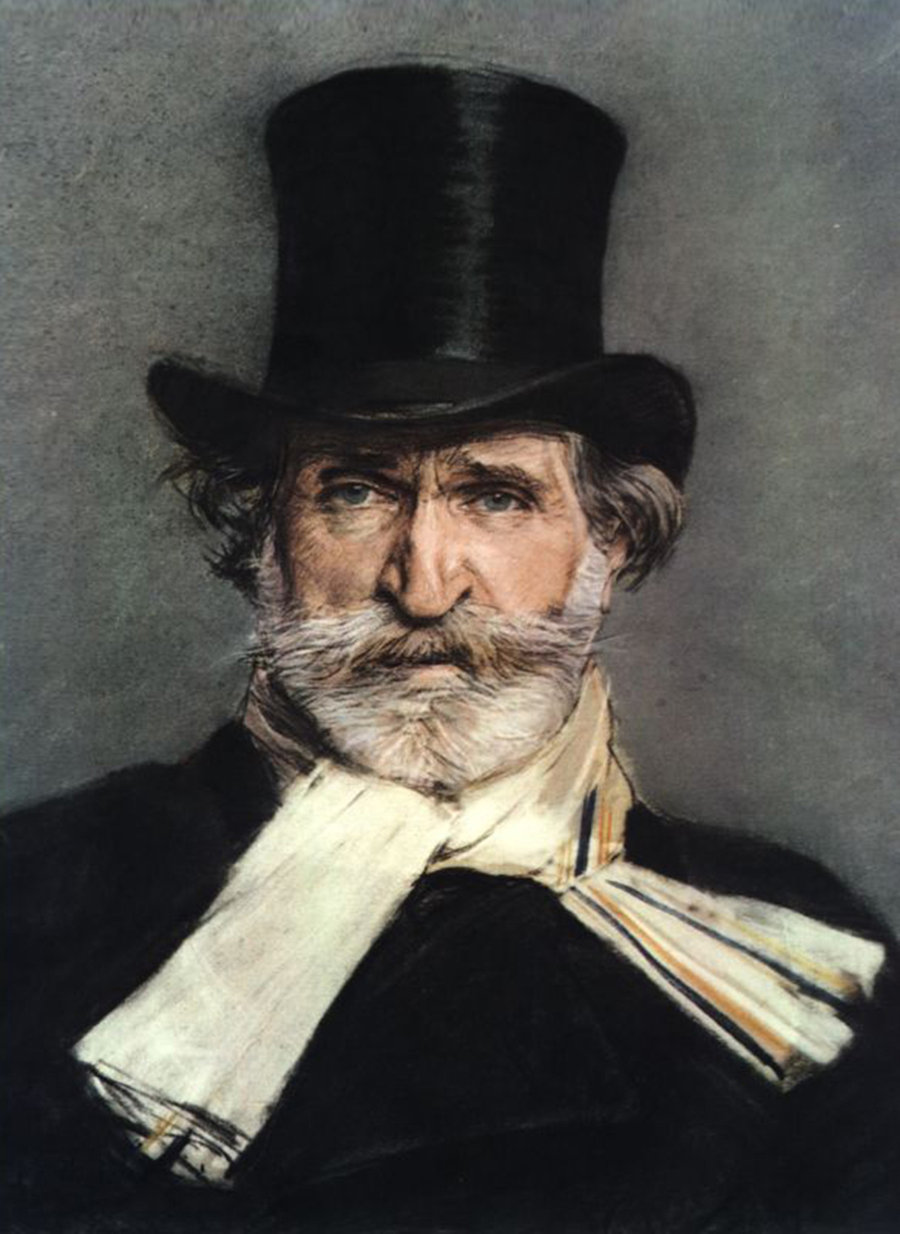
Verdi a été, lui aussi, influencé par Meyerbeer, notamment pour les opéras commandés par l’Opéra de Paris : Les Vêpres siciliennes et Don Carlos.

Pour reprendre l’expression de Gérard Condé, « Meyerbeer a été universellement imité » et on trouve parmi ses « détrousseurs » rien moins que Berlioz, Wagner, Bizet, Gounod, Verdi ou Moussorgski. Une liste (non exhaustive) des éléments empruntés aux Huguenots comprend :
- à l’acte I :
  - dès l’ouverture de l’opéra, le traitement harmonique et instrumental dans un style archaïsant du choral luthérien aurait influencé Wagner pour l’ouverture des Maîtres-chanteurs de Nuremberg et le prélude de Parsifal ;
  - Offenbach se serait souvenu du chœur de l’orgie des seigneurs catholiques pour composer le chœur « Luther est un brave homme » des Contes d’Hoffmann ;
  - la chanson de Marcel « n’est sans doute pas étrangère à celle de Varlaam dans Boris Godounov »[1].
- à l’acte II :
  - le page Urbain a manifestement inspiré Verdi lorsque ce dernier a composé la musique confiée au page Oscar du Bal masqué ;
  - Dans La Damnation de Faust, Berlioz reproduira les dégringolades de piccolo et de flûtes que l’on entend dans le trio du menuet sur lequel se fait l’entrée de la cour.
- à l’acte III :
  - le « Ra-ta-plan » du troisième acte de La forza del destino de Verdi est un écho évident du « Ra-ta-plan » des Huguenots ;
  - la superposition de la litanie des jeunes filles catholiques et du « Ra-ta-plan » des soldats huguenots a servi de modèle à Berlioz pour le chœur des étudiants et des soldats dans La Damnation de Faust ;
  - Wagner aurait voulu parodier la scène de l’archer annonçant le couvre-feu dans Les Maîtres-chanteurs en y faisant sonner exprès faux la corne du veilleur ;
  - selon Machart[6], la musique « pimpante » de la danse bohémienne annonce le groupe des Six ;
  - la superposition des chœurs des protestants et des catholiques à la fin de l’acte aurait inspiré à Wagner la scène de la bataille de rue du deuxième acte des Maîtres-chanteurs.
- à l’acte IV : le duo d’amour entre Raoul et Valentine a servi de modèle à Wagner pour le duo d’amour du deuxième acte de Tristan et Isolde et à Verdi pour celui d’Otello. Le critique viennois Eduard Hanslick, qui déclare par ailleurs que « celui qui ne saurait apprécier la puissance dramatique de cette œuvre de Meyerbeer ne jouit sans doute pas de ses pleines facultés critiques » (cité par Kobbé[5]) et que « l’impression fantastiquement nouvelle et totalement unique [que l’œuvre lui fit] est inoubliable[34] », assure que Tchaïkovski s’est directement inspiré du duo des Huguenots pour composer le duo final d’Eugène Onéguine.
- à l’acte V :
  - la clarinette basse utilisée pour la première fois par Meyerbeer pour le grand trio sera adoptée par Wagner pour caractériser des atmosphères similaires dans Lohengrin, La Walkyrie et Tristan (récit du roi Marke à la fin du deuxième acte) ;
  - l’idée selon laquelle l’interruption du chœur des protestants (chanté en coulisse) signale le massacre du dernier groupe des réfugiés a été reprise par Francis Poulenc à la fin de Dialogues des Carmélites.

Pour Kaminski, « on retrouvera Marcel autant dans Zaccaria de Nabucco de Verdi que dans… Dossifeï de La Khovanchtchina de Moussorgski ». Condé indique quant à lui que « Kurwenal doit un peu à Marcel ».
En addition, une marche militaire lente basée du prélude des Huguenots est jouée à chaque Trooping the Colour au Royaume-Uni.

## Autour desHuguenots
- La « Bénédiction des poignards » est parodiée par Jacques Offenbach, Meilhac et Halévy dans l'opéra-bouffe La Grande-duchesse de Gérolstein (1867). La scène a été rapidement coupée après la première représentation afin de resserrer l'intrigue.
- En 1874, dans sa nouvelle humoristique Une fantaisie du docteur Ox (dont Offenbach tirera le livret d’un autre opéra-bouffe en 1877), Jules Verne raconte le déroulement particulièrement mouvementé d’une représentation du quatrième acte des Huguenots, première manifestation à grande échelle d’une expérience secrète réalisée par le mystérieux docteur Ox sur la population d’une petite ville des Flandres.
- À la fin du Le Chien des Baskerville (1902), Sherlock Holmes invite le docteur Watson à assister à une représentation des Huguenots.
- En 1937, la pièce apparait dans le film Le Chant du printemps de Robert Z. Leonard.

## Iconographie

### Esquisses de décor et lithographies (1836-1837)

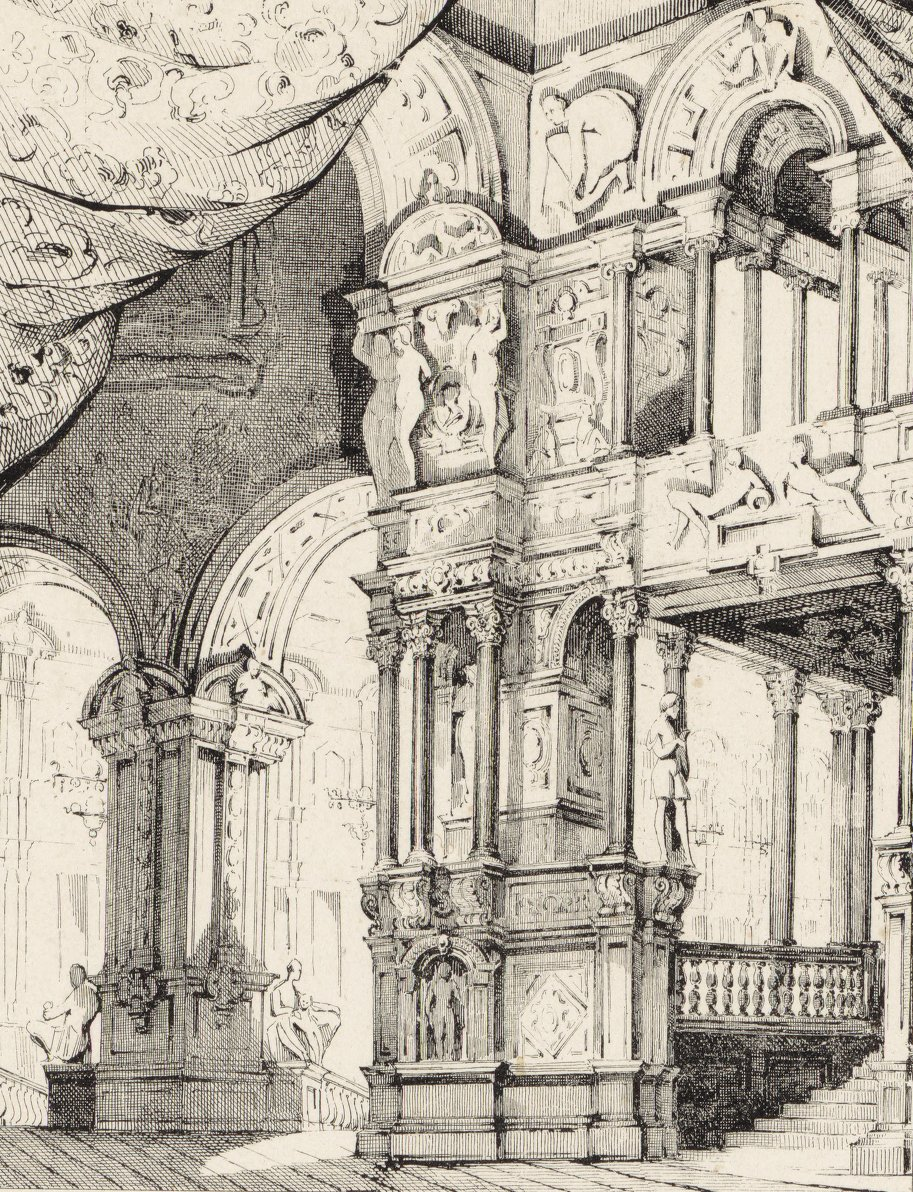
Charles Séchan, esquisse de décor pour la première scène de l’acte V (1836)
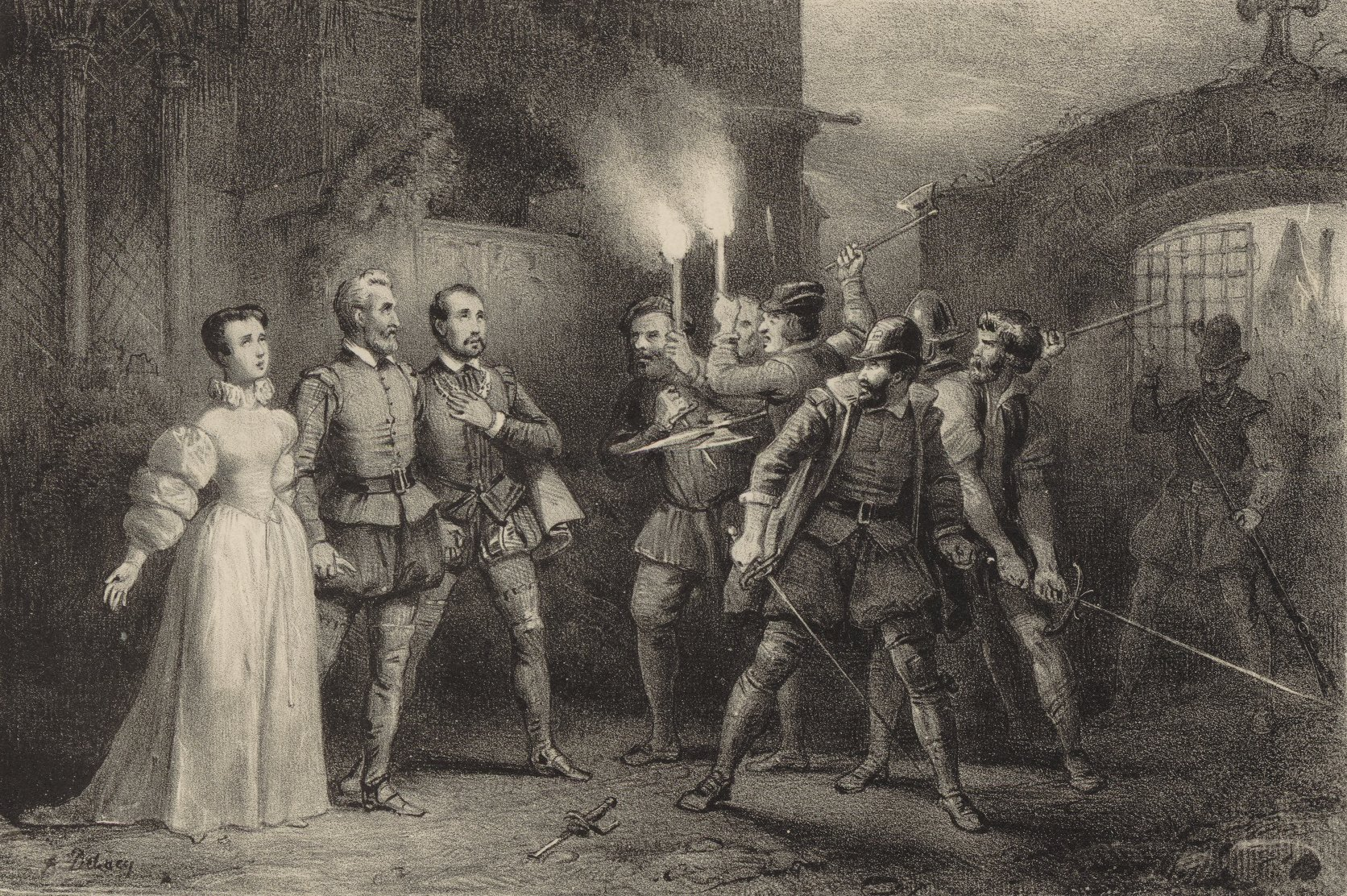
Charles-Alexandre Debacq, lithographie représentant Raoul, Valentine et Marcel menacés par des catholiques (1836)
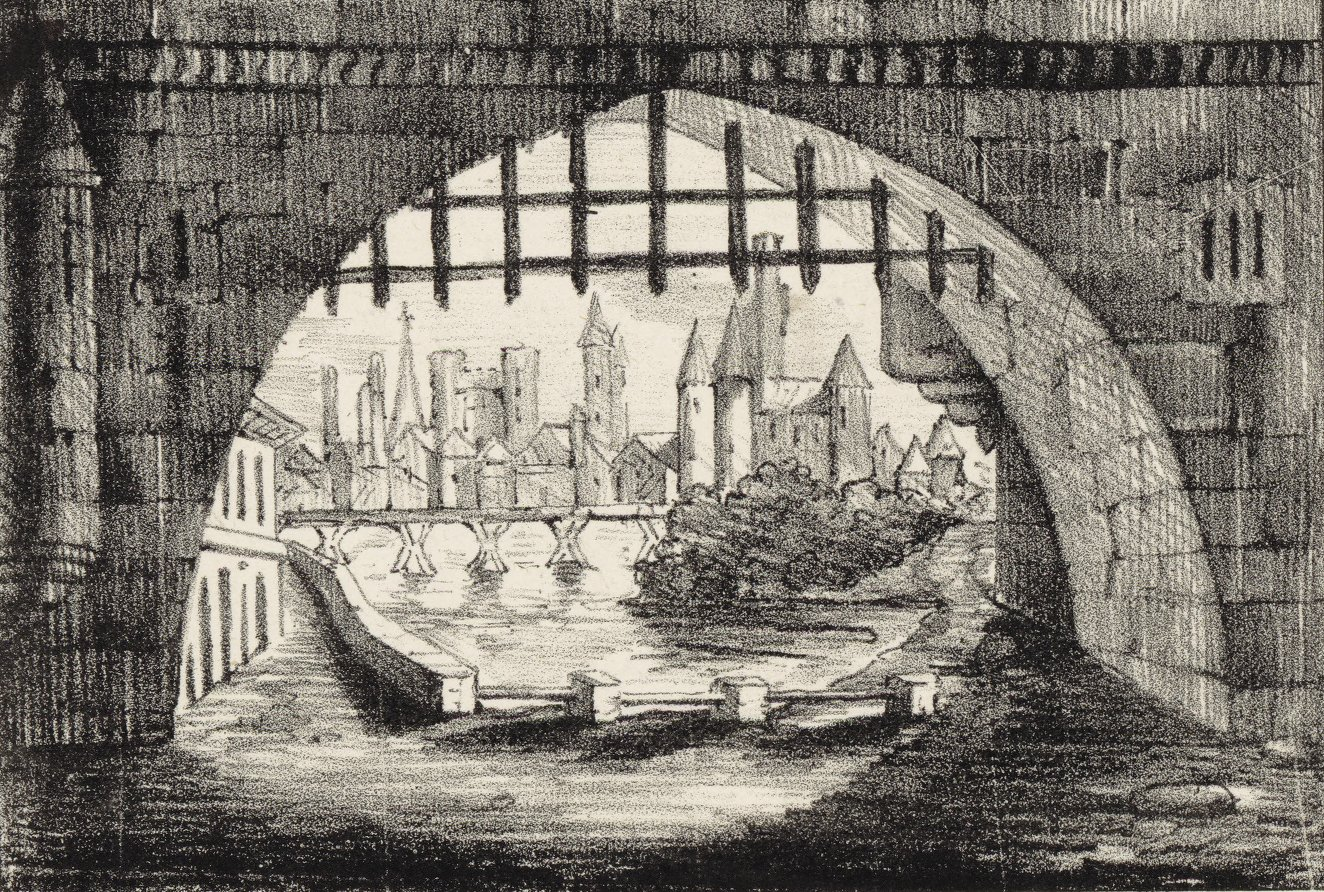
C. Augier et J. Giroud, esquisse de décor pour la troisième scène de l’acte V (1837)

### Esquisses de décor pourLa Fenice(1856)

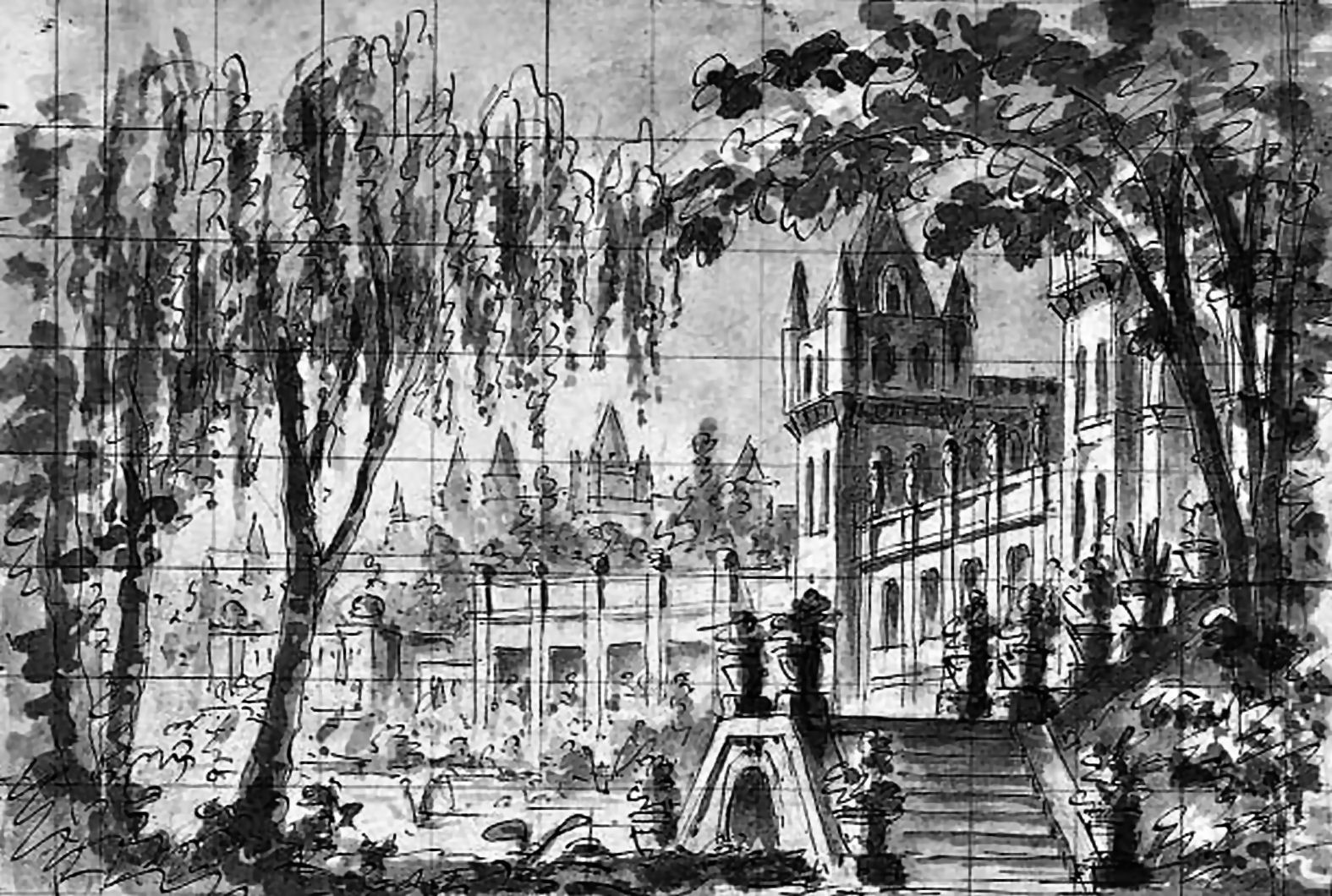
Giuseppe Bertoja, esquisse de décor pour l'acte II (La Fenice, 1856)
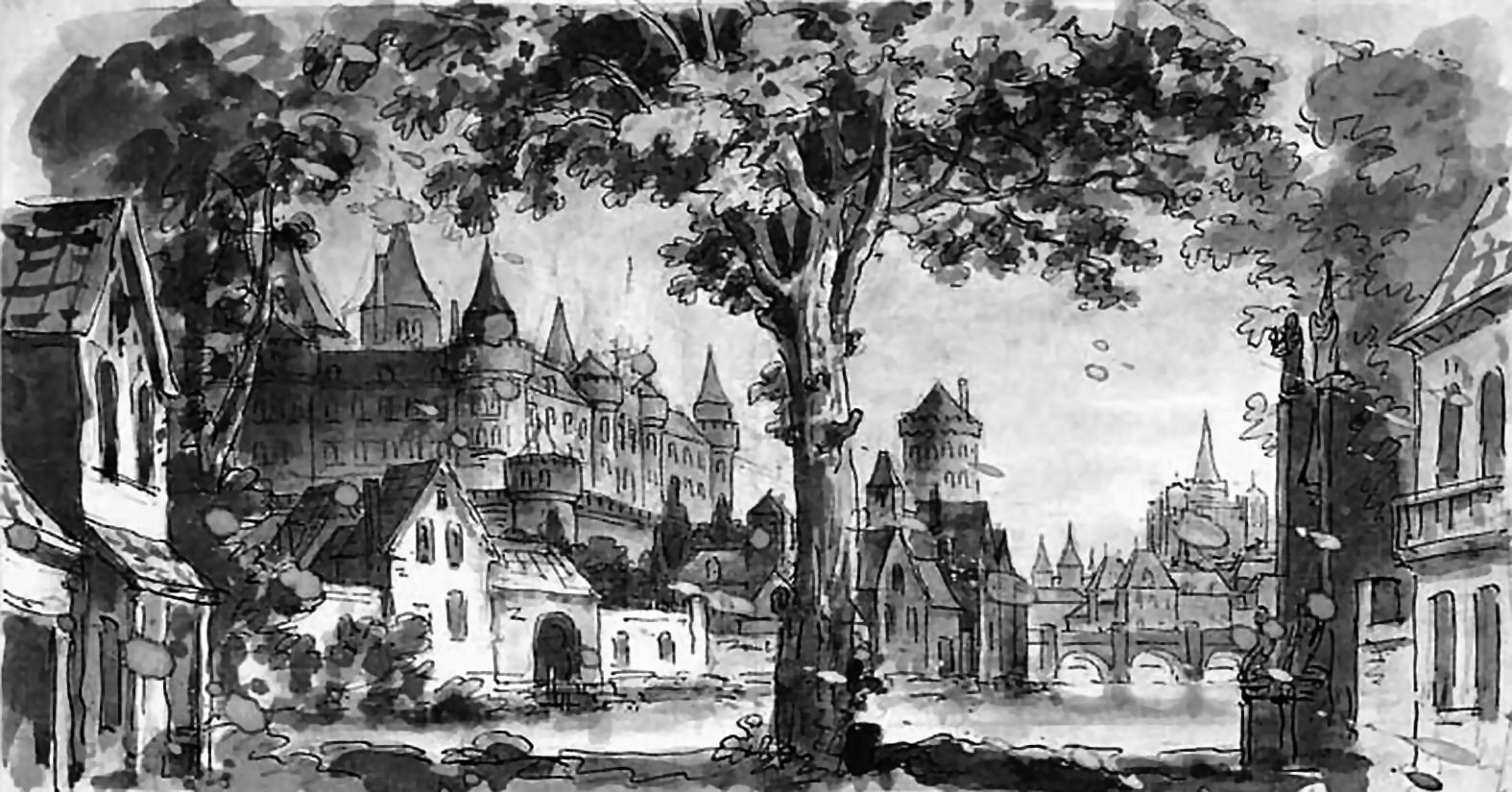
Giuseppe Bertoja, esquisse de décor pour l'acte III (La Fenice, 1856)

### Chromos Liebig (1890)

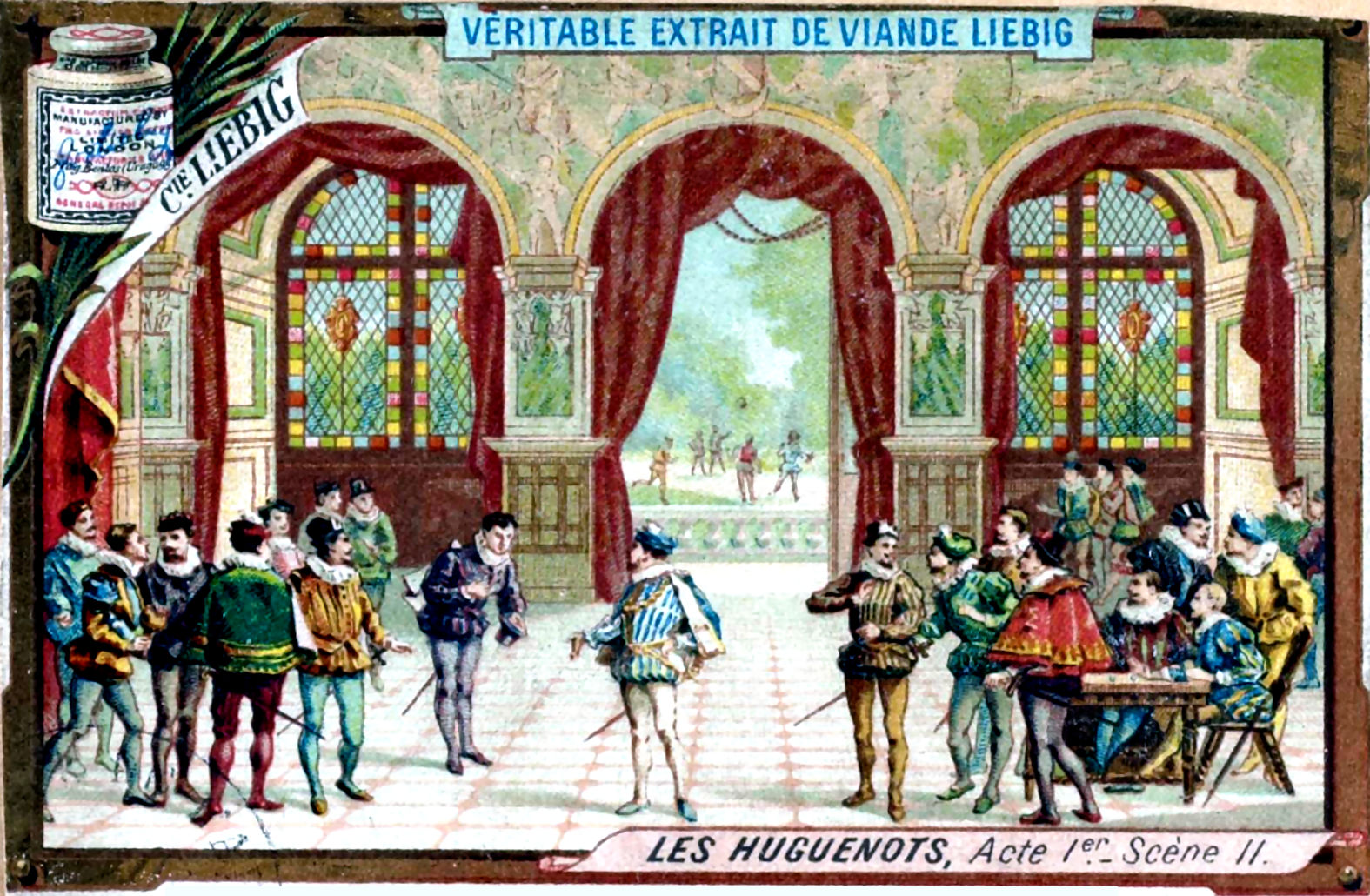
Raoul de Nangis présenté au comte de Nevers
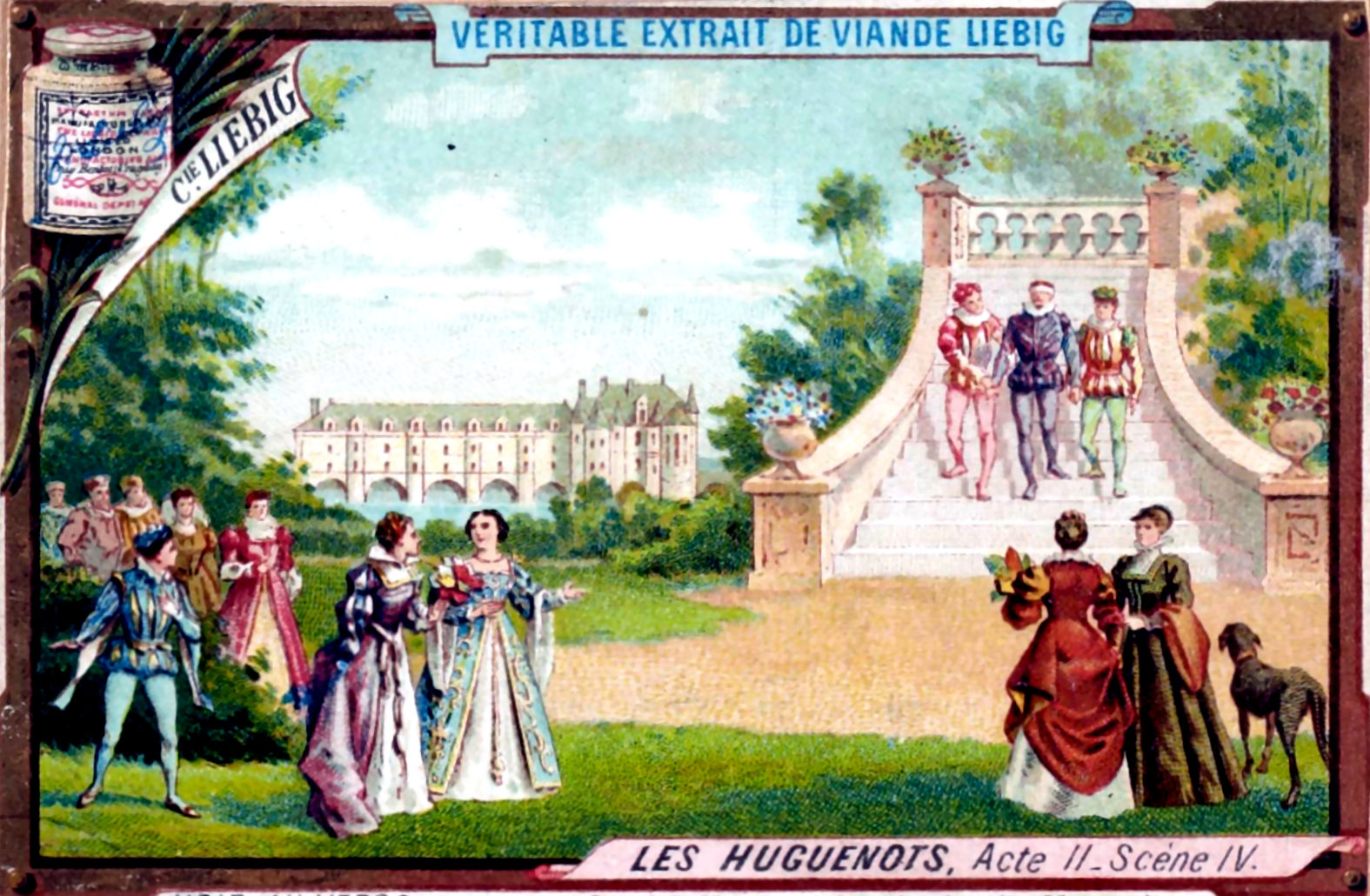
Raoul de Nangis conduit chez la reine Marguerite
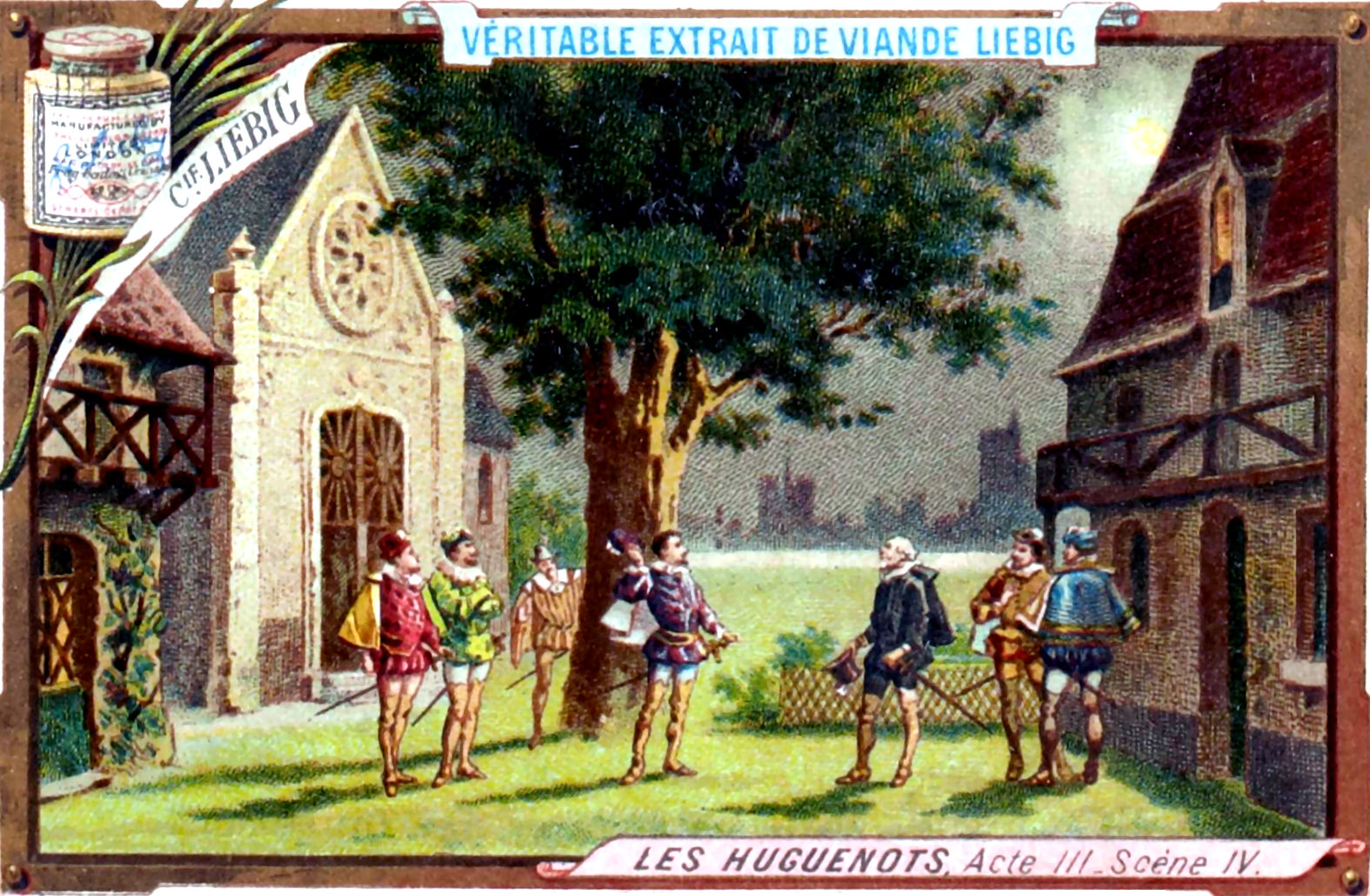
Préliminaires du duel entre Raoul et St-Bris
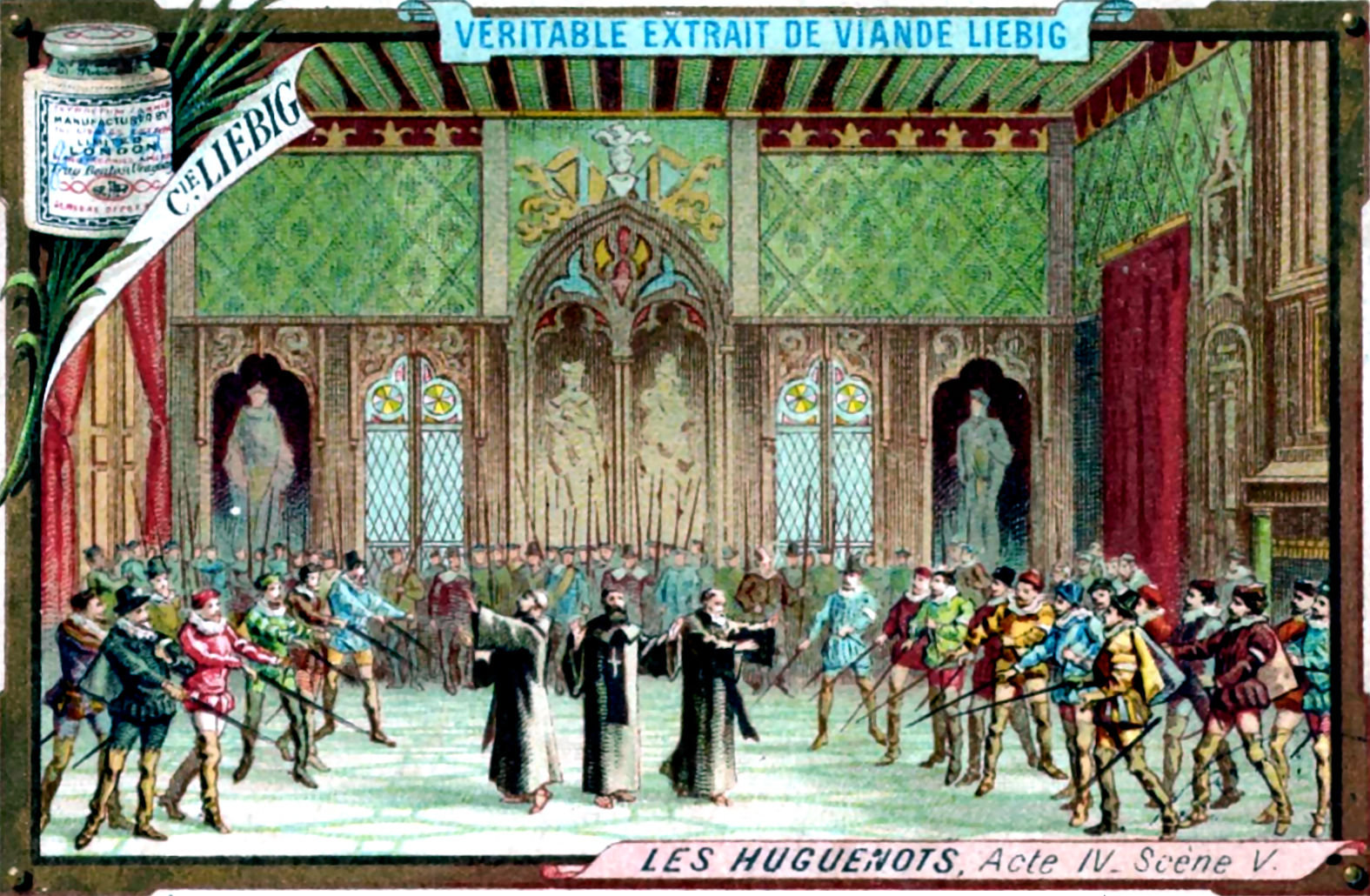
La bénédiction des poignards
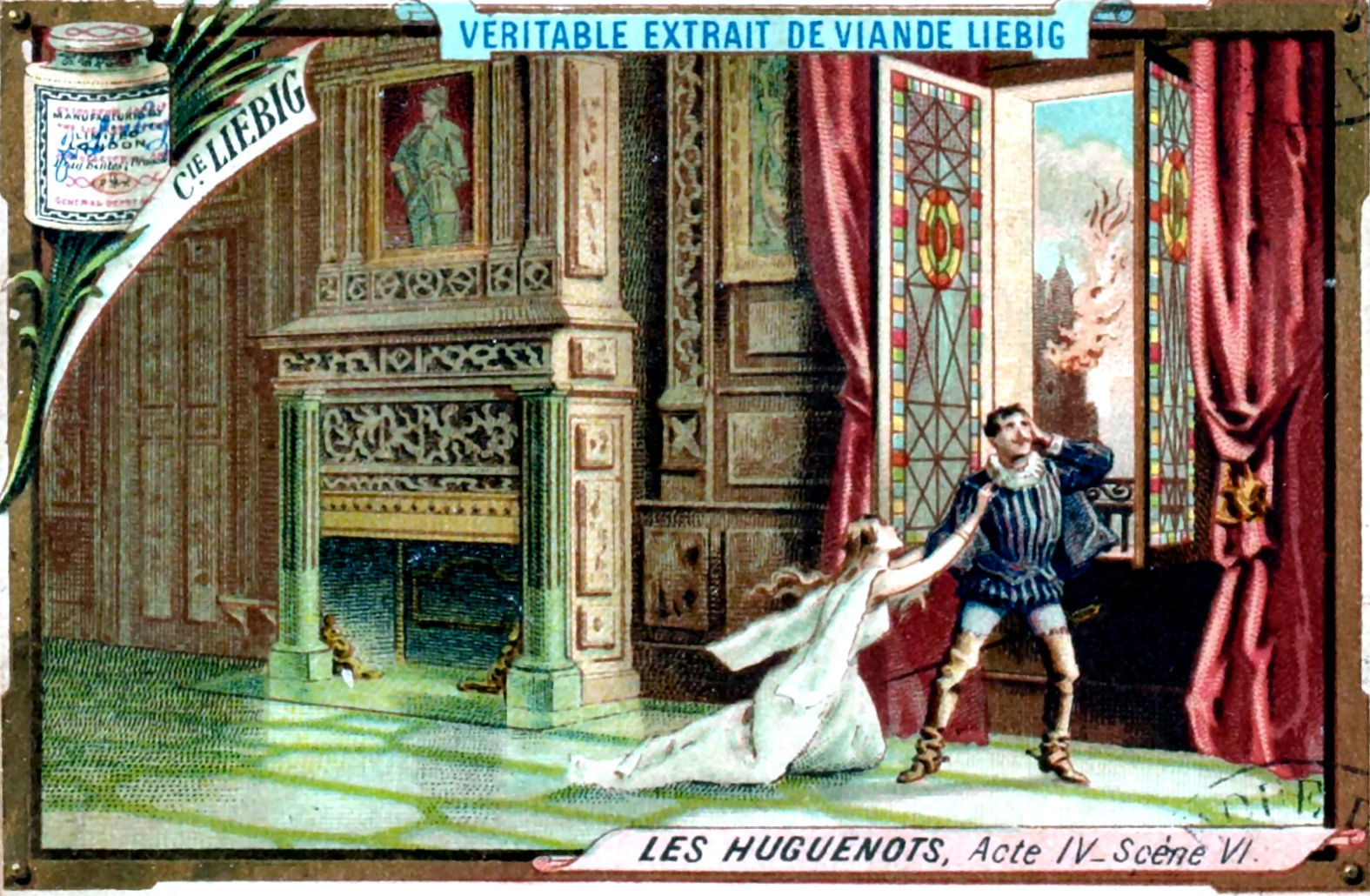
Raoul de Nangis quitte Valentine
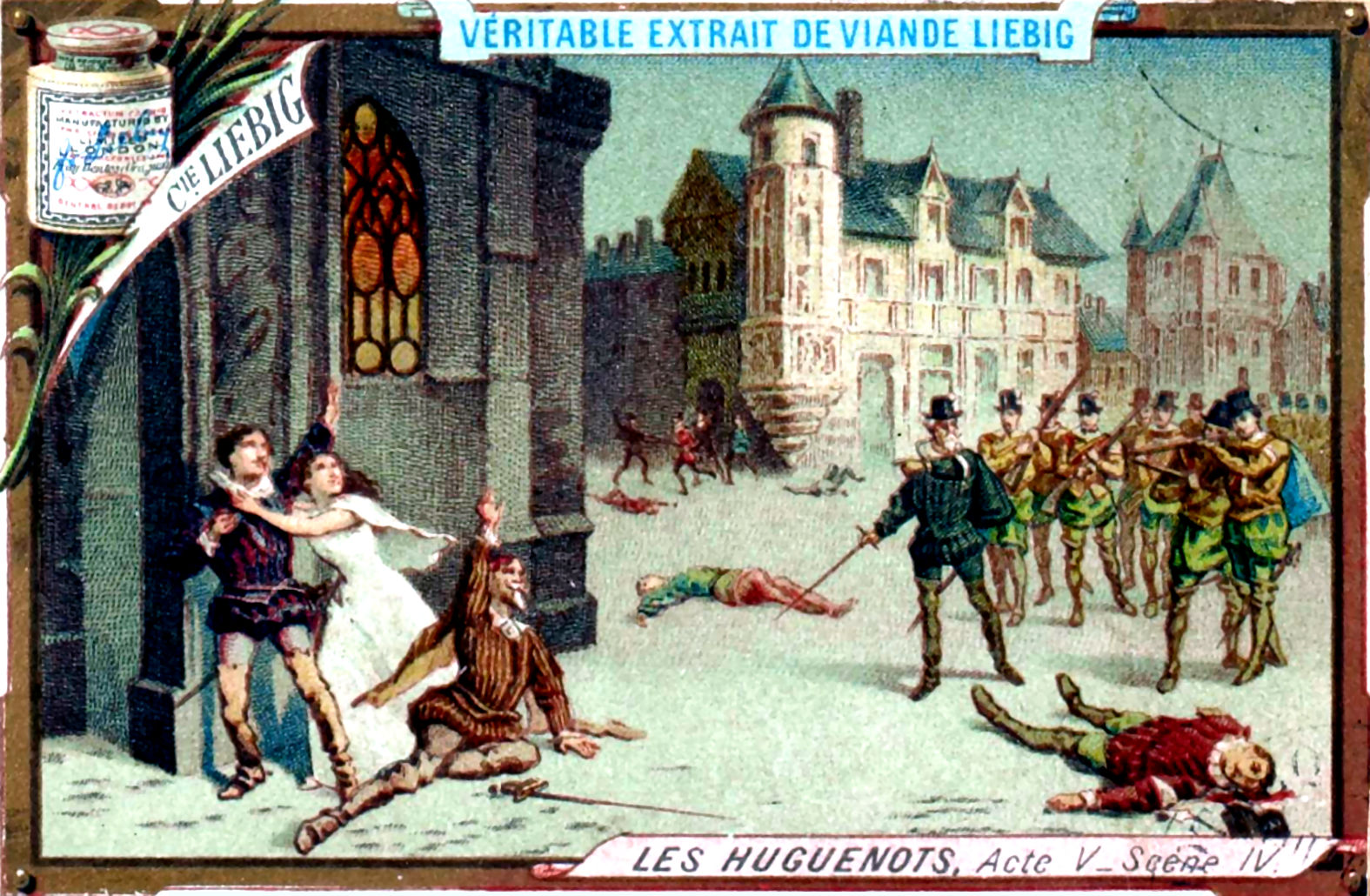
Mort de Valentine, Raoul et Marcel

## Discographie
- 1953 – Renée Doria, Jeanne Rinella, Simone Couderc, Guy Fouché, Henri Médus, Adrien Legros, Charles Cambon, Académie chorale de Paris, Orchestre Pasdeloup, Jean Allain (dir.) – Accord 204592 (1CD) - chanté en français
- 1955 – Antonietta Pastori, Anna de Cavalieri, Jolanda Gardino, Giacomo Lauri-Volpi, Nicola Zaccaria, Giorgio Tozzi, Giuseppe Taddei, chœur et orchestre symphonique de la RAI de Milan, Tullio Serafin (dir.) – Arkadia CDMP452.3 (3CD) - chanté en italien
- 1955 – Valerie Bak, Maud Cunitz, Eta Köhrer, Karl Terkal, Gottlob Frick, Walter Berry, Franz Fuchs, chœur de l’Opéra de Vienne, orchestre de la Radio de Vienne, Robert Heger (dir.) – Walhall WLCD0169 (2CD) - chanté en allemand
- 1960 – Christiane Harbell, Suzanne Sarroca, Jane Berbié, Tony Poncet, Henri Médus, René Bianco, Jean Borthayre, Marcel Cariven (dir.) – Malibran-Music AMR 153 (1CD) - chanté en français
- 1962 – Joan Sutherland, Giulietta Simionato, Fiorenza Cossotto, Franco Corelli, Nicolai Ghiaurov, Giorgio Tozzi, Wladimiro Ganzarolli, chœur et orchestre de La Scala de Milan, Gianandrea Gavazzeni (dir.) – Gala GL100.604 (3CD) - chanté en italien
- 1969 - Beverly Sills, Angeles Gulin, Kay Creed, Tony Poncet, Justino Diaz, Joshua Hecht, Thomas Jamerson, Reynald Giovaninetti (dir.) – Voce della Luna VL2016-2 (2CD) - chanté en français
- 1969 - Joan Sutherland, Martina Arroyo, Huguette Tourangeau, Anastasios Vrenios, Nicola Ghiuselev, Gabriel Bacquier, Dominic Cossa, Ambrosian Opera Chorus, New Philharmonia Orchestra, Richard Bonynge (dir.) – Decca 430549-2 (4CD) - chanté en français
- 1971 - Rita Shane, Enriqueta Tarrés (es), Jeanette Scovotti, Nicolai Gedda, Justino Diaz, Dimiter Petkov, Pedro Farres, chœur et orchestre de la Radio autrichienne, Ernst Märzendorfer (dir.) – Myto Records MCD961-141 (2CD) - chanté en français
- 1976 - Louise Lebrun, Kathie Clarke, Della Jones, Alain Vanzo, Will Roy, Jules Bastin, Robert Massard, chœur et Nouvel Orchestre philharmonique de Radio-France, Henri Gallois (dir.) – De Plein Vent DPV30.9009 (3CD) - chanté en français
- 1988 - Ghylaine Raphanel, Françoise Pollet, Danielle Borst, Richard Leech, Nicola Ghiuselev, Boris Martinovic, Gilles Cachemaille, chœur de l’Opéra de Montpellier, Orchestre philharmonique de Montpellier, Cyril Diederich (dir.) – Erato 2292-45027-2 (4CD) - chanté en français
- 1990 - Joan Sutherland, Amanda Thane, Suzanne Johnston, Anson Austin, Clifford Grant, John Wegner, John Pringle, chœur et orchestre de l’Opéra de Sydney, Richard Bonynge (dir.) – Opera Australia OPOZ56007CD (3CD) - chanté en français
- 2002 – Desirée Rancatore, Annalisa Raspagliosi, Sara Allegretta, Warren Mok, Soon-Won Kang, Luca Grassi, Marcin Bronikowski, chœur de chambre de Bratislava, Orchestra international d’Italie, Renato Palumbo (dir.) - Dynamic CDS422/1-3 (3CD) - chanté en français
- 2009 – Erin Morley, Alexandra Deshorties, Marie Lenormand, Michael Spyres, Peter Volpe, John Marcus Bindel, Andrew Schroeder, American Symphony Orchestra - Leon Botstein (dir.) – Disponible en téléchargement légal - chanté en français

## Vidéographie
- 1990 – Joan Sutherland, Amanda Thane, Suzanne Johnston, Anson Austin, Clifford Grant, John Wegner, John Pringle, chœur et orchestre de l’Opéra de Sydney, Richard Bonynge  (dir.) – Opus Arte OA F4024 D (2DVD) - chanté en français
- 1991 – Angela Denning, Lucy Peacock, Camille Capasso, Richard Leech, Martin Blasius, Hartmut Welcker, Lenus Carlson, chœur et orchestre du Deutsche Oper de Berlin, Stefan Soltesz (dir.) – Arthaus Musik 100 156 (1DVD) - chanté en allemand